# Geschichte der Stadt Bochum

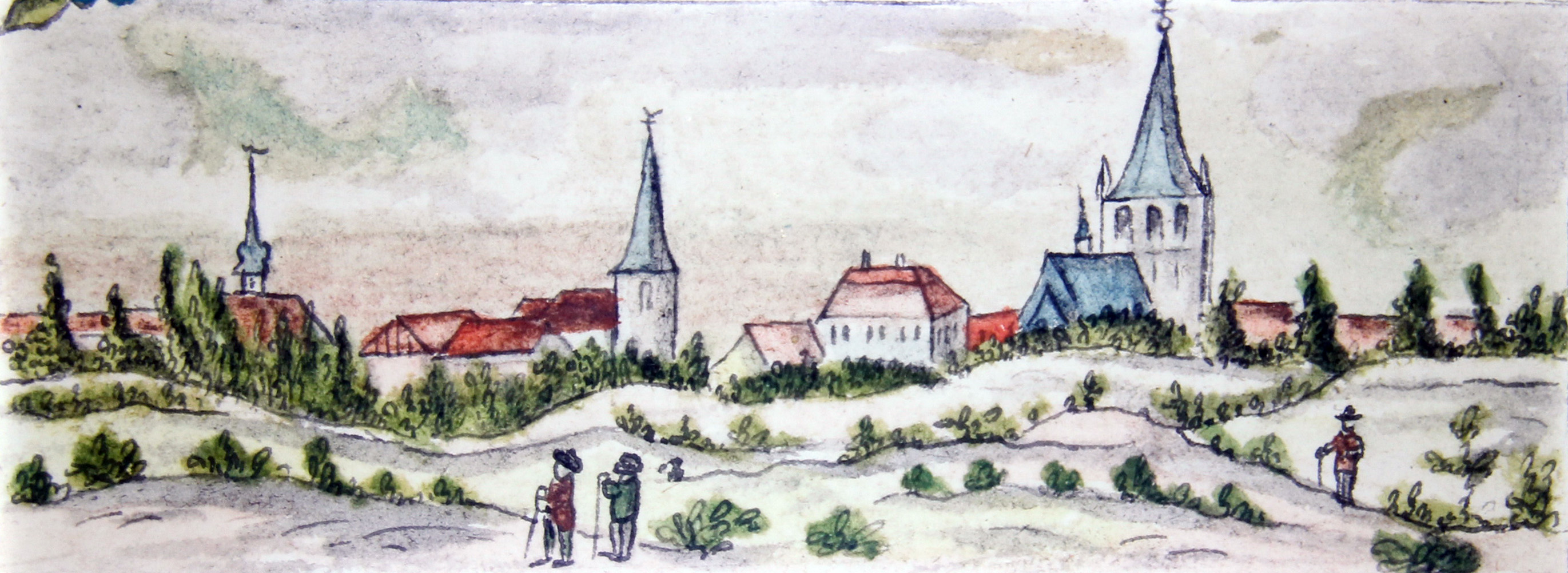
Älteste bekannte Ansicht von Bochum aus dem Jahr 1801. Zeichnung von C. A. Kortum.

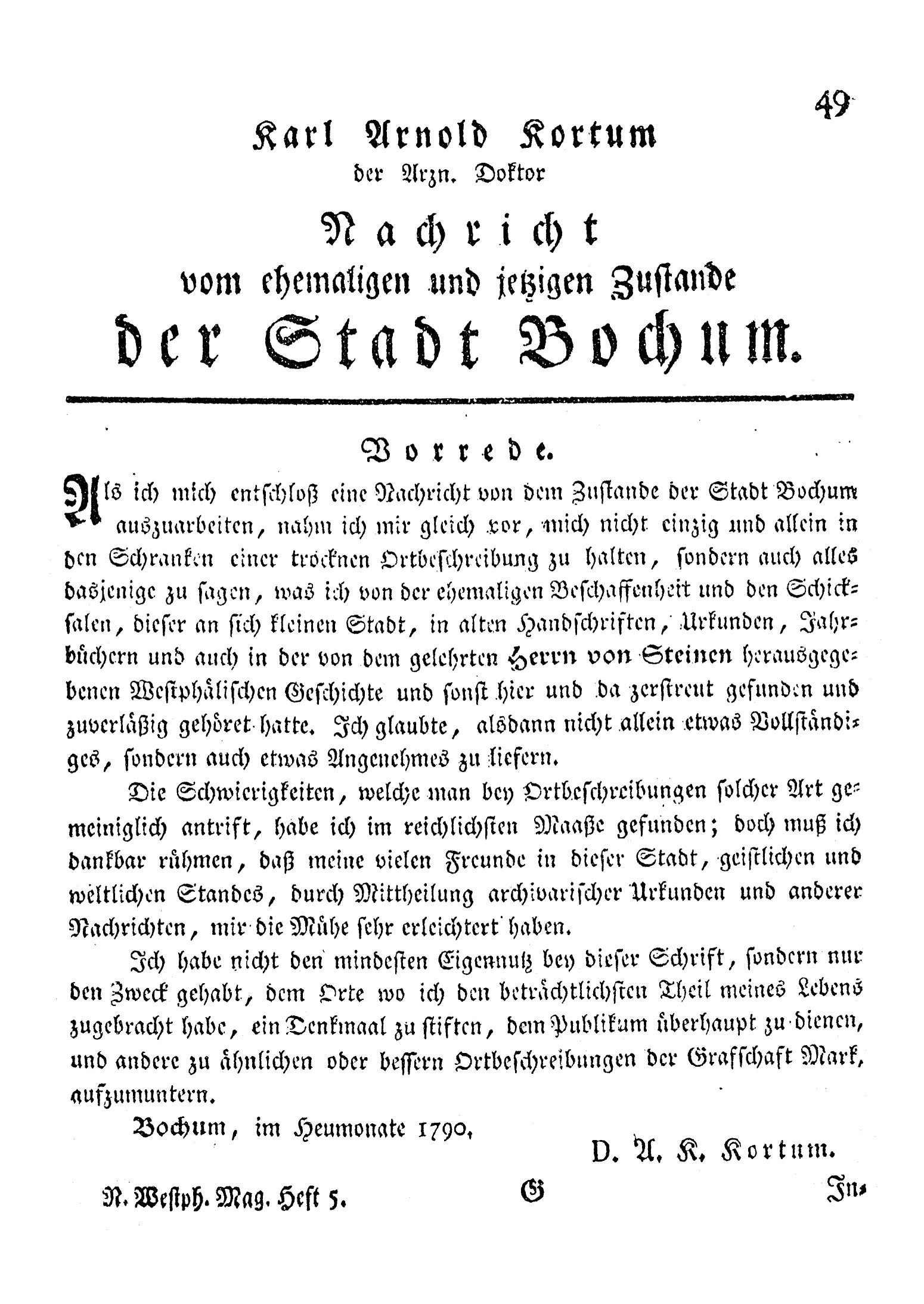
Erste Chronik der Stadt Bochum aus dem Jahr 1790

Die Geschichte der Stadt Bochum ist eng mit der Geschichte des Ruhrgebiets verbunden. Ein fränkischer Reichshof, wahrscheinlich um 800 bei der heutigen Propsteikirche angelegt, war die Keimzelle der Stadt. Die Bestätigung von Marktrechten mit stadtähnlichem Charakter im Jahr 1321 gilt als wichtigstes Datum der Stadtwerdung. Bochum gehörte zur Grafschaft Mark und kam später mit ihr an Brandenburg-Preußen. Bis in die 1840er-Jahre war Bochum ein provinzielles Landstädtchen. Die umliegenden Siedlungen im Amt Bochum hatten alle, bis auf Wattenscheid, noch nicht einmal einen dörflichen Charakter.
Mit der Industrialisierung explodierte die Einwohnerzahl der Region. In Bereich der Schwerindustrie spielte das Stahlwerk Bochumer Verein eine wichtige Rolle im Werden der Stadt. Weiterhin gab es viele Steinkohlenbergwerke. Auf ihnen wurden teils bedeutende Erfindungen für den Bergbau gemacht. Ab 1904 Großstadt, erreichte Bochum nach einer bedeutenden Bauphase ab 1925 und einer dritten Eingemeindungswelle im Jahr 1929 seine bis dahin größte Bedeutung. Es bezeichnet sich damals als „zechenreichste Stadt“ Europas. Als Industriestadt mitten im Ruhrgebiet, zudem nahe an der Reichsgrenze und den alliierten Bomberstützpunkten, wurde Bochum im Zweiten Weltkrieg durch zahlreiche Luftangriffe schwer zerstört.
Nach dem Zweiten Weltkrieg gab es in den Zeiten des Wiederaufbaus noch einmal einen Boom der Montanindustrie in Bochum. Mit der Kohlekrise und der Stahlkrise gingen auch in Bochum viele Arbeitsplätze verloren. Bochum hatte, wie alle Ruhrgebietsstädte, ab den 1960er-Jahren mit starken Strukturproblemen zu kämpfen. Durch die Ansiedlung einer Zweigstelle der Adam Opel AG, die Eröffnung der Ruhr-Universität sowie weiterer Hochschulen konnte die Krise aber etwas besser aufgefangen werden als in manchen anderen Städten der Region.

## Vor- und Frühgeschichte (bis um 800 n.Chr.)
Die älteste Spur von Leben sind die Fußabdrücke eines Ichniotherium praesidentis. Bei der 316 Millionen Jahre alten Fußspur handelt sich um die älteste Wirbeltierfährte in Deutschland, die bisher gefunden wurde. Der erste Fund im Jahr 1924 auf der Zeche Präsident gab den Namen. Großes öffentliches Aufsehen erregte der zweite Fund 2012 in Bochum-Stiepel.
Eines der ältesten Zeugnisse von Menschen im Bochumer Gebiet ist ein Schaber aus der Altsteinzeit, ca. 25.000 Jahre vor unserer Zeitrechnung. Er wurde im Bereich Querenburg gefunden. In Hiltrop, am Hillerberg, konnten in den 1950er-Jahren Spuren der wahrscheinlich ältesten Besiedlung nachgewiesen werden. Sie stammen aus der Jungsteinzeit, um ca. 4750–4555 vor Christus. Archäologische Funde von dieser Zeit bis zum frühen Mittelalter belegen eine durchgehende Besiedlung.
Bochum lag im Siedlungsgebiet mehrerer germanischer Stämme (Chattuarier, Brukterer, Marser), deren genaue Abgrenzung allerdings schwierig ist. Die Zeit des römischen Imperiums und dessen Versuch, eine rechtsrheinische Provinz zu errichten, hat in Bochum fast keine Spuren hinterlassen. Es lassen sich nur vereinzelte Fundstücke zuweisen, die auch durch Handel in das Gebiet gekommen sein können. In der schon zu den Franken zu zählenden Region zwischen Lippe und Ruhr, dem Brukterergau, wirkte Ende des 7. Jahrhunderts alten Überlieferungen nach der heilige Wanderbischof Swidbert missionarisch für das Christentum. Die Gründung einer Missionskirche im heutigen Wattenscheid soll in diese Zeit fallen. Die alten Stämme wurde kurze Zeit später von denen aus dem Norden einfallenden Sachsen erobert.

## Frühmittelalter, Gründung von Bochum (um 800 bis ca. 1000)

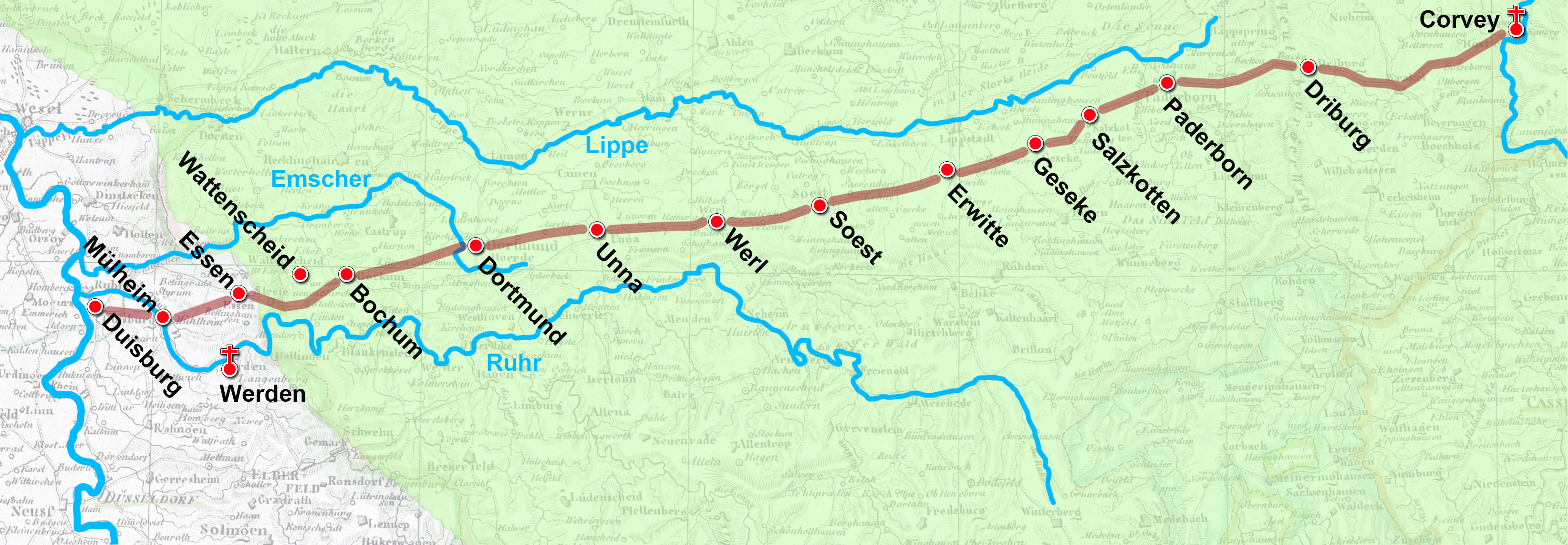
Strecke des westfälischen Hellwegs und die Städte an seiner Route

Der westfälische Hellweg war schon in der Bronzezeit eine wichtige Verbindung zwischen Ost und West und verlief auf dem Höhenrücken zwischen Ruhr und Emscher. Als die Franken unter Karl der Große das Land der Sachsen nach langwierigen Kämpfen eroberten (772–804), wurden planmäßig Reichshöfe mit christlichen Missionskapellen entlang des Hellweges angelegt. Diese Reichshöfe dienten als Versorgungsstationen sowie zur militärischen Sicherung. Um sie herum entwickelten sich schrittweise die heutigen Städte. Vermutlich kreuzte der Hellweg im Bochumer Bereich eine aus dem Bergischen kommenden uralten Straße, den Hilinciweg.
In der Nähe der Kreuzung dieser zwei Straßen wurde auf dem leicht hügeligen Gelände, auf dem Gelände des heutigen St.-Elisabeth-Hospitals ein Reichshof anlegen, der als Keimzelle von Bochum gelten kann. Es konnte bisher nicht festgestellt werden, ob dieses eine Neugründung war oder ob ein bereits bestehender sächsische Oberhof dazu bestimmt wurde. Auf einem benachbarten Hügel entstand eine wahrscheinlich zunächst hölzerne Pfalz- und Missionskapelle, die dem Apostelfürsten Paulus geweiht war, der Vorläufer der Propsteikirche. Da der Hellweg eine bevorzugte Reiseroute zwischen den westlichen und sächsischen Teilen des Königreiches war, wird der Hofstaat samt König häufiger durch das Bochumer Gebiet gezogen sein.

Repro des Werdener Urbar, mit der Angabe verschiedener Ortsnamen, um 900

Die Christianisierung der Region wurde durch Gründung des Klosters Werden im Jahre 802 verstärkt betrieben. Das um 900 erstellten Heberegister (Urbar) des Klosters ist eine Quelle für erste direkte namentliche Erwähnung von Orten sowie auch die erste indirekte urkundliche Erwähnung Bochums. Die Urkunde benennt über dreißig Bauernschaften (villae) im Borahtron-Gau. In dieser Aufstellung finden sich viele heutige Bochumer Stadtteile wie Werinum (Werne), Threiri (Langendreer), Quemberga (Querenburg), Stipula (Stiepel), Abbingthorpo (Eppendorf), Wattanscethe (Wattenscheid), Hurlaon (Hordel) und Gerthrium (Gerthe). Sie werden in ihrer geografischen Reihenfolge um das heutige Bochum als Mittelpunkt, welches selber nicht erwähnt wird, aufgeführt. Unter diesen Bauernschaften ist auch Altenbochum, damals Aldanbochem. Man kann davon ausgehen, dass dort, wo es ein altes Bochum gibt, auch ein neues Bochum existiert.
Die Namensherkunft Bochums oder die von Aldanbochem ist nicht eindeutig belegbar. Eine Theorie geht von der Nennung der Siedlung als Reichshof Cofbuokheim von 1041 aus. Im 9. Jahrhundert herrsche im Bochumer Raum ein Adeliger namens Cobbo. Dessen Name in der Abwandlung Cof kommt wohl in dieser Urkunde vor. Der zweite Namensbestandteil „- buchem“ oder „-boukheim“ setzt sich zusammen aus „boka“ (die Buche, welche es in der Gegend reichlich gab) und „hem“ (die Siedlung). Es wird davon ausgegangen, dass der Name Cofbuokheim also Cobbos Buchensiedlung seien könnte. Im Laufe der Jahrhunderte existierten viele Schreibweisen, welche auf Urkunden und Karten belegt sind. Einige davon sind: Buchem (1236 und 1298), Bokehem (1268), Bucheim (1272), Bochem (1308), Buchheym (1345), Buycheym (1347), Boickerm (1351) Buochan (1381) Boeckum (1645 und 1681). Die erste Nennung der heutigen Schreibweise erfolgte 1583, mit der Nennung eines Burger bynne Bochum.

## Hochmittelalter, Beginn der Märkischen Zeit (1000–1297)

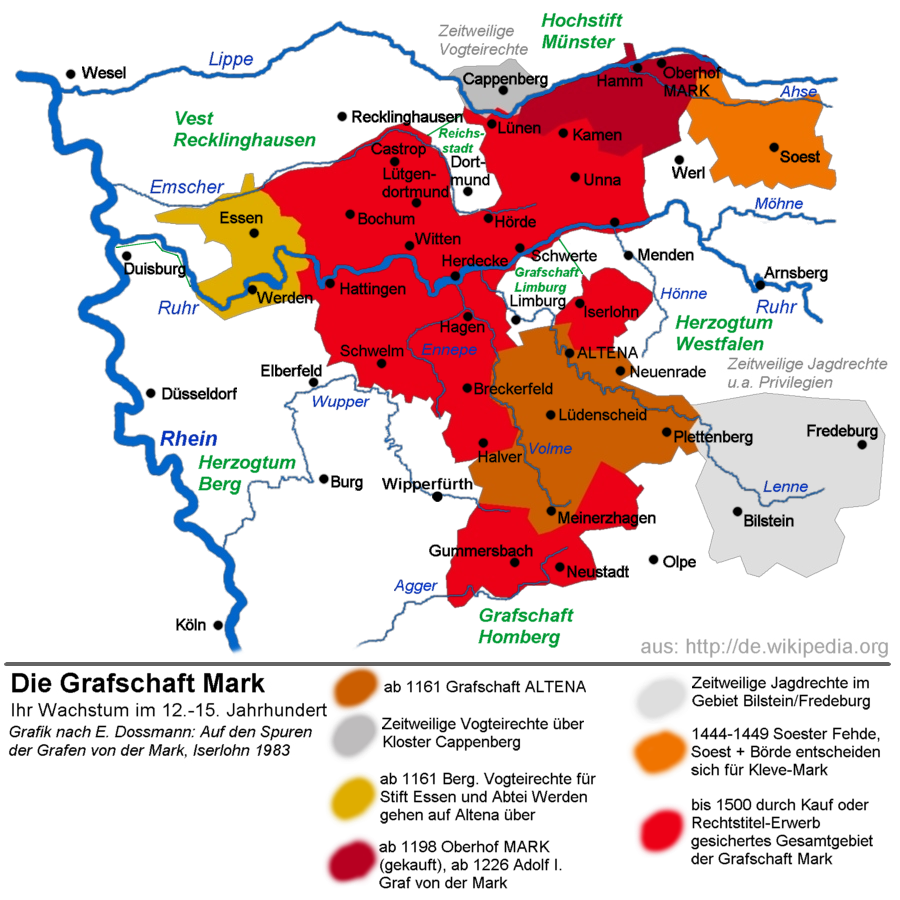
Entwicklung der Grafschaft Mark vom 12. bis 15. Jahrhundert

Nach dem Jahre 1000 entstanden zwei Vorgängerbauten noch heute existenter Kirchen: In Harpen die St.-Vinzentius-Kirche und in Stiepel die Stiepeler Dorfkirche. Letztere geht auf eine Stiftung der Gräfin Imma von 1008 zurück. 1041 wird Bochum in einer Urkunde des Erzbistums Köln als Reichshof Cofbuokheim erwähnt. Die hölzerne Pfalzkirche von 800 wurde spätestens im 11. Jahrhundert durch einen steinernen Saalbau abgelöst. Sie wurde schon früh in den Rang einer Taufkirche erhoben, wie der noch heute existente romanische Taufstein in der Propsteikirche belegt, der auf die Zeit um 1175 datiert wird.
Der Bochumer Reichshof ging 1180 als königliches Lehen auf den neuen Herzog von Westfalen, den Erzbischof von Köln, über. Bochum kam somit auch in das Spannungsfeld zwischen dem Erzbischof und der aufsteigenden Macht der Grafen von der Mark. Nach der Ermordung von Engelbert I. Erzbischof von Köln, Graf von Berg, Erzbischof von Köln im Jahr 1225 kam es zu einer Fehde um die Besitztümer des wegen des Mordes hingerichteten Friedrich Graf von Isenberg, den sogenannten Isenberger Wirren. 1243 beschlossen Adolf I. von der Mark und Dietrich von Isenberg zur Beilegung des Konfliktes in einem Friedensvertrag, sich Grafschaft, Gericht und Hof Cobochem in Freundschaft zu teilen. Dadurch wurde Bochum „Märkisch“, ein Teil der Grafschaft Mark. Die jahrzehntelangen diplomatischen und kriegerischen Auseinandersetzungen mit Köln wurden mit einer königlichen Billigung 1293 endgültig bestätigt. Damit begann ein neuer Abschnitt in der Siedlungsgeschichte Bochum. Während die Isenberger Linie nach und nach an Bedeutung verlor, festigten die Grafen von der Mark bis ins 14. Jahrhundert ihre Herrschaft und errichteten ein geschlossenes Herrschaftsgebiet zwischen nördlichem Ruhrgebiet und Sauerland.

## Spätmittelalter, bescheidene Stadtwerdung von Bochum (1298–1500)

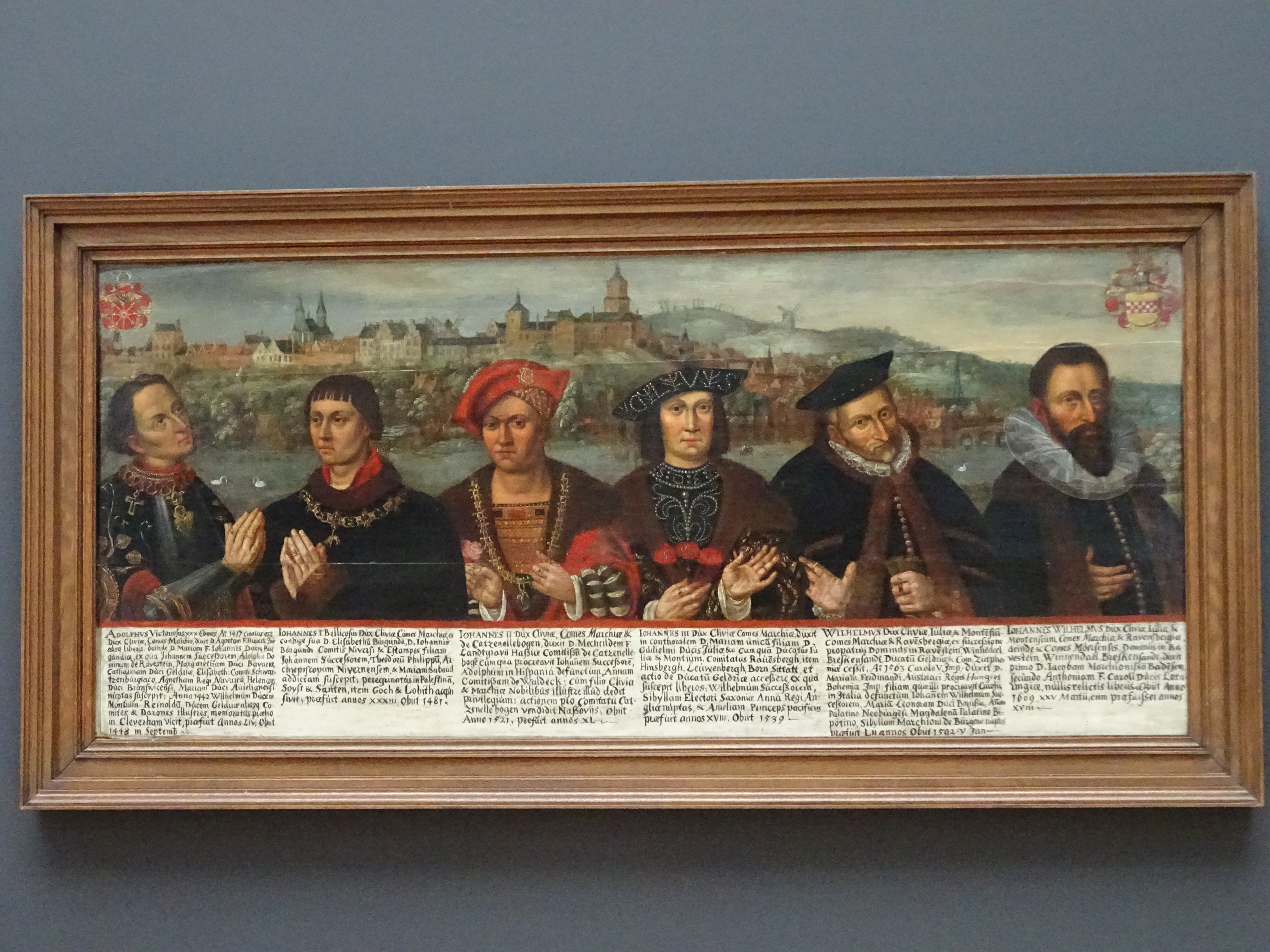
Die sechs Herzöge von Kleve-Mark bzw. Kleve-Jülich-Berg-Mark-Ravensberg vor ihrer Residenzstadt Kleve.

„Wohl wenige westfälische Städte des Mittelalters geben hinsichtlich ihrer Entstehungszeit und Entstehungsgeschichte so viele Rätsel auf wie Bochum. Seine Entwicklung vollzieht sich offenbar in so vielen Auf- und Abschwüngen, daß eine eindeutige Zuordnung zu einer Epoche kaum möglich scheint.“

Die älteste überlieferte Urkunde für Bochum stammt aus dem Jahr 1298 vom Grafen Eberhard I. von der Mark. In ihr wird Bochum als „Wigbold“ bezeichnet und hat damit zwar keine städtischen Privilegien, aber einen rechtlich herausgehobenen Status gegenüber den Dörfern des Umlandes. In der Urkunde werden bestimmte Bürger, Grundstücke, Häuser und Verkaufsstellen erwähnt, die zwar eindeutig die Marktfunktion der kleinen Siedlung belegen, aber keine weiteren Rückschlüsse auf die Organisationsstrukturen erlauben. Die Wohnplätze und ein Marktplatz lagen im Bezirk der Beckstraße, Brückstraße und Gerberstraße, des heutigen Gerberviertel. Diese zweifellos älteste Wohnsiedlung der Altstadt nannte man wegen der kleinen Häuser (Katen, Kotten) Karrot und später auch Katthagen. Auf Anregung der Vereinigung für Heimatkunde entstand 1979 ein Modell der Stadt, welches heute im Stadtarchiv zu finden ist.
Auf der Burg Blankenstein bestätigte Graf Engelbert II. von der Mark Pfingsten 1321 Bochum die bereits bestehenden Marktrechte und weitere Rechte. Es waren zwar keine Stadtrechte, aber auch wenn die genaue Interpretation strittig ist, war es doch ein Meilenstein in der Stadtentwicklung, wodurch die Burg eine besondere Bedeutung für die Stadt Bochum hat. Der Überlieferung nach überreichte der Graf Bochumer Abgeordneten die Urkunde. Ein historistisches Gemälde schmückte den Ratssaal des alten Rathauses in Bochum. Der Ort war auch Sitz eines Freigerichtes, welches auf dem Freihof vor dem Bongardtor tagte. Auch dies erschien von Bedeutung für die Bochumer, weshalb es ebenfalls auf einem Gemälde im Rathaus dargestellt war.
Sowohl Engelbert II. als auch seine Nachkommen förderten die wirtschaftliche Entwicklung. Ab 1324 wurde es Bochum gestattet, dreimal im Jahr einen Viehmarkt abzuhalten. Der vorherige Marktplatz wurde an eine neue Stelle, südwestlich der Pfarrkirche (der heutige Platz am Kuhhirten) verlegt. Um 1351 wurde der Streckenverlauf des Hellwegs zu diesem neuen Marktplatz verlegt, sodass die Fernhandelsstraße direkt durch Stadt führte.
Im Jahr 1321 umfasste das Dekanat Bochum neben der eigentlichen Stadt auch noch Hattingen, Schwerte, Syburg, Wattenscheid, Ende, Herbede, Witten, Niederwenigern, Sprockhövel, Wetter und Harpen sowie die Filialkirchen in Stiepel, Ümmingen und Eickel. Somit war das 1279 erstmals erwähnte Dekanat für die kirchliche Verwaltung weit über die heutigen Grenzen von Bochum hinaus zuständig.
Das Buch als Bochumer Wappen lässt sich auf einer Urkunde der Propsteikirche aus dem Jahr 1381 nachweisen. Über die Herkunft des Buches gibt es, wie beim Stadtnamen, keine wirkliche Klarheit. Allgemein angenommen wird die Ableitung vom Klang des Ortsnamens: Das mittelniederdeutsche Wort für Buch ist „bôk“ oder „bûk“. Damit würde das Buch zu den „sprechenden Wappen“ gehören. Ebenso unklar ist, woher die Stadtfarben Blau und Weiß kommen.

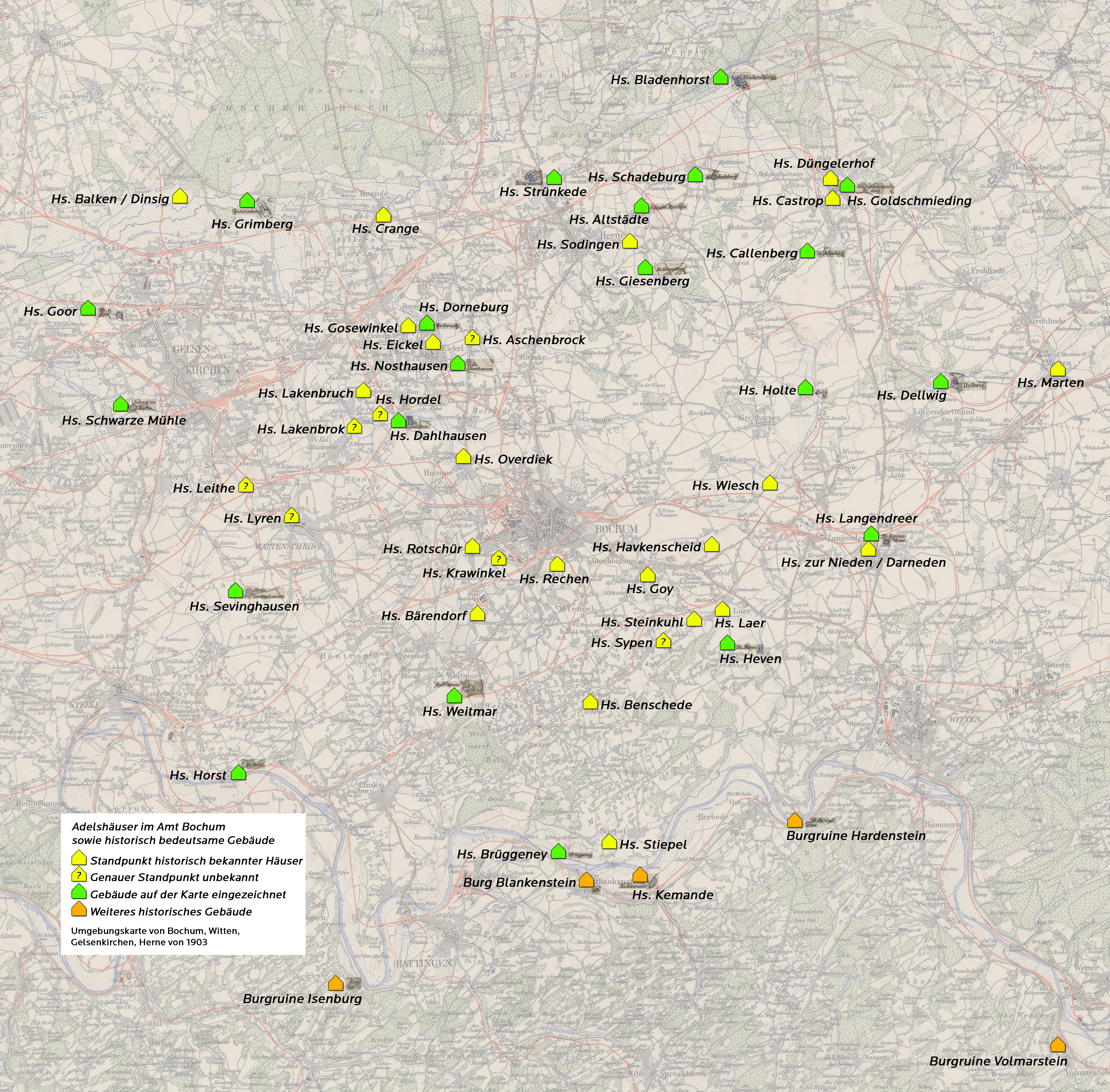
Adelssitze im Amt Bochum

Im Mittelalter fand eine Trennung der Verwaltung des Ortes Bochum und des Umlandes statt. In der Stadt vertrat der Schultheiß die Interessen des Landesherren. Das Umland wurde zum Amt Bochum. Es umfasste neben Bochum selbst Teile der heutigen umliegenden Städte Gelsenkirchen, Hattingen, Witten, Herne und Castrop. Aufgrund der Größe war es noch in ein Ober-, Mittel- und Unteramt gegliedert. In dem Gebiet lebten damals ungefähr 10 000 Menschen (heute ungefähr eine Million Personen). In dem Bereich des Amtes gab es zum Spätmittelalter über 1.300 Höfe und Kotten. Wattenscheid war neben Bochum das einzige Gemeinwesen im Bereich des Amtes Bochum oder der heutigen Stadt Bochum, welche eine eigene Verwaltungshoheit erlangte. Aus einigen zusammengeschlossenen Bauernschaften entstanden Dörfer wie Altenbochum oder Weitmar. Diesen Charakter behielten sie bis zur Industrialisierung bei.
Seit dem Jahr 1327 ist ein Amtmann der Grafen von Mark nachweisbar. Dieser wurde vom Landesherren bestimmt und kam aus dem heimischen Adel. In dem Amt gab es zu Zeiten des Mittelalters an die 50 Adelssitze. Zu preußischen Zeit um 1750 waren es noch über 25. Die meisten waren niederer Landadel und Ritterschaft. Einige größere Adelssitze sind noch heute zu erkennen, wie Haus Laer, Haus Langendreer und Haus Weitmar, wobei die meisten baulich eher ein befestigtes Steinhaus waren und nicht eine Burg oder großer Herrensitz. Es gab auch regional bedeutende Adelsfamilien wie die Berswordt auf Haus Weitmar und zeitweise Haus Kemnade. Überregionalen Einfluss hatte der auf Haus Overdyck geborene Adalbert von der Recke-Volmerstein als einer der Gründungsväter der Diakonie.
1398 kam Bochum unter Adolf III. von der Mark zur Grafschaft Kleve, ab 1417 das Herzogtum Kleve.
Eine vollwertige Stadt wurde Bochum gesichert erst im 15. Jahrhundert, mit der Aufnahme in den Märkischen Städtebund. Im Jahr 1426 erreichte sie nur den 7. Rang unter den märkischen Städten, wurde damit spätestens jetzt als vollwertige Stadt anerkannt. Zu dem Städtebund gehören sieben größere Städte, vier kleinere Städte sowie sechs Freiheiten, darunter Wattenscheid. Zwischen 1413 und 1417 erhielt Wattenscheid vom Landesherren Adolf IV. die Rechte einer „Freiheit“. Dies bedeutet einen rechtlich herausgehobenen Status gegenüber den Dörfern des Umlandes. Das älteste Siegel für Wattenscheid ist für das Jahr 1477 belegt. Es zeigt die heilige Gertrudis, Schirmheilige des Kirchspieles und Stadtpatronin als Halterin des Wappenschildes der Landesherren von Kleve und Mark.

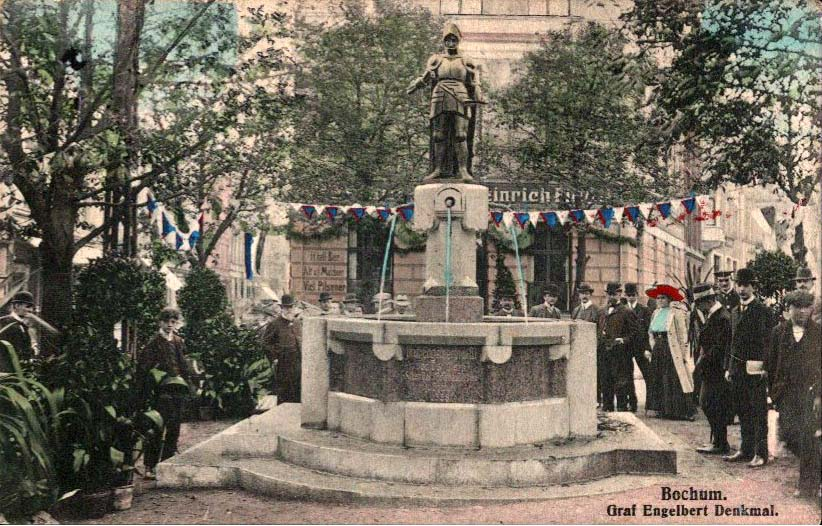
Das historische Graf Engelbert Denkmal, ca. 1910.

Während der Großen Dortmunder Fehde erhielt 1389 der Söldnerführer Bitter von Raesfeld den Auftrag, das Amt Bochum zu brandschatzen und die Höfe der Adeligen zu plündern. In die Zeit der Fehde fällt die Legende, dass Bochumer von Dortmundern gestohlenes Vieh mit einer List zurückgebracht haben. Der Graf Engelbert III. soll daraufhin den Bochumern das Recht gegeben haben, am Vorabend zum 1. Mai aus seinem Wald in Harpen eine Eiche zu holen. Das größte historische Stadtfest, das Bochumer Maiabendfest sowie das Denkmal des Grafen verweisen auf diese Geschichte. In dem seit 1409 dauernden Streit um das Erbe zwischen Adolf IV. und Gerhard verbündete sich letzterer mit Dietrich II. von Moers, dem Erzbischof von Köln. Zu einem offenen Bruderkrieg kam es ab 1423, in welchen auch das Amt Bochum in Mitleidenschaft gezogen wurde. 1430 wurde ein vorläufiger Friedensschluss erzielt. In der jahrhundertelangen Feindschaft zwischen Kurköln und der Grafschaft Mark kam es mit der Soester Fehde (1444 bis 1449) zu einem letzten, mehrjährigen großen militärischen Konflikt, bei dem es auch im Bochumer Umland zu mehrfachen empfindlichen Plünderungen und gelegentlichen Kämpfen zwischen verschiedenen Truppen kam.
Um 1320 bis 1350 wurden an den Zugangsstraßen fünf Stadttore angelegt, und zwar das Becktor (Bachtor, benannt nach der durchfließenden Goldbecke), das Brücktor (benannt nach einer alten Brücke), das Bongardstor (benannt nach einem alten Baumgarten = Bongard), das Hellwegstor und das Buddenbergstor (benannt nach dem hoch gelegenen Gelände, 1351 butenboirch = Butenberg = Außenberg, außerhalb der Stadtumwallung). Dazu schützen ein Wall und Graben, ergänzt um dichtes Strauchwerk und Hecken die Stadt. Hauptsächlich diente es zur Kontrolle der Personen, Schutz gegen Tiere oder einzelne Personen sowie vor allem zur Erhebung des Stadtzolles (Akzise). Einen relevanten militärischen Nutzen hatte die Anlage nicht und Stadtmauern hat Bochum nie besessen. Graf Engelbert III. ließ 1351 ein Teil des Hellweges verlegen, sodass dieser nun durch die Stadt am Neuen Markt vorbeilief. Dem Verlauf dieser ersten Hauptstraße, früher teilweise Obere Marktstraße genannt, folgt heute der Boulevard.
In diese Zeit fiel auch die Aufstellung der Bürgerwehr. Diese waren zuerst in zwölf und seit 1658 in 15 Rotten eingeteilt, die jeweils ein Rottmeister befehligte. Jede von ihnen war einem festen Abschnitt im Wehrsystem zugeordnet. Auf die Schießübungsfläche geht der Name der Straße Schützenbahn zurück, auf die Bürgerrotten und ihren Versammlungsplatz der der Rottstraße.
Die erste Erwähnung von Bürgermeistern erfolgte 1407. In diese Zeit muss auch der Bau des ersten Rathauses fallen. In den Chroniken wird nach dem Stadtbrand von 1517 von dem zweiten Rathaus berichtet. Der Ritter Johann von der Dorneburg vermachte 1438 der Stadt seinen Bauernhof Rodden-Gut in Gerthe, um bedürftigen Bürgern zu helfen. Daraufhin wurde an der Gerberstraße das „Gasthaus“ zu Bochum, eine Stiftung für Arme und Kranke, sowie ein Hospital eröffnet.

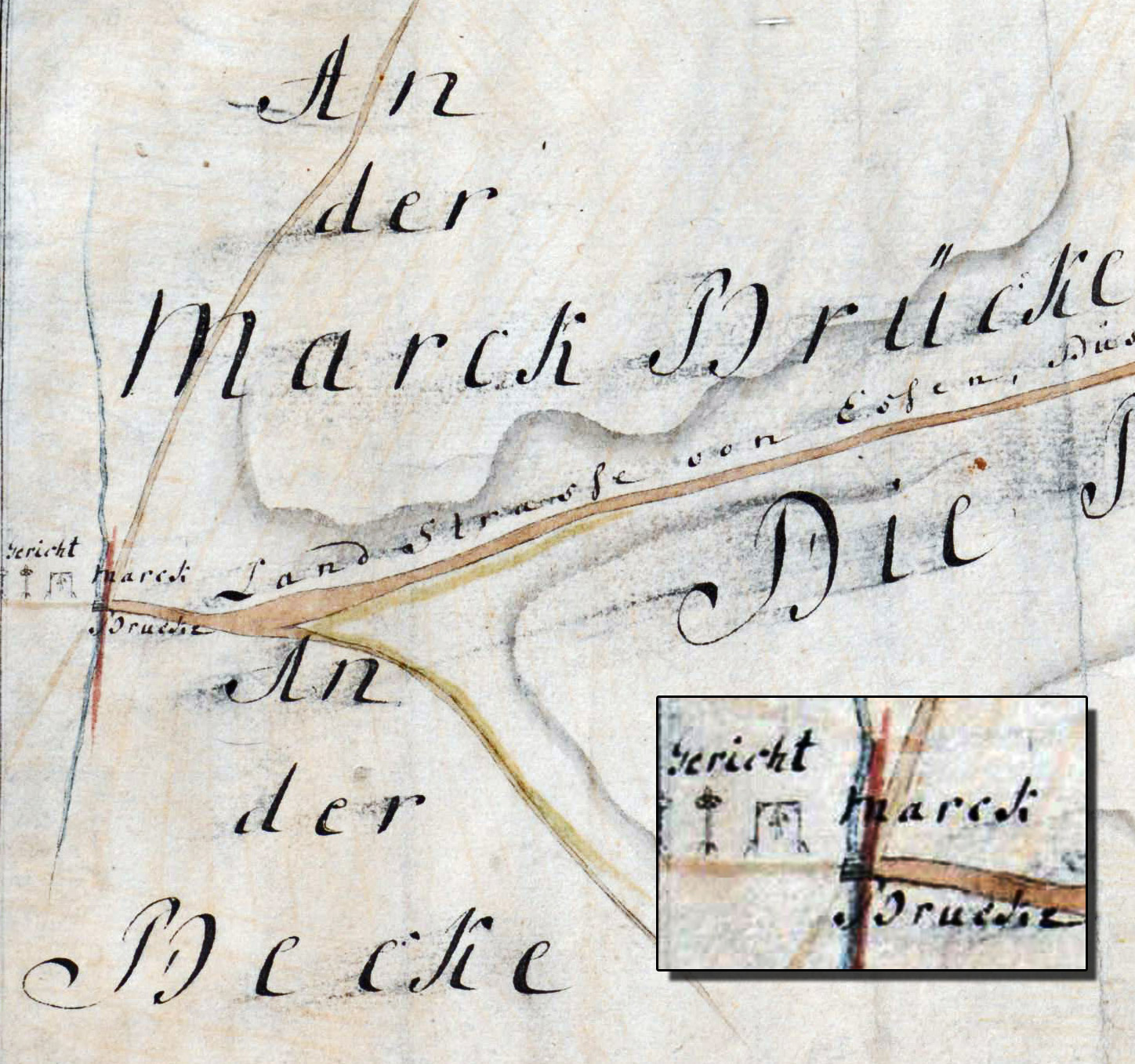
Gerichtsort an der Maarbrücke, 1755

Vor dem Rathaus als Sitz des Stadtgerichtes, auf dem Marktplatz, stand auch der öffentliche Pranger. Der städtische Galgen an der Maarbrücke war bis weit in das 18. Jahrhundert hinein im Gebrauch. Im vorüberfließenden Maarbach wurden die Kindesmörderinnen in einem Sacke ertränkt. Zur Vollstreckung der zeitweise hohen Zahl von Todesurteilen waren in jedem der drei Teile des großen Amtes „Halsgerichte“ mit den nötigen Gestellen (Galgen, Rad) errichtet. Für das Oberamt lag der Richtplatz in der Werner Heide, an der alten Hauptstraße nach Lütgendortmund, für das Niederamt in Sevinghausen in der Nähe des Hellweges. Wegen des regen Verkehrs waren die Straßen zur Aufstellung des Galgens nach der damaligen Auffassung von dem Strafzweck der Abschreckung sehr geeignet. Namen wie Galgenpfad (heute In den Höfen) in Sevinghausen oder Galgenfeldstraße in Stiepel erinnern an diese alten Richtstätten, wobei Stiepel als lippische Enklave eine eigene Gerichtsbarkeit hatte.
Bochum und Wattenscheid gehörten auch zu dem Verbund der Hansestädte. Allerdings waren sie nur Beistädte, die zwar von Handelsprivilegien profitieren, aber innerhalb der Hanse nicht mitsprechen konnten. Bochum wurde 1476 in Bezug auf die Prinzipalstadt Dortmund zum ersten Mal als Mitglied der Hanse genannt. Seit 1549 nahm Hamm die Rolle einer Prinzipalstadt für die märkischen Städte an und vertrat die beiden kleinen Ortschaften.
Trotz der Entwicklung von einer Ansiedlung zu einer Stadt und als Verwaltungssitz mit wechselnder Funktion für die anliegenden Gemeinden blieb Bochum bis zur Industrialisierung ein unbedeutendes Landstädtchen, im Gegensatz zu ihren großen Nachbarn Essen und Dortmund. Die Häuser waren in der Regel aus Fachwerk, die Dächer waren mit Stroh bedeckt, nur vereinzelt gab es Bauten aus Stein, der im Griesenbruch gebrochen wurde. Der Bochumer Chronist Darpe kommt zu dem Urteil:

„An allem sehen wir, daß Bochum im Mittelalter die Natur eines ackerbautreibenden Städtchens nicht verleugnete.“

## Frühe Neuzeit, Notzeiten in Bochum (1500–1650)

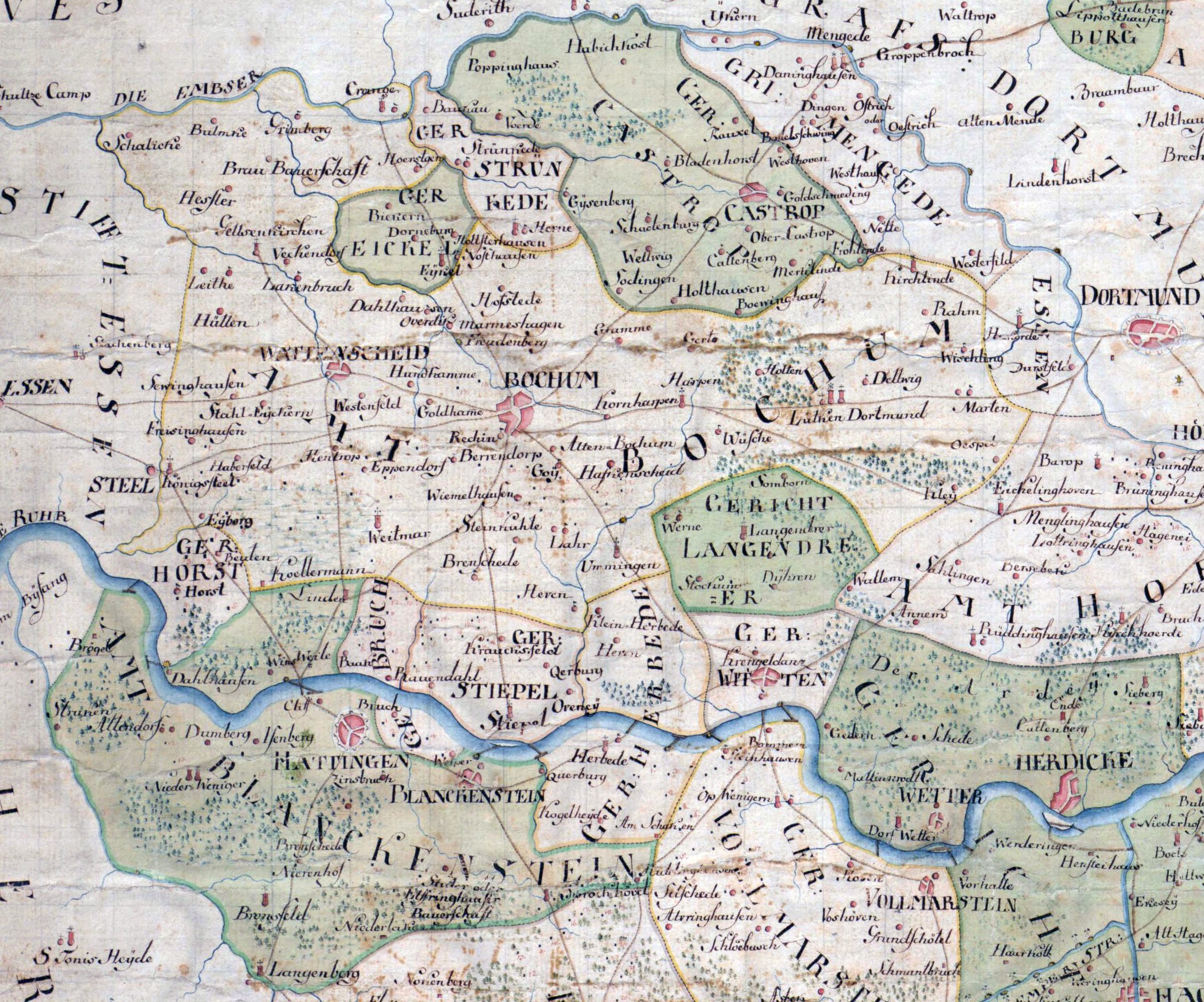
Karte des Amt Bochum

Schon im 13. Jahrhundert wurde im Ruhrtal Steinkohlenbergbau betrieben, so kann man dies auch für das Gebiet Bochums annehmen. Urkundlich taucht die Steinkohle im Bochumer Bereich aber erst 1537 in kirchlichen Rechnungsbücher auf, was eventuell dem Umstand der Vernichtung von Urkunden bei den oben genanntem Bränden geschuldet ist. Der Bergbau fand bis ins 18. Jahrhundert im heutigen Bochumer Gebiet ausschließlich an der Ruhr, wie in Linden, Dahlhausen oder Munscheid statt. Es wurde aber nicht planmäßig vorgegangen. Dort, wo zufällig an der Oberfläche Kohle gefunden wurde, wurde in sogenannten Pütts und Pingen gegraben. Neben den fehlenden technischen Grundlagen verhinderte auch der mühsame Transport einen Ausbau des Bergbaus.

### Notzeiten und religiöse Veränderungen
Auch wenn Bochum seit Ende des Mittelalters selten in kriegerische Handlungen einbezogen war, mussten Einquartierungen, Kriegssteuern und Einberufungen erduldet werden. In der frühen Neuzeit hemmten auch Brände und Seuchen immer wieder das Wachstum von Bochum. Die Brandkatastrophe am Markustag, dem 25. April 1517, verwüstete fast die komplette Stadt. Dem Brand fiel auch die alte Missionskapelle zum Opfer, die heutige Propsteikirche. 1547 wurde die Propsteikirche St. Peter und Paul wieder aufgebaut. Schon 1581 kam es zu einem weiteren Großbrand in Bochum, welcher wieder die Stadt fast zerstörte. Wattenscheid erlitt am 15. September 1635 ebenfalls einen verheerenden Stadtbrand. Die heute unbekannte Seuche Englischer Schweiß suchte Bochums Bevölkerung 1529 heim. Dazu kamen mehrere Pest-Epidemie-Wellen: 1542, 1544, 1583 und 1589. Bei dem schweren Ausbruch 1544 flohen die Bewohner in die umliegenden Wälder.
Es gab wohl schon vor 1500 ein Schulwesen, es werden in den Chroniken gelegentlich Schulmeister erwähnt. Mitte des 16. Jahrhunderts wurde in Bochum dann eine Lateinschule gegründet. Obwohl das Wachstum der Stadt nur langsam verlief, zwang die recht geringe Siedlungsfläche von nur rund 2 km² schon im 16. Jahrhundert zur Ausdehnung, teils ins Umland.

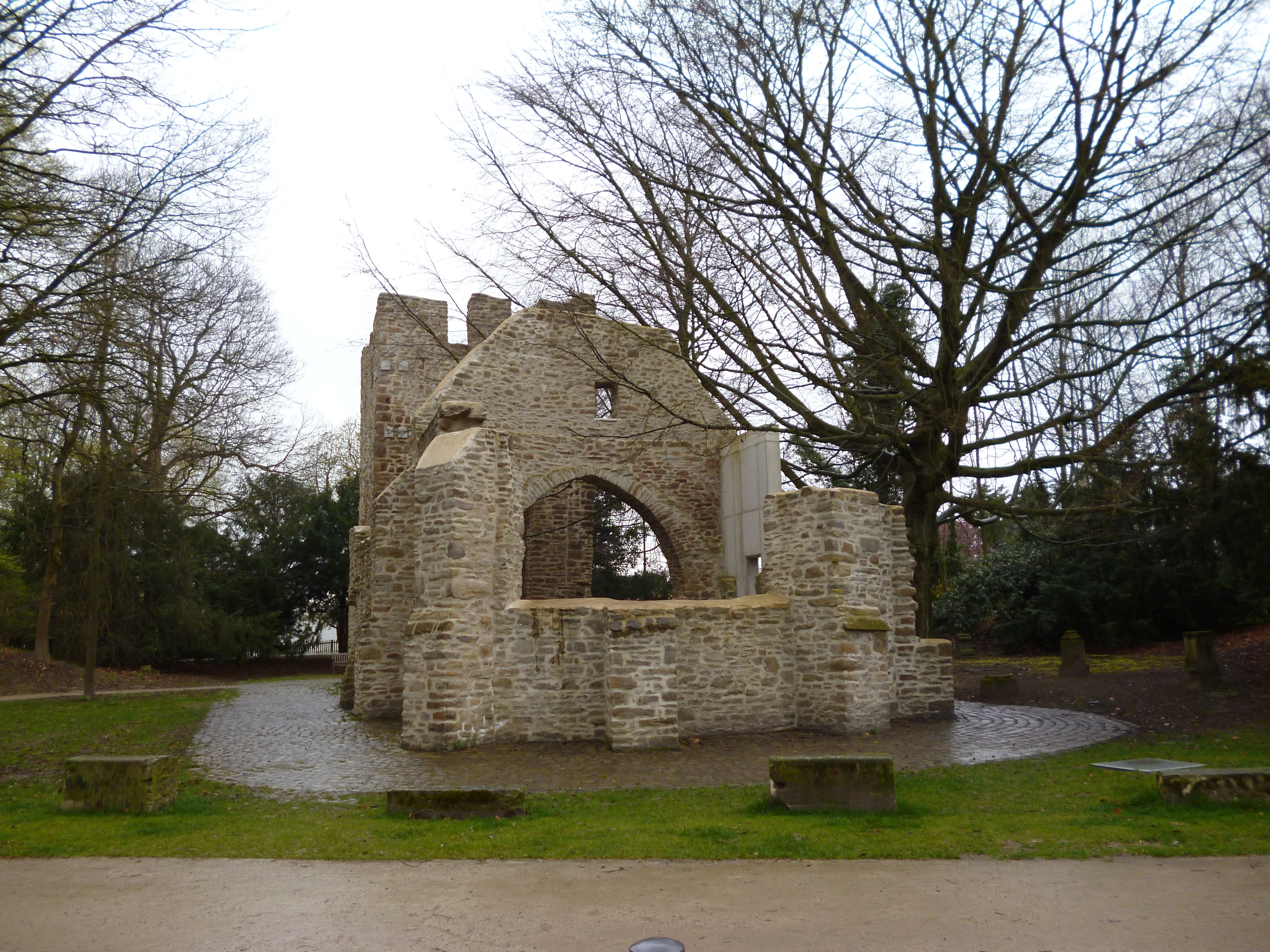
Ruine der Sylvesterkapelle in Weitmar, älteste Zeugnis protestantischen Glaubens

Die Reformation fand in dem Amt Bochum schon relativ früh Anhänger. Das Haus Weitmar bekannte sich schon 1543 zum Luthertum, Langendreer folgte ein Jahr später. In der Bochumer Pfarrkirche wurde zwischen 1568 und 1572 der erste lutheranische Gottesdienst abgehalten. Infolge des Achtzigjährigen Krieges in den Niederlanden erreichten katholische, spanische Truppen öfter die Hellweg-Region und schlugen mehrfach auch im Bochumer Raum das Winterquartier auf. Insbesondere während des Spanischen Winters 1598/99 hatte die mehrheitlich protestantische Region, in der Stadt Bochum wurden um 1600 nur noch vier katholische Familien gezählt, unter der Besatzung zu leiden.

### Bochum wird ein Teil Brandenburgs / Preußens

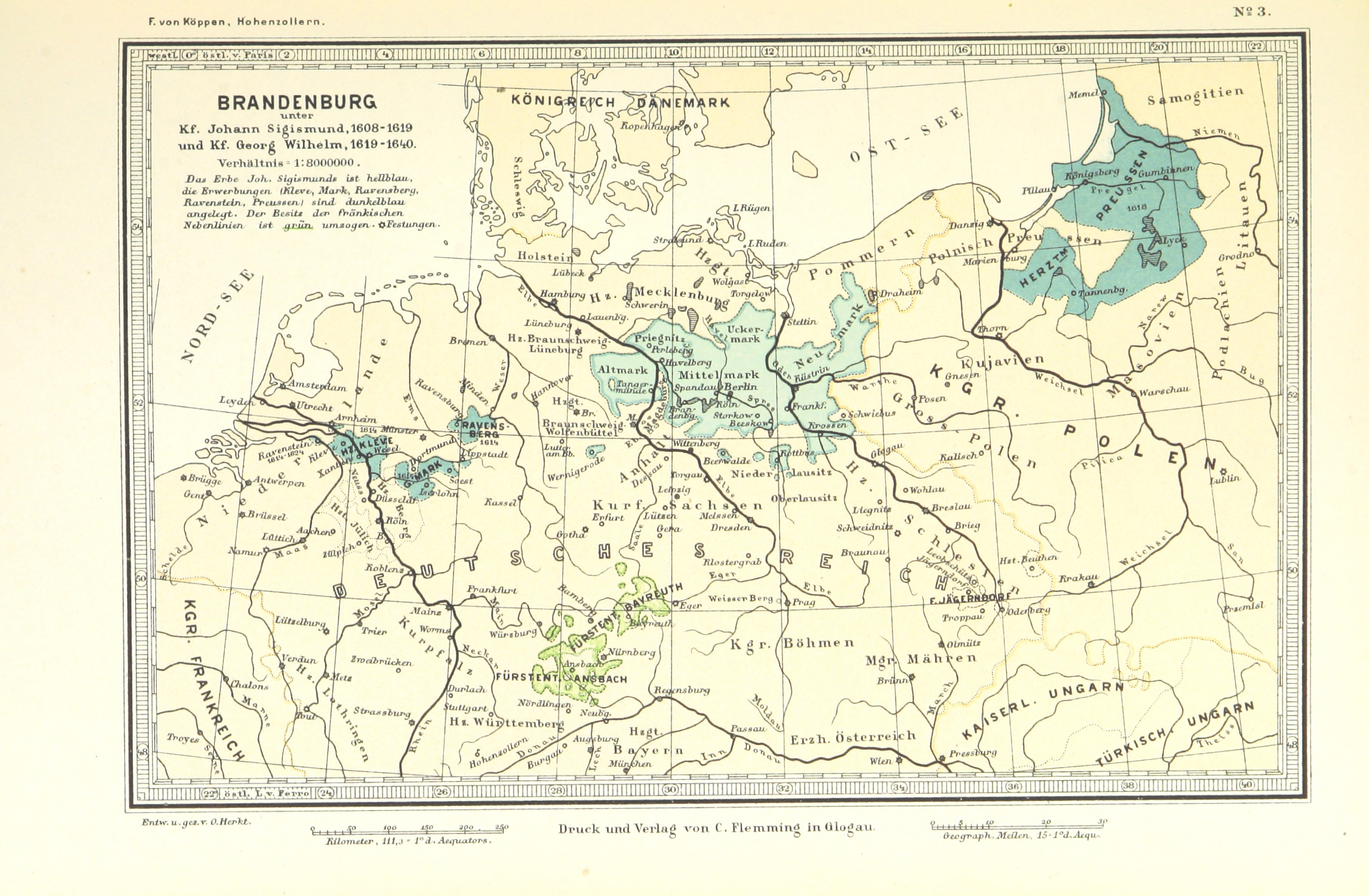
Territoriale Gewinne von Brandenburg Preußen von 1608 bis 1640

Im Vertrag von Xanten von 1614 konnte sich im Jülich-Klevischen Erbfolgestreit der Hohenzollern-Kurfürst Johann Sigismund durchsetzen, wodurch die Grafschaft Ravensberg, das Herzogtum Kleve und die Grafschaft Mark – und damit auch die Stadt Bochum – in den Besitz der Kurfürsten von Brandenburg kamen. 1618 wurde die kurfürstlich regierte Mark Brandenburg mit dem Herzogtum Preußen zu Brandenburg-Preußen vereinigt und Bochum somit unter den Hohenzollern auch preußisch. Bochum war nun Teil einer kleinen, fernen Westprovinz des späteren preußischen Staates. Zusammen mit Minden war dies der älteste brandenburgische Besitz im Westen des Reiches. Dieses Gebiet bildete den Kern der späteren preußischen Provinz Westfalen. Die Provinz Westfalen bestand bis zum Ende des Zweiten Weltkriegs und wurde nach Besatzungsrecht mit Teilen des Rheinlandes zu dem späteren Bundesland Nordrhein-Westfalen zusammengeführt.

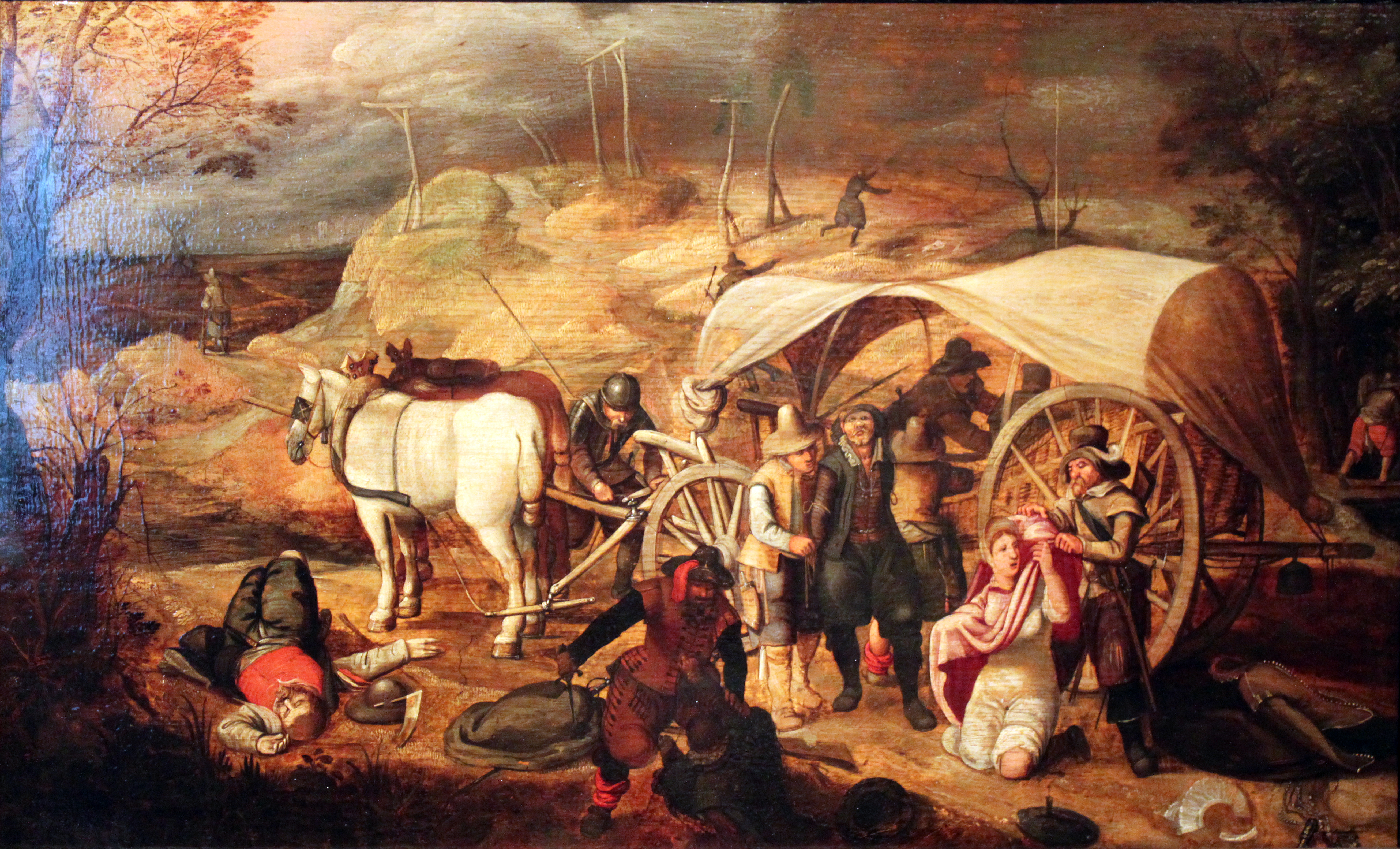
Marodierende Soldaten im Dreißigjährigen Krieg

Während des Dreißigjährigen Kriegs (1618–1648) mussten Bochum, Wattenscheid und die umliegenden Ämter viele verschiedene fremde Truppen erdulden. 1622 wurde die Region wieder einmal von spanischen Truppen als Winterquartier gewählt. Später kamen kaiserliche, lothringische und schwedische Kontingente. Dabei kam es in der Region zu keinen größeren Schlachten. Allein die Lage am Hellweg erwies sich nun als besonders nachteilig. Dies wiederholte sich auch in folgenden Kriegszeiten, die durchziehenden militärischen Kräfte erpressten von den dortigen Städten unentgeltlich Kost und Logis.

## Preußischer Beginn (1650–1800)
Für den ersten evangelischen Kirchenneubau im alten Stadtgebiet, die spätere Pauluskirche, wurde 1655 der Grundstein gelegt, die Einweihung war dann im Jahre 1659. Vorher wurde von beiden Konfessionen die St.-Peter-und-Paul-Kirche genutzt. Nach der Reformation war diese Pfarrkirche eine von nur drei Pfarreien in der Grafschaft Mark, die noch beim katholischen Glauben geblieben waren. 1673 besetzten französische Soldaten im Französisch-Niederländischen Krieg die Stadt und blieben sechs Jahre. 1691 wurde die Alte Apotheke eröffnet. Es ist heute das älteste noch bestehende Unternehmen in Bochum. Die erste reformierte Kirche, die Johanniskirche, wurde 1698 eingeweiht. Aufgrund einer königlichen Anweisung im Jahr 1714 wurde jährliche Wahl von Stadtrat und Bürgermeister untersagt. Seitdem sind die Bürgermeister auf längere Zeit im Amt (siehe Stadtoberhäupter von Bochum).
Nach dem Tod von Baron Johann Friedrich von Syberg kam es in der Herrlichkeit Stiepel 1738 zu Zwangsversteigerungen.
Ab 1722 ist ein jüdisches Gemeindeleben in Bochum nachweisbar. Eine Rechnung belegt den jüdischen Friedhof vor den Toren der Stadt. Der erste Religionslehrer, Vorbeter und Schächter, Meyer Nathan, wird 1731 erwähnt. Die erste belegbare Synagoge entstand um 1745.

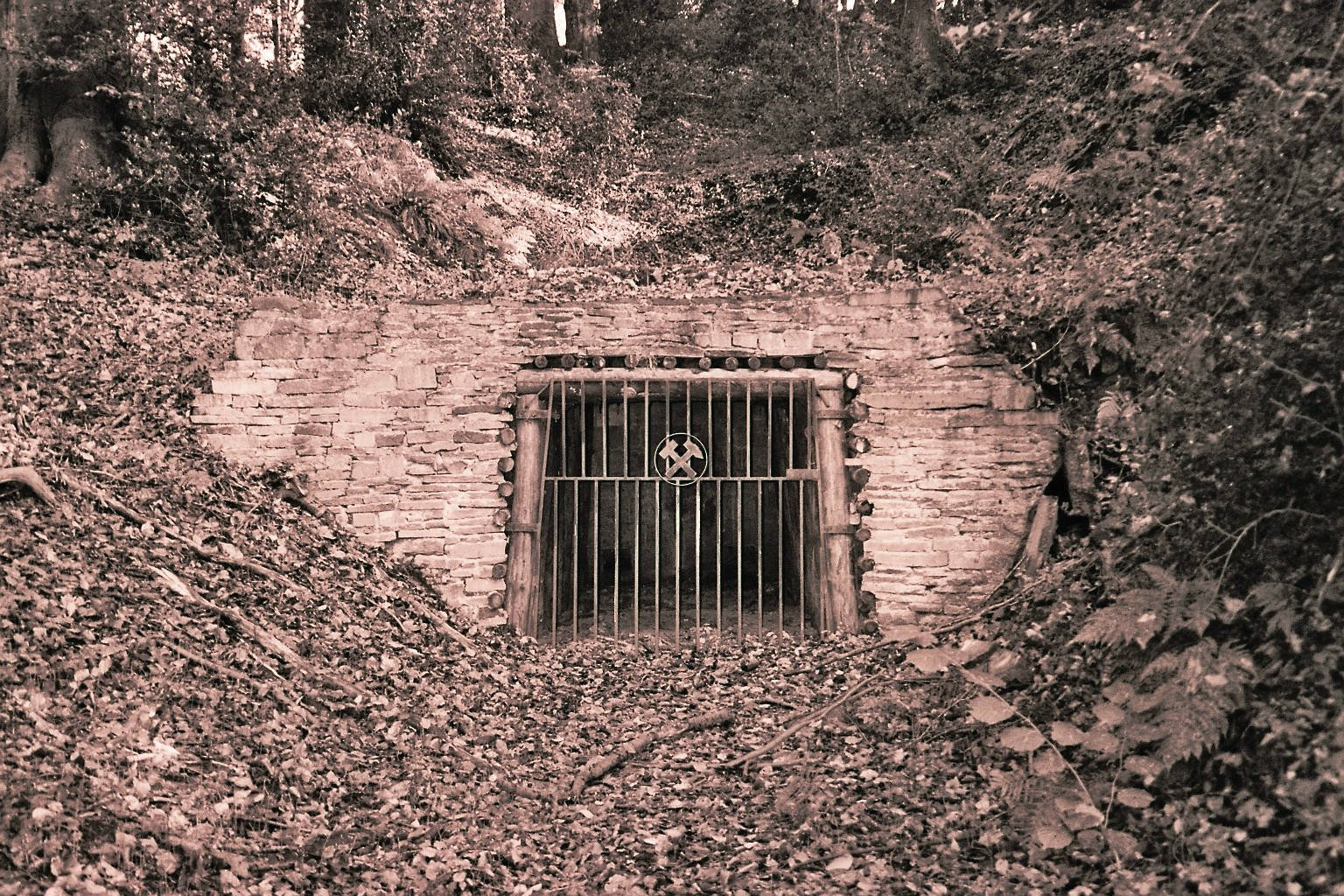
Die Zeche Dickebäckerbank erhielt 1677 das Recht zum Kohleabbau

Im Amte Bochum wurden 1735 nach einer Aufstellung des Bergrates August Heinrich Decker 25 „Kohlenpütts“ (Kohlenbergwerke) gezählt, von 105 märkischen Kohlegruben. Meist waren sie sehr klein und hatten nur eine Handvoll Beschäftigte. Insgesamt wurden weniger als 120 Bergleute gezählt. Bereits zwei Jahre später gab es nur noch 11 Zechen in Bochum. Die Regierung bemühte sich, den Absatz zu fördern. Dazu wurde am 31. Januar 1738 auf Vorschlag Deckers das Märkische Bergamt in Bochum eröffnet. Sein Amtsbezirk umfasste das Herzogtum Kleve, die Grafschaft Mark und das Fürstentum Moers.
Seit Friedrich II. 1740 den Thron bestiegen hatte und sich König von Preußen nannte, wurde Bochum ein Teil des Königreiches. Friedrichs Vater, Friedrich Wilhelm I. hatte noch keinerlei Sympathien oder Interesse an den abgelegen westlichen Provinzen. Unter dem neuen König aber wurde unter anderem das Rechtssystem ausgebaut. 1753 bekam Bochum eines der sechs geschaffenen Landgerichte in der Grafschaft Mark. Zur Förderung des Bergbaus wurden auch Fachkräfte aus dem Bergbau des Harzes angeworben. So wurde unter anderen Johann Friedrich Heintzmann 1755 mit der Inspektion des Ruhrbergbaus beauftragt. Seine Nachfahren wie sein Sohn Julius Philipp Heintzmann spielten auch in der Montanindustrie später eine große Rolle unter anderem mit der Gründung der Bochumer Eisenhütte Heintzmann. Am 29. April 1766 wurde die Revidirte Bergordnung für das Herzogtum Cleve, das Fürstentum Meurs und die Grafschaft Mark erlassen, weil die Bedeutung für die Kriegsindustrie und den Merkantilismus erkannt wurde. Dabei wurde das Direktionsprinzip und eine Knappschaftskasse eingeführt.
1756 begann der Siebenjährige Krieg zwischen Preußen, England, Hannover und Braunschweig gegen Frankreich. Da die Region auf der Marschroute der verschiedenen verfeindeten Mächte liegt, wurden die Städte durch hohe Aufwendungen für Kost und Logis geschwächt. Bochum wurde 1757 von französische Husaren besetzt. Nach einem zeitweise Rückzug kam es 1760 zum Aufmarsch der französischen Hauptarmee in der Hellwegzone. Der Frieden von Hubertusburg wurde 1763 geschlossen. Gegen Ende des Krieges war die Bochumer Bevölkerung durch die Belastungen der zahlreichen preußischen Kriege zu einem erheblichen Teil verarmt, was sich auch im Stadtbild zeigte. Ein Grund war auch ein Bedeutungsverlust für Bochum. Mit der preußischen Gebiets- und Verwaltungsreform von 1753 verlor Bochum seine angestammte Funktion im Amt Bochum, wurde in den neuen Landkreis Hörde eingegliedert und behielt nur die eigentliche Stadtverwaltung. Ein Umstand, der sich bis zur Napoleonischen Zeit hielt.
Gab es schon in den 1760er und 1770er eine Steigerung von Aktivitäten von Räubern und Überfälle in der Region, nahm die Kriminalität nach einer Hungersnot im Jahr 1795 erheblich zu. Die Klagen darüber waren so stark, dass sich ab Herbst 1801 ein in Bochum eingesetzter königlicher Sicherheitsausschuss mit der systematischen Verbrecherjagd beschäftigte. Mit „diktatorischen Befugnissen ausgestattet“ konnte dieser mit Unterstützung des zugezogenen Militärs eine große Zahl von Verbrechern und Landstreichern festsetzten, 58 von ihnen wurden nach Sibirien deportiert. Der Ausschuss wurde 1803 aufgelöst.

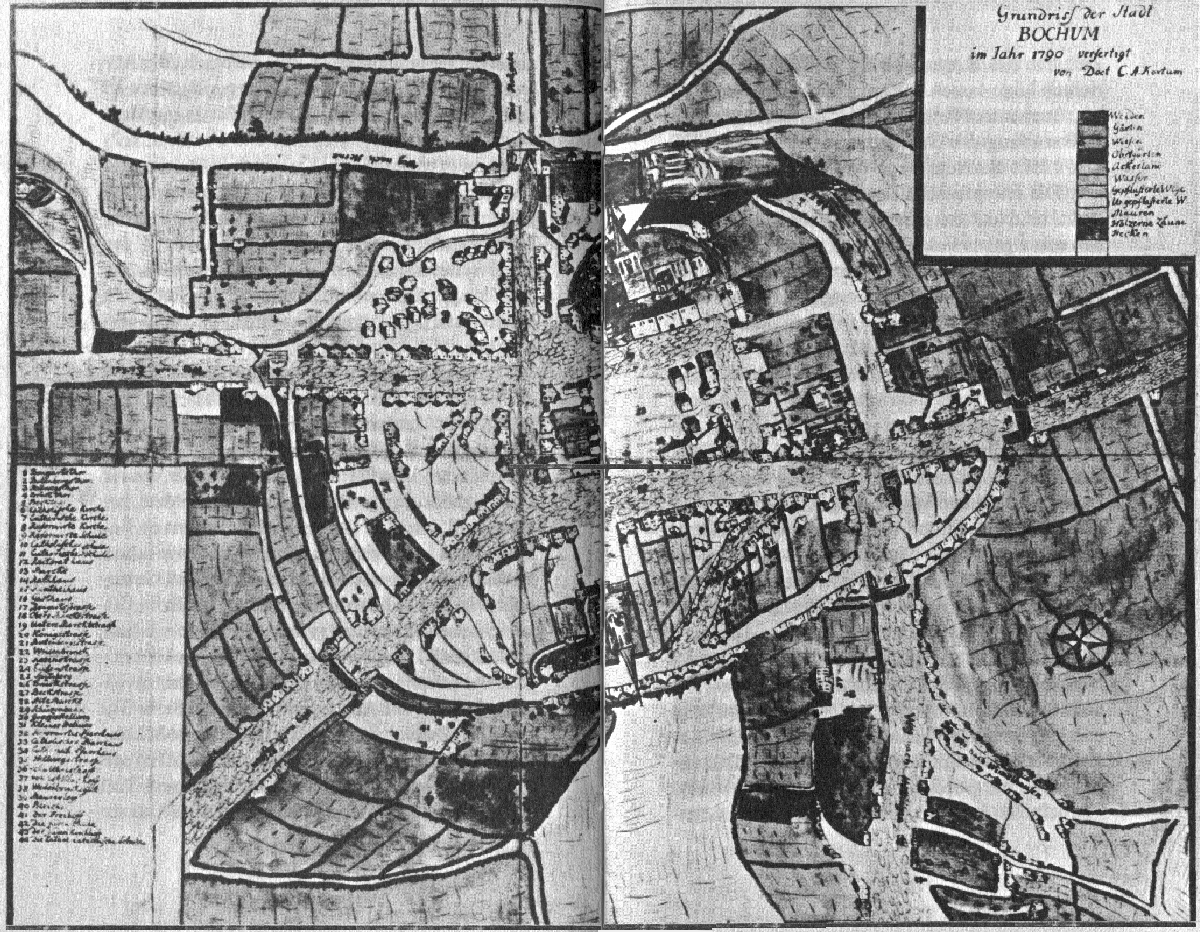
Stadtplan von C. A. Kortum, 1790

1770 zog der für Bochums Geschichte bedeutende Mülheimer Arzt Carl Arnold Kortum nach Bochum. Er wurde der erste Bergarzt an der Ruhr. Neben seinem Beruf beschäftigte er sich mit vielen Themengebieten. So verfasste er die „Jobsiade“, einen berühmt gewordenen Schelmenroman, deren erster Teil 1784 erschien. Außerdem erstellte er 1790 die erste Stadtchronik, Nachricht vom ehemaligen und jetzigen Zustande der Stadt Bochum, der er eine Karte der Stadt beifügte. Die Karte ist die zweitälteste Darstellung der Stadt. Im Ruhrmuseum ist ein Gemälde von C. A. Kortum zu finden, das bisher als älteste plastische Ansicht von Bochum gilt.
1770 entstand die Knappschaftskasse. 1785 wurde die Freimaurerloge Zu den drei Rosenknospen gegründet. Sie gilt heute als ältester noch existierender Verein Bochums. Das Märkische Bergamt wurde 1779 von Bochum nach Wetter verlegt.

### Förderung des Verkehrswesens und des Bergbaus
Da die Ruhr bislang nicht schiffbar war und man auf ihr oder auf dem Hellweg von der Grafschaft Mark zum Herzogtum Kleve vier andere Territorien durchqueren musste, wurde ab 1766 vom Bochumer Süden nach Gahlen an der Lippe der Gahlenschen Kohlenweges angelegt. Dieses Projekt scheiterte aber.

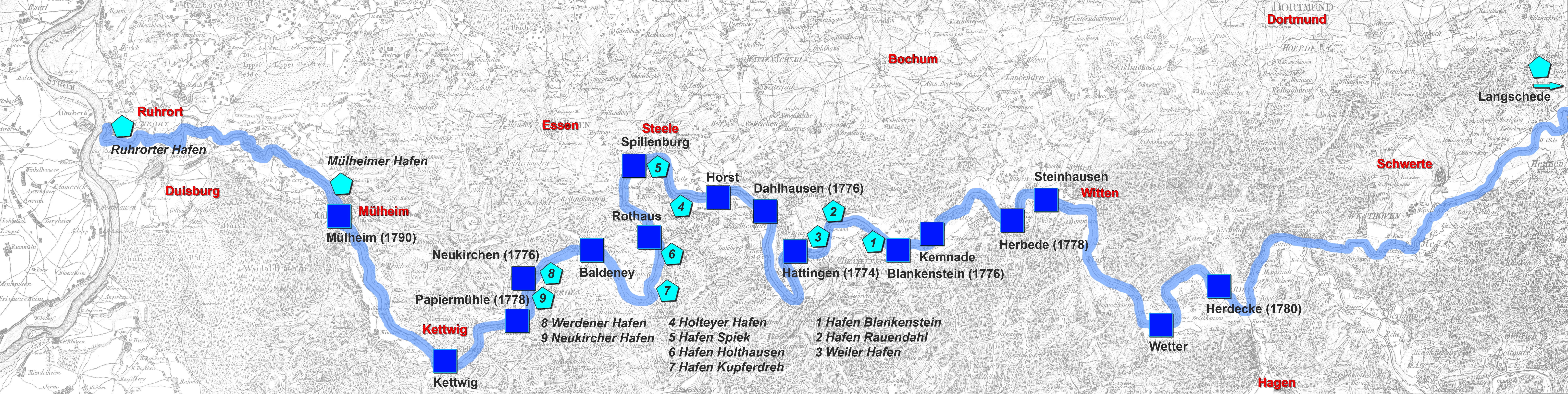
Übersicht über die schiffbar gemachte Ruhr

Auf Geheiß des preußischen Königs Friedrich II., der die „Königliche Preußische Wasser- und Ufer-Ordnung für den Ruhr-Strom, in der Grafschaft Mark“ vom 10. Mai 1781 erließ, wurde die Ruhr bis Holzwickede schiffbar gemacht. Durch die Ruhrschifffahrt bestand erstmals die Möglichkeit, größere Mengen Kohle kostengünstig flussabwärts in Richtung Rhein zu transportieren, was die Entwicklung des Bergbaus im Ruhrtal erheblich fördert. Die Ruhr wurde zum belebtesten Fluss Deutschlands. Es entstanden Buhnen, Schleusen wie die noch existente Schleuse Blankenstein sowie kleine Häfen wie die nicht mehr existierenden Kohleniederlagen in Stiepel und in Rauhendahl.
Diese wurde 1787 wurde mit dem Rauendahler Schiebeweg, einer der ersten schienengebundenen Transportbahnen Deutschlands mit den dortigen Zechen verbunden. Auf den Bochumer Bergbauwanderwegen finden sich zahlreiche Hinterlassenschaften dieses vorindustriellen Bergbaus.
Im Sommer 1784 befuhr der neue Leiter des Kleve-Märkischen Bergamtes in der Freiheit Wetter, der Freiherr vom Stein, das Revier. Um einen Überblick über den Zustand sämtlicher Bergwerke zu bekommen, ließ er diese auflisten und protokollieren. Vom Stein wollte so erfahren, wie die Lagerstätten besser auszubeuten waren. Viele der alten Zechen im Bochumer Raum werden hier erwähnt. Stein beauftragte den aus dem Harz stammenden Markscheider Johann Friedrich Conrad Niemeyer (1759–1814), eine Bergbaukarte zu erstellen. Es ist das erste umfassende Kartenwerk über das märkische Bergbaurevier. In ihr finden sich auch viele topografische Elemente, wie Wasserläufe, die heute nicht mehr vorhanden sind.

Bochum 1790

Ende des 18. Jahrhunderts wurden in der Region der Grafschaft Mark zur Verbesserung der Verkehrsverhältnisse Chausseen gebaut. Zwischen 1789 und 1795 entstand die für Bochum wichtige Strecke zwischen Witten-Crengeldanz (Wittener Straße) über Steele (Alleestraße, Essener Straße, Hellweg) nach Essen im zwei Bauabschnitten. Die Strecke führte über Witten nach Unna, um die damals noch unabhängige Reichsstadt Dortmund zu umgehen. Die Benutzer dieser für ihre Zeit hervorragenden Straßen mussten Wegegeld entrichten. Von der Bevölkerung wurden diese sogenannten Kunststraßen teils als Übel gesehen: Man fürchtete im Kriege mehr Durchmärsche und Einquartierung, im Frieden Kosten für den Unterhalt und weniger Übernachtungen von Reisenden, da sie schneller reisen können.
In der Kernstadt Bochum gab es in einer Aufstellung von 1798, trotz dieser Entwicklungen, unter den 2000 Einwohnern nur 14 Bergleute, dafür aber 24 Leineweber. In den südlicheren Gemeinden standen 62 Leinewebern immerhin 43 Bergleute gegenüber. In dieser Aufstellung waren aber nicht die Gemeinden an der Ruhr wie Stiepel, Linden, Dahlhausen und Baak enthalten, wo es mehr Arbeiter in dem Stollenbergbau gab. Neben Tuchfabriken gab es seit dem Ende des 18. Jahrhunderts die Produktion von Kaffeemühlen in zehn Werkstätten mit 50 Arbeitern bei 10.000 Stück pro Jahr. Weiterhin kamen noch Blechbeschläge für Särge hinzu.

## Industrielle Revolution, rasanter Wachstum (1800–1900)

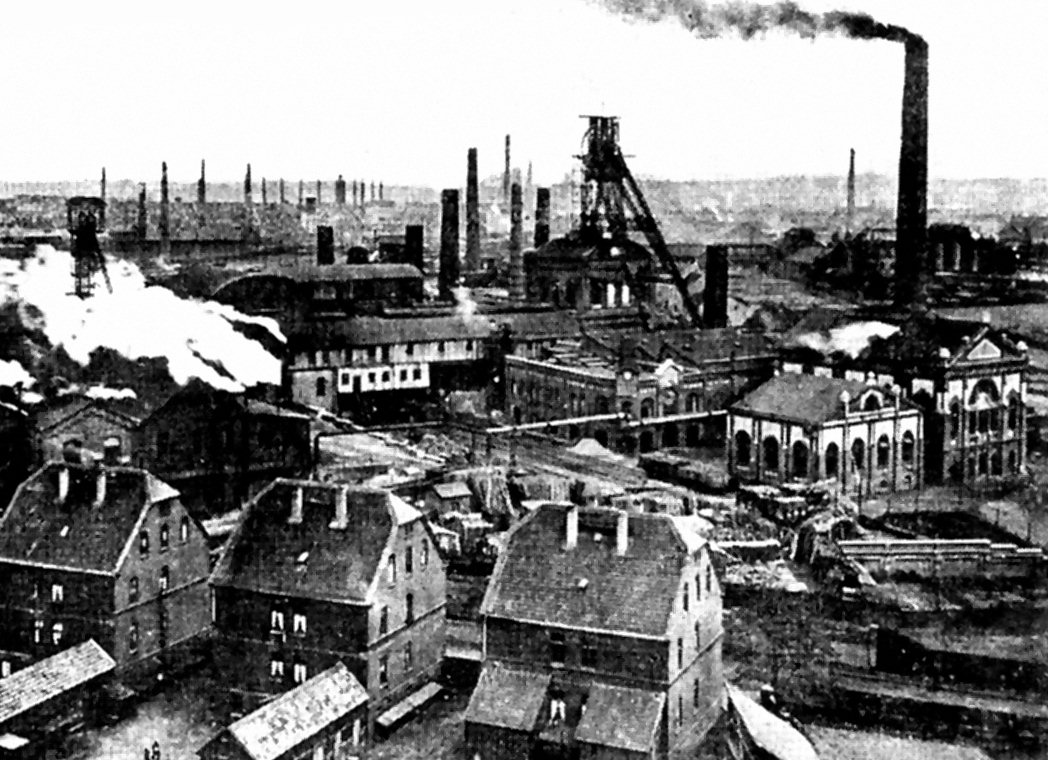
Ansicht der Zeche Vollmond um 1900. Der Schacht mit der Dampfmaschine lag 500 m westlich. Typisches Bild der rasanten Industrialisierung.

Auf der Zeche Vollmond in Werne wurde 1800 der vermutlich erste Seigerschacht (senkrechter Schacht) im Ruhrbergbau abgeteuft. Hier wurde zwei Jahre später auch die erste Dampfmaschine im Ruhrkohlenbergbau eingesetzt, die zur Wasserhaltung eingesetzt wurde. Als Hauptgewerke der Zeche Vollmond in Langendreer setzte sich Gisbert von Romberg für die neue Technik ein. Lokale Adelsfamilien waren oft die Geldgeber im frühen Bergbau. Die Familie von Romberg gehörte zu den größten Eigentümern von Bergwerken im Ruhrgebiet. Er kaufte unter anderem 1822 die vorher königliche Zeche Friederica Erbstolln in Wiemelhausen, eines der wenigen frühen Bergwerke nahe der Innenstadt von Bochum.
Neben dem Bergbau gab es nur bescheidene Industrie in Bochum und im Umland. 1823 bestanden in der Bürgermeisterei Bochum-Herne keine Hüttenwerke oder metallische Fabriken. Eine kleine Fabrik, mit einem Hammerwerk in Laer, zur Herstellung von Pfluggeschirr-Streckeisen war 1824 der bescheidene Beginn der Eisenverarbeitung in Bochum.

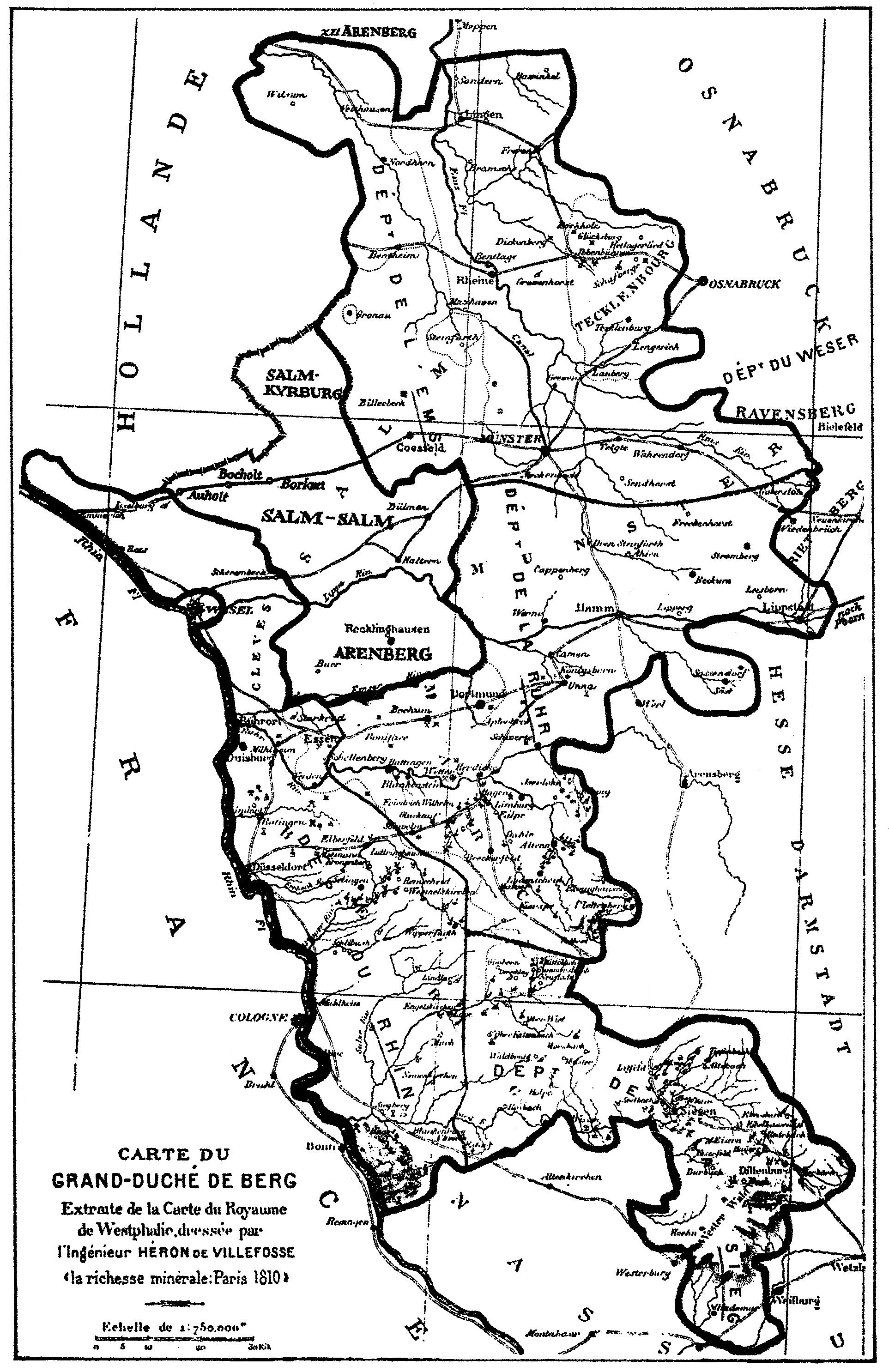
Karte des Großherzogtum Berg mit Bochum in der Mitte, 1810

Ende März 1806 besetzten die französischen Truppen Kaiser Napoleons Bochum. Bochum zählte daher 1806 bis 1813 zum Arrondissement Dortmund im Ruhrdepartement im Großherzogtum Berg. Paradoxerweise war die Verwaltungsordnung für Bochum gut, sie brachte die Stadt wieder mit seinem Umland zusammen, und man schied aus der Oberhoheit von Hörde wieder aus. In dieser Zeit stand ein Maire an der Spitze der Stadt. Die inzwischen bedeutungslos gewordenen Stadttore wurden in dieser Zeit abgerissen. Auch Bochumer Männer mussten in Napoleons Armee Kriegsdienst verrichten. So benennt 1820 ein Arnsberger Amtsblatt 19 Männer des Kreises Bochum, welche auf dem Russlandfeldzug 1812 ihr Leben ließen, sowie vier weitere, die in die Russisch-Deutsche Legion übertraten.

### Teil der preußischen Provinz Westfalen
Die Befreiung Bochums erfolgte am 11. November 1813. Darauffolgend gehörte die Stadt vorübergehend zum preußischen Zivilgouvernement zwischen Weser und Rhein. 1815 kam die Stadt zu Preußen. Es wurde wieder ein Bürgermeister als städtisches Oberhaupt eingeführt. Bochum und die Kernlande der Grafschaft Mark (ohne die klevischen Besitzungen) gehörten nun zu der 1815/16 entstandenen preußischen Provinz Westfalen. Aus dem vormals zersplitterten Gebiet entstand ein einheitliches politisches Gebilde. In dem neu geschaffenen Regierungsbezirk Arnsberg war Bochum einer der dreizehn Landkreise. 1821 wurde Bochum dem westfälischen Bistum Paderborn zugeordnet. Die rund tausendjährige Zugehörigkeit zur nun rheinischen Erzdiözese Köln, dessen Erzbischof im Hochmittelalter einige Zeit der Landesherr von Bochum war, endete.

1817 wurde der Kreis Bochum gebildet. Nach längeren Streitigkeiten führte Bochum für die Kommune erst 1843 die „Revidierte Städteordnung“ ein, welche bereits 1831 von der preußischen Regierung verabschiedet wurde. 1843 wurde die Stadt von der Verwaltung der Landbürgermeisterei abgetrennt. Der Bürgermeister Heinrich von Lüdemann übernahm die Verwaltung des Landkreises. Neuer Bürgermeister wurde der damals 28 Jahre alte Max Greve. Er leitete die Geschicke der Stadt fast 30 Jahre lang, in seiner Amtszeit wuchs Bochum von einem Landstädtchen zu einer prosperierenden Industriestadt.

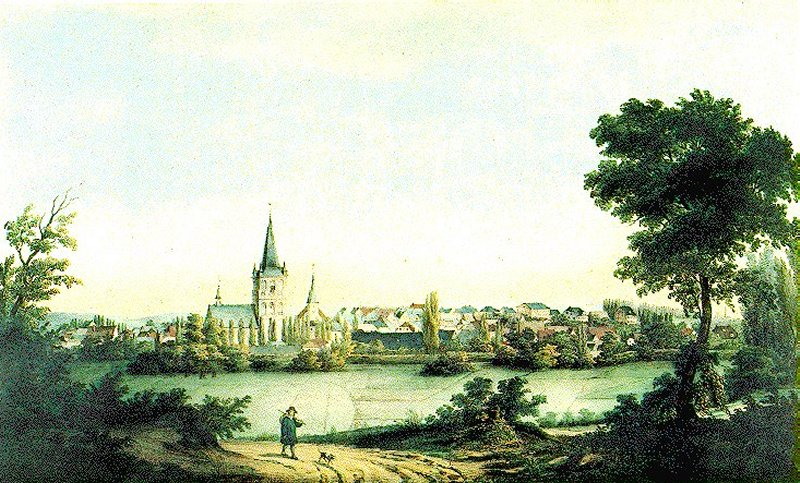
Bochum um 1845, Blick von Norden von der Voede (später Stadtpark).

Nachdem die Bestattung auf Kirchhöfen nicht mehr erlaubt war, wurde 1819 der neue städtische Friedhof, heute der Kortumpark, damals vor den Toren der Stadt eingeweiht. Hier entstand später auch ein jüdischer Friedhof. Mit der Gründung der „Overdyckschen Rettungsanstalt für verwarloste Kinder“ entstand durch den Gutsherren und Landrat Graf Adalbert von der Recke-Volmerstein ein Waisenhaus, eine der ersten Anstalten der Diakonie. Die erste Zeitung, der spätere Märkische Sprecher, erschien 1829 zunächst wöchentlich. Das Bochumer Kreisblatt kam 1842 hinzu. Die Traditionsfirma Baltz wurde 1827 gegründet. 1835 beleuchteten die ersten Öllampen Bochums Gassen, aber bis 1842 waren es erst elf Stück. Die städtische Sparkasse wurde 1838 als zweite Einrichtung dieser Art im Regierungsbezirk Arnsberg eröffnet. In den 1830er wurden weitere Kunststraßen angelegt, so von 1830 bis 1831 die Straße von der Hattinger Ruhrbrücke nach Weitmar, und 1839 bis 1842 die Straße von Bochum zur Herner Emscherbrücke. Sie war dann die Nord-Süd-Achse zu der West-Ost-Achse des Hellweg, ohne aber zuerst einen markanten Straßenzug zu bilden. Eine weiter Kunststraße wurde dann von 1848 bis 1854 nach Dorsten gebaut.
Die Revolution von 1848/49 verlief in Westfalen sehr unterschiedlich, in Bochum mit relativ wenigen Auswirkungen. Die im März 1848 nach Beschluss der Stadtverwaltung aufgestellte Bürgerwehr hatte eine demokratische, schwarz-rot-goldene Fahne mit Stadt„wappen“. Die Stadt wurde in der Nationalversammlung in der Frankfurter Paulskirche von dem liberalen Gustav Höfken, Abgeordneter des 14. westfälischen Wahlkreises, vertreten. Er hielt ständigen Kontakt mit seinen Wählern und schrieb regelmäßig für den „Märkischen Sprecher“, das Bochumer Kreisblatt. Da Friedrich Harkort die Wahl von der Stadt Bochum abgelehnt hatte, zog Theodor Müllersiefen für Bochum 1848 in die preußische Nationalversammlung. Ein Jahr später zog das Iserlohner 16. Landwehr-Bataillon, zu welchem auch Bochumer Männer gehörten, zur Bekämpfung der Badischen Revolution aus. Bei dem Gefecht bei Durlach kam der Kompanieführer Friedrich von Schell (5. Kompanie des 16. Landwehrregiments aus Westfalen), ums Leben. An ihn erinnert in Bochum-Ehrenfeld an der Melanchtonkirche ein Säulenmonument mit Adler.

### Der Wandel zur Industriestadt durch Kohle und Stahl

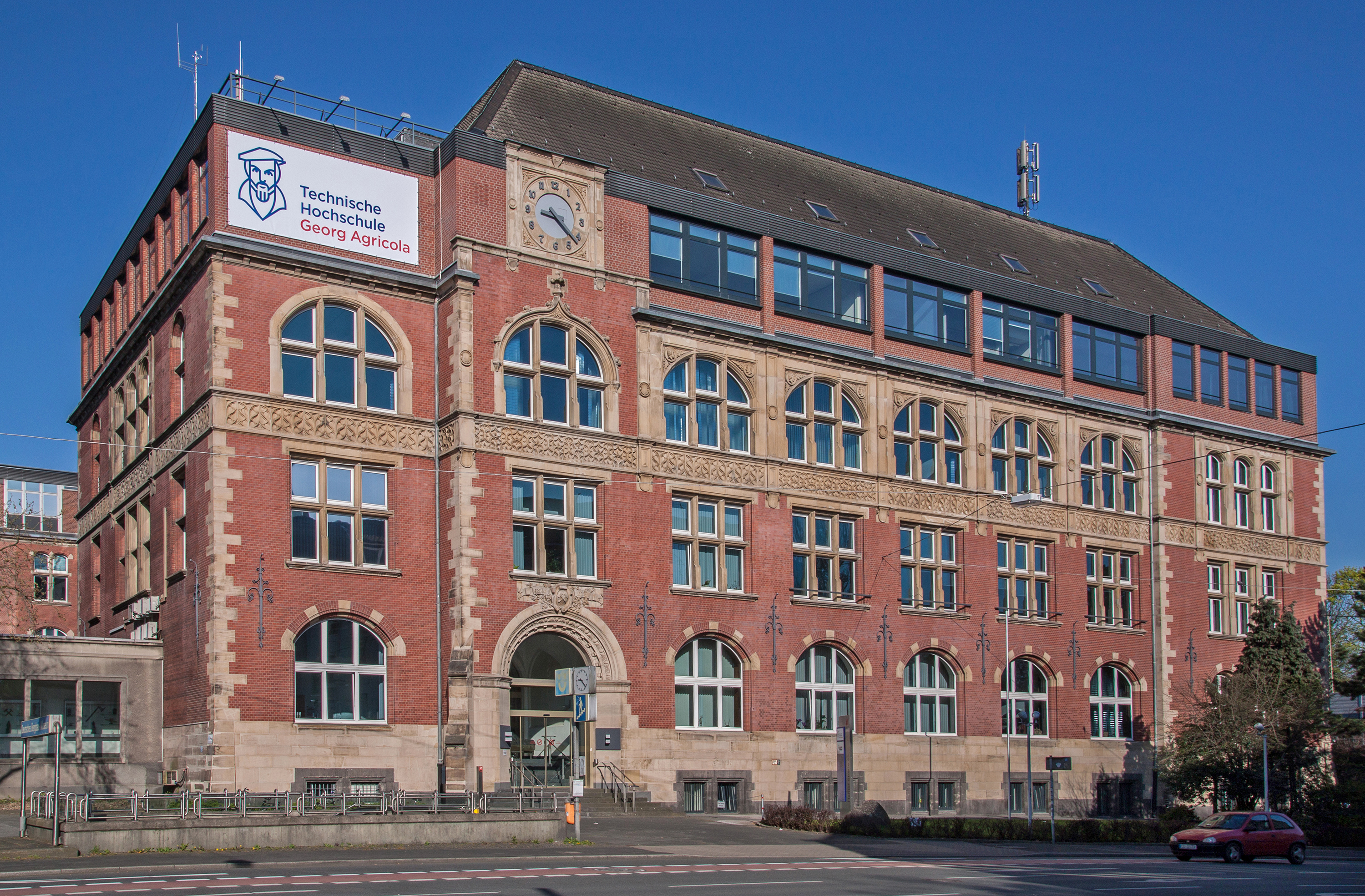
Hauptgebäude der ehemaligen Bergschule, heute THGA Bochum

Die Märkische Bergschule nahm 1816 an der Alleestraße ihren Sitz in Bochum. Sie diente Ausbildung des nicht akademischen bergbaulichen Leitungspersonals und entwickelte sich mit ihren zahlreichen Standorten im Ruhrgebiet zur mit Abstand größten Institution ihrer Art in Deutschland, auf der zeitweise über die Hälfte aller deutschen Bergschüler ausgebildet wurden. Sie ist der Vorläufer der heute noch existierenden Technische Hochschule Georg Agricola an der Herner Straße. Ein Jahr vorher wurde Bochum Sitz des Märkischen Bergamtes unter Leitung von Johann Ehrenfried Honigmann. Er kam, wie viele frühere Bergbeamte, aus dem Bergbau im Harz.
Im Jahr 1864 wurde dann die Westfälische Berggewerkschaftskasse gegründet. Auch sie war für die Ausbildung des Nachwuchses der Grubenbeamten zuständig. Vor allem erarbeitete sie auch geognostische und bergmännische Karten. Die von ihr durchgeführten wissenschaftlichen Untersuchungen halfen bei der Expansion des Bergbaus.

Gussstahlfabrik Mayer & Kühne, 1845

Jacob Mayer und Eduard Kühne gründeten am 6. Dezember 1842 in Köln die Gussstahlfabrik Mayer & Kühne. Nach der Suche nach einem passenden Firmengelände nahm der Betrieb um die Jahreswende 1844/45 an der Essener Chaussee, der heutigen Alleestraße, seinen Betrieb auf. Aufgrund seiner hohen Produktqualität bekam der Betrieb schon bald überregionale Bedeutung. Ausschlaggebend hierfür war insbesondere das um 1850 von Jacob Mayer entwickelte Stahlformgussverfahren. 1854 wurde die Firma in die Aktiengesellschaft Bochumer Verein umgewandelt.

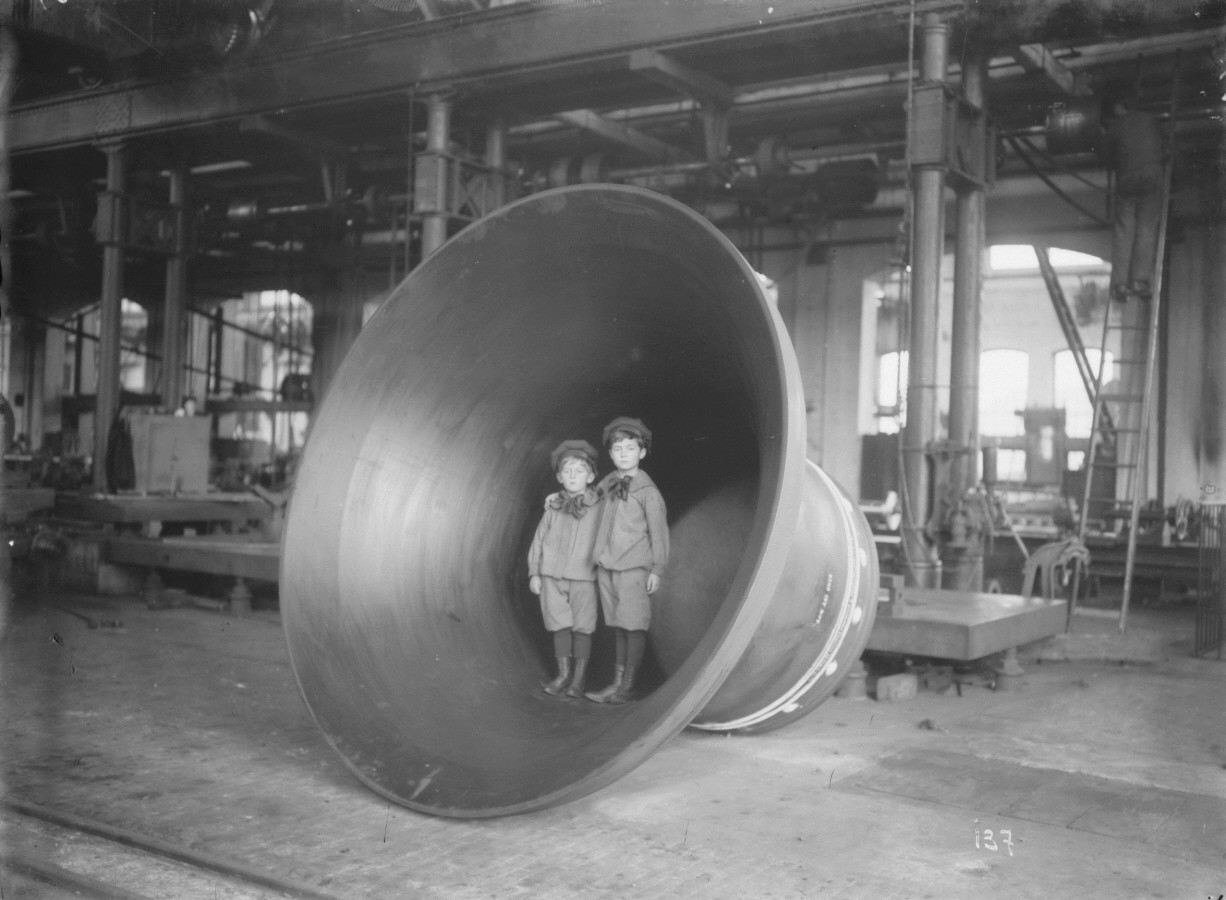
Glocke des Bochumer Vereins für die Georgenkirche in Berlin, 1898

Durch den Stahlformguss und das Markenzeichen der Firma, Glocken, wurde der Bochumer Verein später weltbekannt. Glocken wurden das Markenzeichen, da sie zum einen die Vorteile diese neue Technik für jedermann verständlich machten, und sie auf den Weltausstellungen viele Preise gewannen. Die ersten Häuser der Arbeitersiedlung Stahlhausen wurden 1865/66 errichtet. Das in dem Bereich errichtete Kost- und Logierhaus Stahlhausen wurde 1874 gebaut. Im späteren 19. Jahrhundert dominierte die Firma die Stadt fast komplett und war auch in späteren Jahren ein bedeutender Faktor in der Entwicklung Bochums. Für über 130 Jahre war es der mit Abstand größte Arbeitgeber der Stadt. Bis zur Eingemeindungswelle 1904 war die Stadt Bochum eine „Stahlstadt“, auf dem alten Stadtgebiet spielten Zechen nur eine untergeordnete Rolle. Die großen Bergwerke lagen im Landkreis Bochum.
Direkt neben dem Firmengelände des Bochumer Vereins, aber in der damals noch selbstständigen Gemeinde Hamme, wurde auf der Zeche Präsident ab 1840 ein Schurfschacht geteuft. 1842 erreichte dieser Schacht bei 44 Meter Teufe das Karbon. 1844 wurde die Förderung in diesem Schacht aufgenommen. Die Zeche zählte zu den ersten Bergwerken im Ruhrbergbau, die unter die Mergeldecke vordrangen, und gilt als erste Zeche im westfälischen Raumes des Ruhrgebietes mit einem Tiefbauschacht. Sie wurde später, 1858, mit 808 Bergleuten als Belegschaft die größte Zeche im Ruhrrevier. Bis zu den Eingemeindungen 1904 war Schacht II der Zeche an der Dorstener Straße einer von zwei Schächten auf dem alten Gebiet der Stadt Bochum, die ansonsten keine Bergwerke im Kerngebiet der alten Stadt hatte.
Die spätere Bochumer Eisenhütte Heintzmann wurde 1851 von den Geschäftsleuten Korte und Heintzmann gegründet. Am 13. April 1855 wurde die Bochumer Gas-Anstalt als Vorläufer der heutigen Stadtwerke Bochum gegründet. Diese betrieben ab 1856 das erste Gaswerk in Bochum, welches in Westfalen das erste seiner Art war. Daher konnten ab dem 28. Januar 1856 erstmals Gaslaternen die nächtlichen Straßen erhellen. Die Schaffung einer Bochumer Handelskammer wurde vom König genehmigt, sie wurde 1856 gegründet.

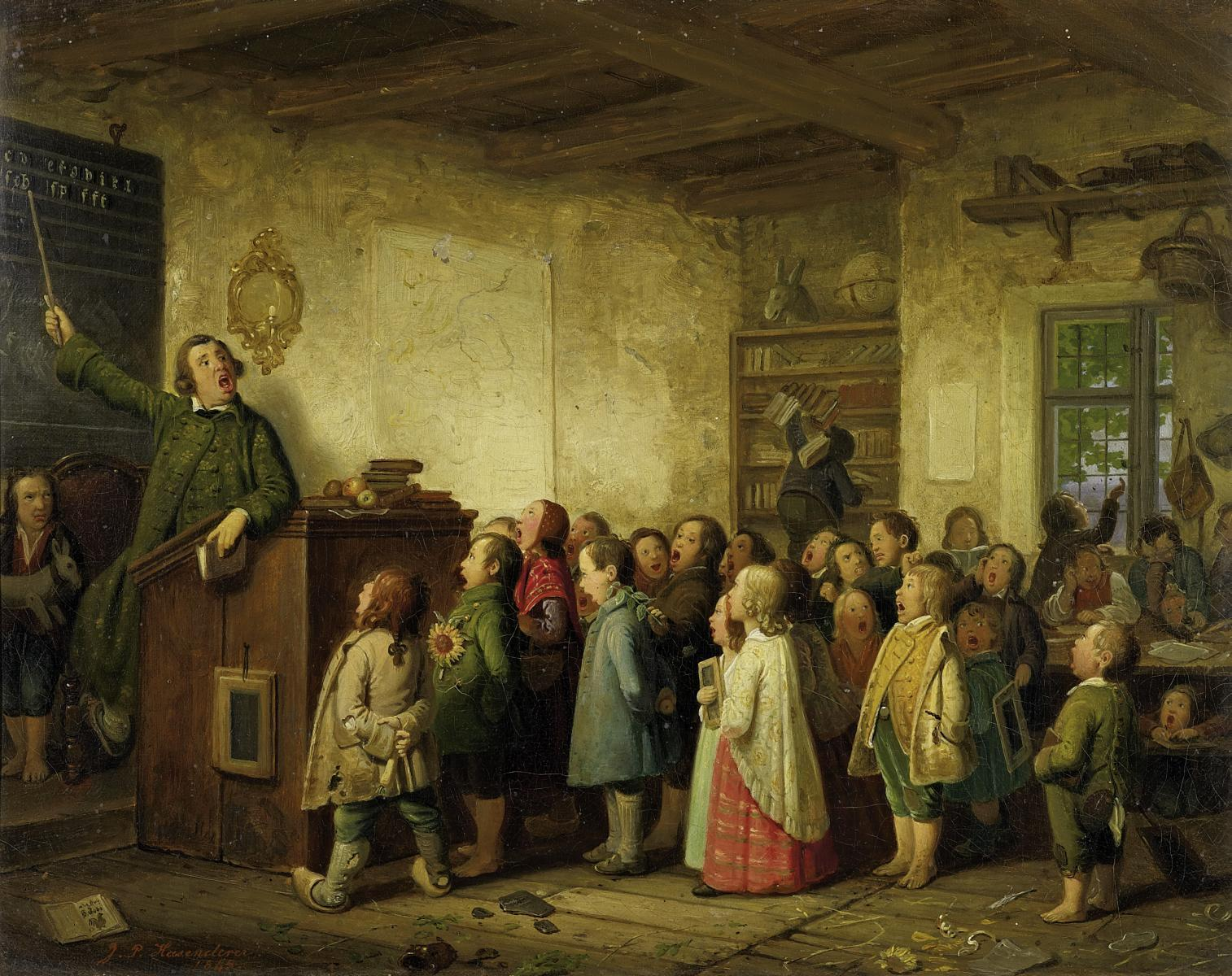
Jobs als Schulmeister, Gemälde von Johann Peter Hasenclever,
1845: ironische Darstellung des Unterrichts in einer preußischen Dorfschule mit Kortums Jobs als Schulmeister.

Dem Bedarf an einer gehobeneren Bildung als an den Volksschulen trug die Gründung mehrerer Bildungsinstitute Rechnung: 1845 gründete die Hauslehrerin Caroline Krüger eine evangelische höhere Töchterschule in Bochum. Die Provinzialgewerbeschule, heute Goethe-Schule Bochum, wurde 1851 errichtet. Henriette von Noël eröffnete dann 1860 eine katholische höhere Töchterschule, die spätere Hildegardis-Schule. Außerdem wurde die paritätische höhere Bürgerschule eröffnet, die später das Gymnasium am Ostring wurde.
Das St. Elisabeth-Hospital wurde 1848 als erstes Bochumer Krankenhaus eröffnet, es ist auch die zweitälteste Klinik im Ruhrgebiet. Zwei Jahrzehnte später folgte in unmittelbarer Nähe, an der Brückstraße, im Jahr 1864 die Gründung des evangelischen Krankenhauses, das 1870 umzog und noch heute als Augusta-Kranken-Anstalt Bochum betrieben wird. Die Einrichtung des Waisenhauses der St.-Vincent-Schwestern 1866 rundete die gesundheitliche und soziale Unterstützung der Bochumer ab.
Dafür bestand auch in dem immer dichter besiedelten Bochum eine Notwendigkeit. Pocken 1832 und 1833, und Cholera im Jahr 1849 traten immer wieder auf. 1866 kam es wieder zu einem Ausbruch der Pocken. Es erkrankten mit 1.347 Personen mehr Einwohner, als Bochum noch 60 Jahre vorher als gesamte Einwohnerschaft hatte, an der Krankheit starben 143 Menschen. Direkt danach wurde Bochum auch von der in Deutschland wütenden Cholera erfasst. In Bochum starben 757 Menschen, in Wattenscheid 457. Die Epidemie wütete vorwiegend im Gerberviertel mit seinen unhygienischen Umständen. Die Krankheiten waren auch der Anlas zur Gründung einer Wasserversorgung durch die Wasserwerke (1871), deren Einrichtung den Stadtverordneten bisher zu teuer gewesen war. Weiterhin wurde ab 1867 der Bach, der durch die Altstadt floss, unterirdisch gelegt sowie der Bau eines unterirdischen Kanalnetzes um 1874 betrieben (daher der Name Kanalstraße). Es war auch der Anlass, bei dem vor den Toren der Stadt liegenden Friedhof ein Reservelazarett (1873) zu errichten. Zu einem letzten amtlich festgestellten Ausbruch der Pocken kam es im April 1904, der durch behördliche Maßnahmen eingegrenzt werden konnte.

### Anschluss an das Eisenbahnnetz
Gehemmt wurde die wirtschaftliche Entwicklung vorwiegend durch den fehlenden Eisenbahnanschluss. So gab es 1843 eine Eingabe der Bochumer Bürgerschaft, die geplante Eisenbahn über Essen – Steele – Bochum laufen zu lassen. Diese erste Eisenbahn im mittleren Ruhrgebiet, die Köln-Mindener Eisenbahn, wurde aber neben anderen Gründen auch aus Kostengründen durch das dünn besiedelte Emschertal gelegt. Daher lag der erste Bahnanschluss, der von Bochum aus erreichbar war, auf Herner Gebiet. Auch wenn der am 15. Oktober 1847 eröffnete Bahnhof den Namen „Herne-Bochum“ trug, so lag er doch 8 km, ca. 1 1⁄2 Stunden, vom Bochumer Zentrum entfernt. Dass die Stadt und der Kreis Bochum nicht an die modernen Verkehrsmittel angeschlossen waren, führte auch zu großen Klagen, dass man abgeschlagen sei und die Wirtschaft veröde. Versuche, Bochum bald anzuschließen, schlugen fehl. Der Landrat Gotthard von der Recke von Volmerstein versuchte z. B. Einfluss auf eine geplante Streckenführung der Prinz-Wilhelm-Eisenbahn-Gesellschaft von Steele nach Gelsenkirchen zu nehmen, dass diese über Eppendorf und die Zeche Präsident laufen sollte. Erst mit der Planung der Bergisch-Märkischen Eisenbahn-Gesellschaft (BME) Mitte der 1850er, die großen Hellwegstädte zu verbinden, kam auch Bochum in die Reichweite der entstehenden Eisenbahnnetze. Von Witten aus kommend wurde Bochum 1860 an die Bahnstrecke Witten/Dortmund–Oberhausen/Duisburg angeschlossen. Der damalige Bahnhof befand sich am Südrand der Stadt zum Amt Wiemelhausen und wurde später als Bahnhof Bochum-Süd betrieben. Franz Darpe schrieb dazu in seiner Bochumer Chronik:

„Für Bochum bezeichnet die Eröffnung der Eisenbahn und der Aufschwung der Industrie seit dem Krimkriege den Beginn einer neuen Ära; schnell entwickelte es sich seitdem zur Großstadt. Aus dem Ackerstädtchen Bochum erwuchs nunmehr mit einem Schlage die Industriestadt Bochum, die als solche bald Weltruhm erlangte.“

In den 1860er trennte die Eisenbahnlinie der sogenannten Gußstahlstrecke die Innenstadt von den westlichen Vororten und dem Bochumer Verein. 1874 wurde Bochum mit dem Bahnhof Bochum RhE an die Bahnstrecke Osterath–Dortmund Süd der Rheinischen Eisenbahn-Gesellschaft angeschlossen. Dadurch entstand das die Innenstadt einkreisende „Gleissdreieck“. Die BME eröffnete die Zweigstrecke Essen-Wattenscheid-Bochum. Beide Eisenbahngesellschaften wurden ab 1880 verstaatlicht.

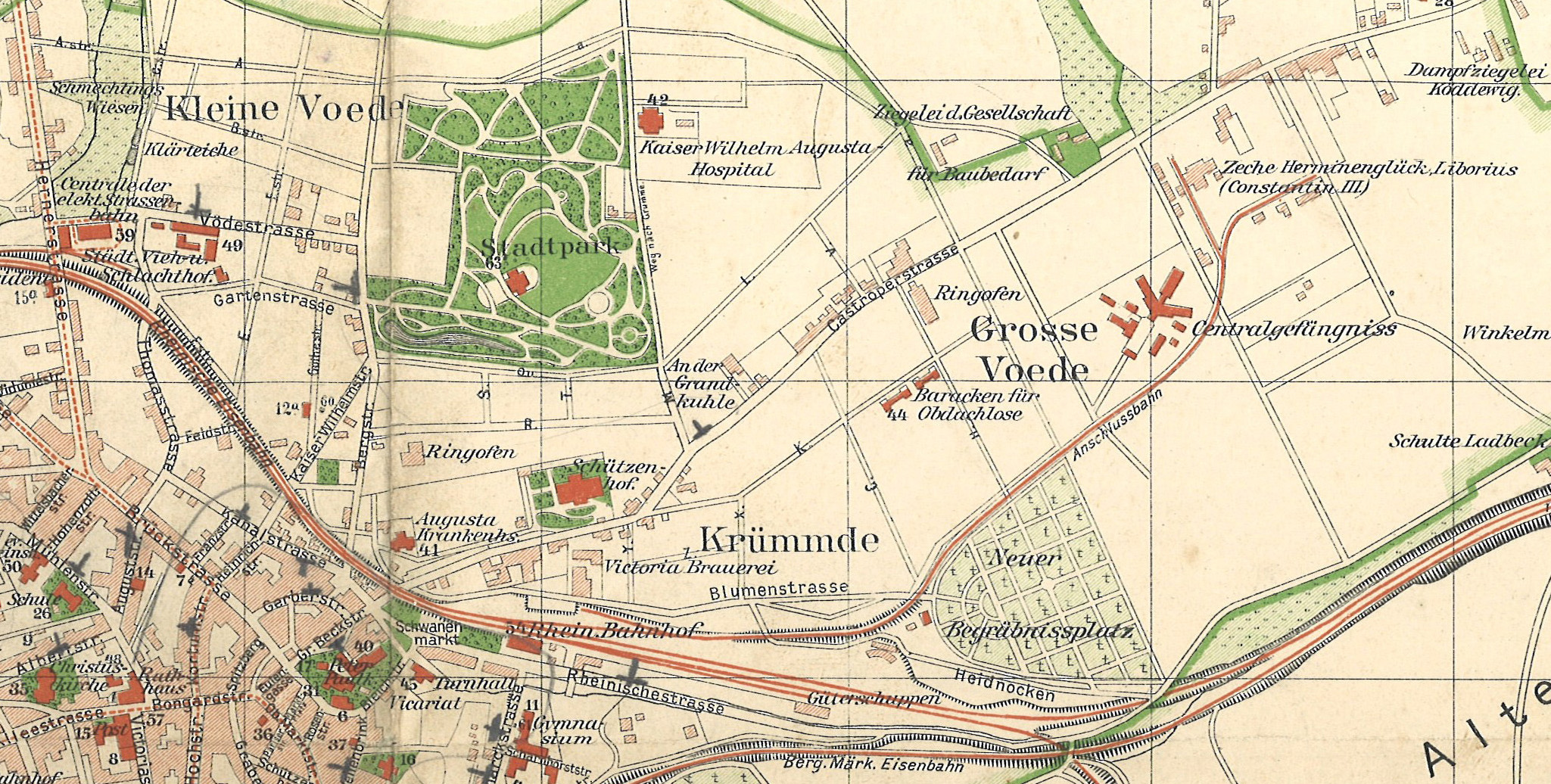
Die ehemalige Voede auf einen Stadtplan von 1897

In der boomenden Stadt wurde 1867 der erste städtische Baumeister berufen. Unter städtischer Riege wurde unter anderem 1877 die städtische Turnhalle in der Nähe des Schwanenmarktes errichtet. Ebenso wurde ein städtischer Schlachthof im Herbst 1877 in Betrieb genommen. Es war der siebte zentrale Schlachthof im Deutschen Reich (vor München, Frankfurt, Hannover), und der erste im Ruhrgebiet. Er wurde auf der Kleine Vöde angelegte, einem Teil der ehemaligen Gemeindeweiden. Diese, unterteilt in Große und Kleine Vöde, zogen sich von den heutigen Schmechtingwiesen bis zu der heutigen Bundesbahnstrecke an der Harpener Straße. Der Viehtrieb durch den städtischen Kuhhirten war um 1870 / 1871 eingestellt worden. Der Verwaltungsbericht für das Jahr 1870 berichtet letztmals vom Auftrieb. Diese Fläche nördlich der Innenstadt bot sich nun als Entwicklungsfläche an. Hier entstand auch ab 1876 der Stadtpark Bochum, als zweiter kommunaler Park im Ruhrgebiet. Die erste Gastronomie im Stadtpark, Parkhaus genannt, wurde 1878 errichtet. Die ehemalige Vöde diente ebenso als Bauland für das neue Villenviertel am Stadtpark, das Gefängnis an der Krümmede (1897) und den neuen städtischen Friedhof (1884). Nachdem der alte Friedhof trotz Erweiterungen zu klein geworden war, wurde auf den Heidnocken (eine alte Flurbezeichnung) der heutige Blumenfriedhof in Benutzung genommen. An der Straße nach Castrop war bereits 1865 der Schützenhof eröffnet worden, ein Veranstaltungsort, der nach Eigenbezeichnung als „größter Saal Westfalens“ zwischen 6.000 bis 8.000 Personen fassen konnte.
Im November 1866 kam es zum allgemeinen Bierstreik, weil der Ausschankpreis von 1 auf 1¼ Silbergroschen pro 0,5 Liter angehoben werden sollte. Carlos Otto gründete mit anderen Unternehmern 1872 die Dr. C.-Otto Werke, ein bedeutendes Unternehmen im Bereich der Kokerei und Kohlechemie. Die Aktiengesellschaft „Märkische Vereins-Druckerei A.-G.“ wurde 1872 von 30 Bürgern gegründet, um die Westfälische Volkszeitung herauszugeben. Die deutsche Wirtschaftskrise von 1873 erfasste auch Bochum. Franz Darpe, der von 1883 bis 1896 Lehrer am Gymnasium war, verfasste 1888 bis 1894 die Geschichte der Stadt Bochum nebst Urkundenbuch in sechs Bänden. Diese dritte Stadtchronik, nach der oben erwähnten von Kortum und der des Pfarrers Volkhardt (1842), ist bisher immer noch das umfangreichste Werk und Quellenbuch zur Stadtgeschichte. Das über 550 Seiten starke Werk wurde allerdings erst 1979 von Wolfgang Werbeck um ein bis dato nicht vorhandenes Register ergänzt.

### Zuwanderung und Wandel der kommunalen Grenzen

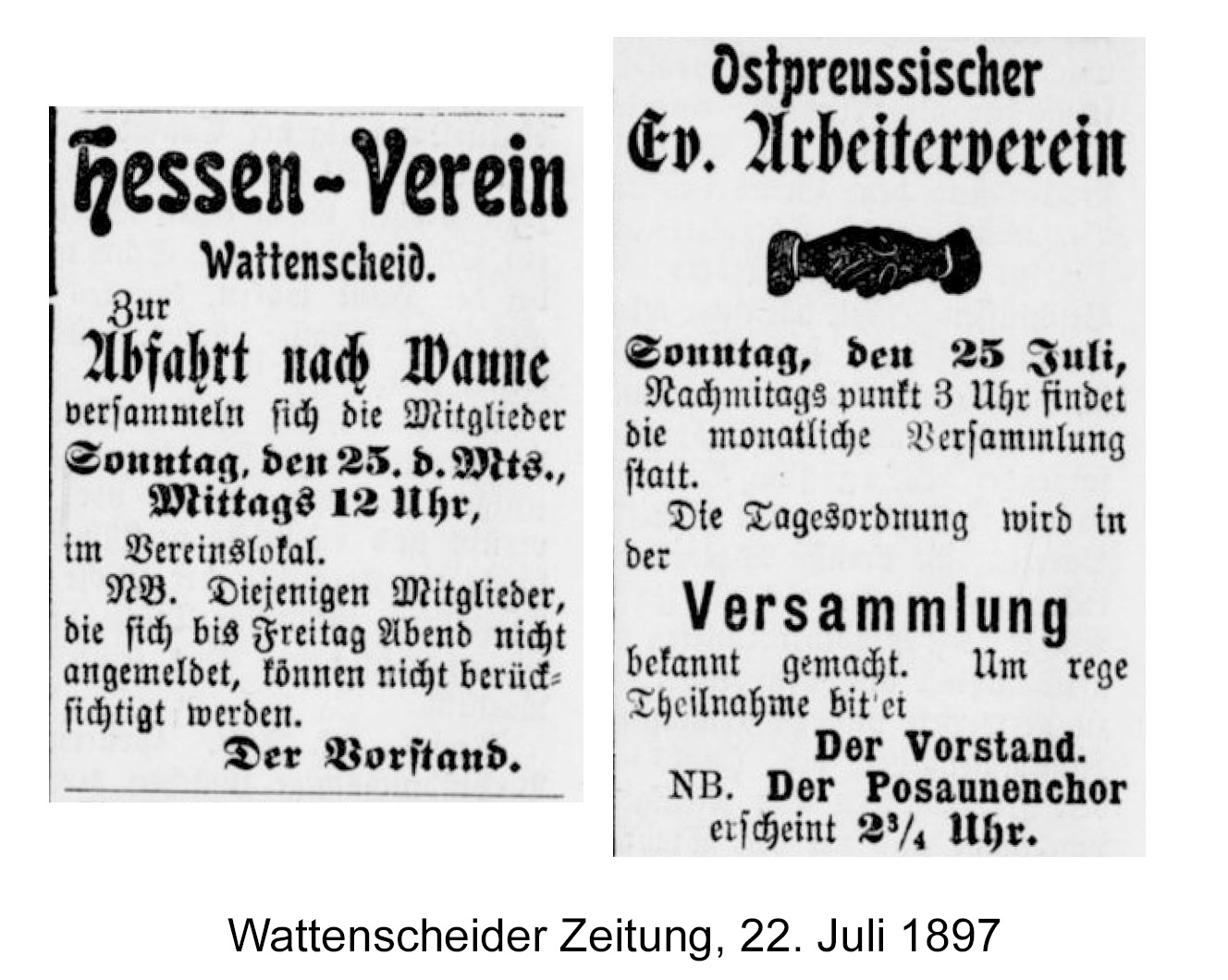
Anzeigen von Vereinen zugewanderter Arbeiter

Lebten in der Stadt um 1800 noch 1.636 Einwohner auf ca. 6 km² Fläche, wuchs sie bis 1849 schon auf 4.877 Personen an. Mit dem steigenden Bedarf an Arbeitern und dem Wachstum zu einer „richtigen“ Stadt nahm die Zahl der Einwohner von Bochum eine kaum vorstellbare Entwicklung. Allein von Herbst 1866 bis Herbst 1873 verdoppelte sich die Einwohnerzahl von 12.508 Einwohnern auf 25.174 Einwohner. Zu Beginn des neuen Jahrhunderts um 1900 waren es bereits 65.554 Einwohner. Im Jahr 1871 waren nur ca. 33 % und um 1900 nur ca. 40 % der Bevölkerung auch gebürtige Bochumer. Viel Zuwanderung erfolgte aus Ostwestfalen, besonders aus dem Paderborner Land und dem nördlichen Sauerland. Große Anteile hatten auch hessische Zuwanderer. Aus den Ostgebieten des Kaiserreiches kamen evangelische Masuren, katholische Oberschlesiern und katholische Polen. Diese Gruppen zusammen machten in Bochum um 1900 ca. 13 % der Bevölkerung aus. Auch wenn sie sich teilweise sogar untereinander abgrenzten, wurden diese Gruppen oft einheitlich als „Polaken“ gesehen (siehe Ruhrpolen).
Ebenso wuchsen die umliegenden Gemeinden. Den stärksten Bevölkerungszuwachs hatten die späteren nördlichen und östlichen Vororte (Langendreer, Werne, Riemke, Hofstede). Durch die rasante Bevölkerungsentwicklung (40 Prozent der Bevölkerung waren zu dieser Zeit jünger als 15 Jahre) verschoben sich seit den 1850er ständig die kommunalen Zuschnitte und Grenzen. Aus dem im Bochumer Landkreis liegenden Amt Wattenscheid wurde 1868 Gelsenkirchen herausgenommen, später folgten Ückendorf (nach Gelsenkirchen eingemeindet) und Königssteele (nach Essen eingemeindet), sodass das Amt fast zwei Drittel seiner Fläche verlor. Trotzdem erhielt durch das stetige Wachstum Wattenscheid am 15. Januar 1876 Stadtrechte. Am 1. Oktober 1876 schied die Stadt Bochum aus dem Landkreis aus und gehörte nun zu den kreisfreien Städten. Der verbliebene Kreis umgab die nunmehr kreisfreie Stadt und bestand als Landkreis Bochum bis 1929 fort. Das rasante Wachstum lässt sich auch in der Kirchengeschichte ablesen. 1888 wurde die Urpfarrei St. Peter und Paul zur Propstei erhoben und wurde mit etwa 38000 Pfarrangehörigen „die größte Pfarrei im Königreich Preußen“.

Karte von Bochum von 1884

Aufgrund der Entwicklung konnte sich das Stadtoberhaupt Carl Bollman ab 1877 Oberbürgermeister nennen und erhielt ab 1885 das Recht zum Tragen einer goldenen Amtskette. Mit dem Wachstum der Stadt erfolgte auch ein Wachstum der Verwaltung. Mit dem Ankauf des Hotel Kaiserlicher Hof im Jahr 1886 und weitere Anbauten in den nächsten Jahrzehnten erhielt die Stadtverwaltung einen repräsentativen Sitz. Es war bereits das sechste Rathaus. Nachdem bis 1861 die Rathäuser am Marktplatz waren, gab es mit der Direktorenwohnung im Bergamt sowie in der ehemaligen Rentei vorher zwei Zwischenschritte.
Für die seelsorgerische Betreuung der immer stärker anwachsenden Bochumer Bevölkerung reichten die drei alten Kirchen nicht mehr aus. Bereits 1868 wurde das Kloster der Redemptoristen eingeweiht. Die Kirche des Klosters galt als „Nationalkirche für die polnischen Einwanderer im Industrierevier“. Hinzu kamen noch die katholischen St. Marienkirche (1872) und St. Josephs Kirche und die evangelische Christuskirche (1879) im Jahr 1868. Im Wattenscheider Zentrum entstanden mit der St. Gertrudis Kirche (1868–1872) und der Friedenskirche (1879–1880) zwei neue Hauptkirchen für die beiden großen christlichen Konfessionen. Auch in den umliegenden Gemeinden, welche heute Bochumer Vororte sind, wurden von den 1870er bis in die 1910er viele neue Gotteshäuser errichtet.

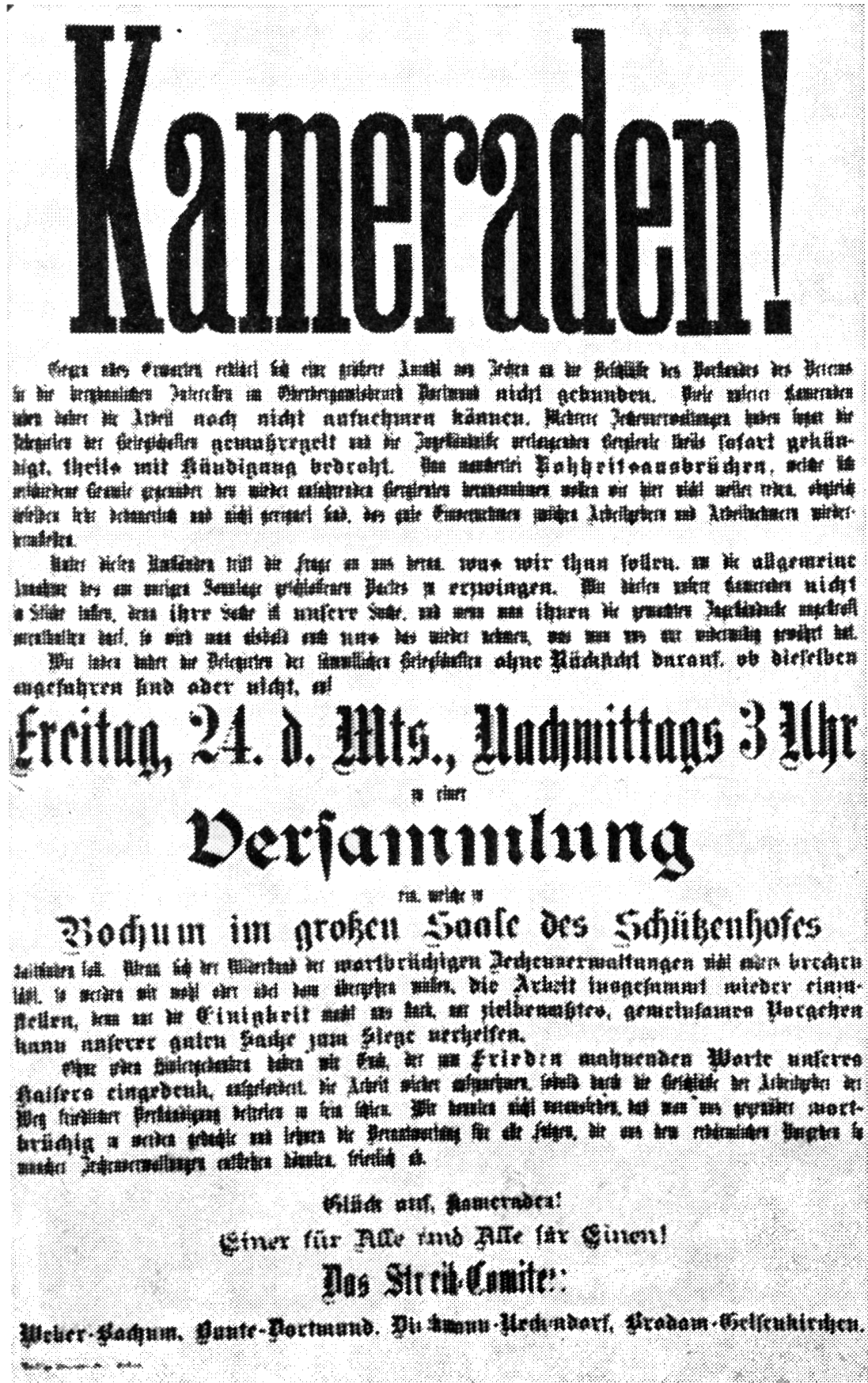
Aufruf zur Versammlung im Bochumer Schützenhof, 1889

Der Bergarbeiterstreik von 1889, der erste organisierte Massenstreik im Ruhrbergbau und der bis dahin größte Arbeiterstreik in Deutschland, begann am 24. April auf der Zeche Präsident. Dem schlossen sich zahlreiche weitere Belegschaften spontan an. Zeitweise beteiligten sich im Revier etwa 90 % der damals 104.000 Bergarbeiter. Ein zentrales Streikkomitee wurde gebildet. Bochum wie auch andere Teile des Ruhrgebietes wurden durch das Militär besetzt. Bei Auseinandersetzungen gab es auch Todesopfer. Der Streik hatte keinen unmittelbaren Erfolg, führte aber zu Aufmerksamkeit und politischen Konsequenzen, darunter der Verschärfung der Arbeitsschutzgesetze. Die Zechen reagierten mit der Aufstellung von Schwarzen Listen. Bergarbeiter verloren ihren Job und erhielten keine neue Anstellung. Ein prominenter Fall aus dem Raum Bochum war der späte populäre Arbeiterdichter Heinrich Kämpchen. Der Streik führte auch zur Etablierung der ersten Gewerkschaft der Ruhrbergarbeiter, des Verbands zur Förderung und Wahrung bergmännischer Interessen in Rheinland und Westfalen (später Verband der Bergbauindustriearbeiter, heute Teil der IG Bergbau, Chemie, Energie). Ihren Sitz hatte die Gewerkschaft seit 1890 in Bochum.
Auf der Zeche Carolinenglück starben bei einer Kohlenstaubexplosion am 17. Februar 1898 116 Bergarbeiter. Dies war das bis dahin größte Unglück im Ruhrbergbau. Es gab etliche schwere Unglücke mit hohen Todeszahlen, gerade in Langendreer (siehe auch Unglücke im Ruhrbergbau).

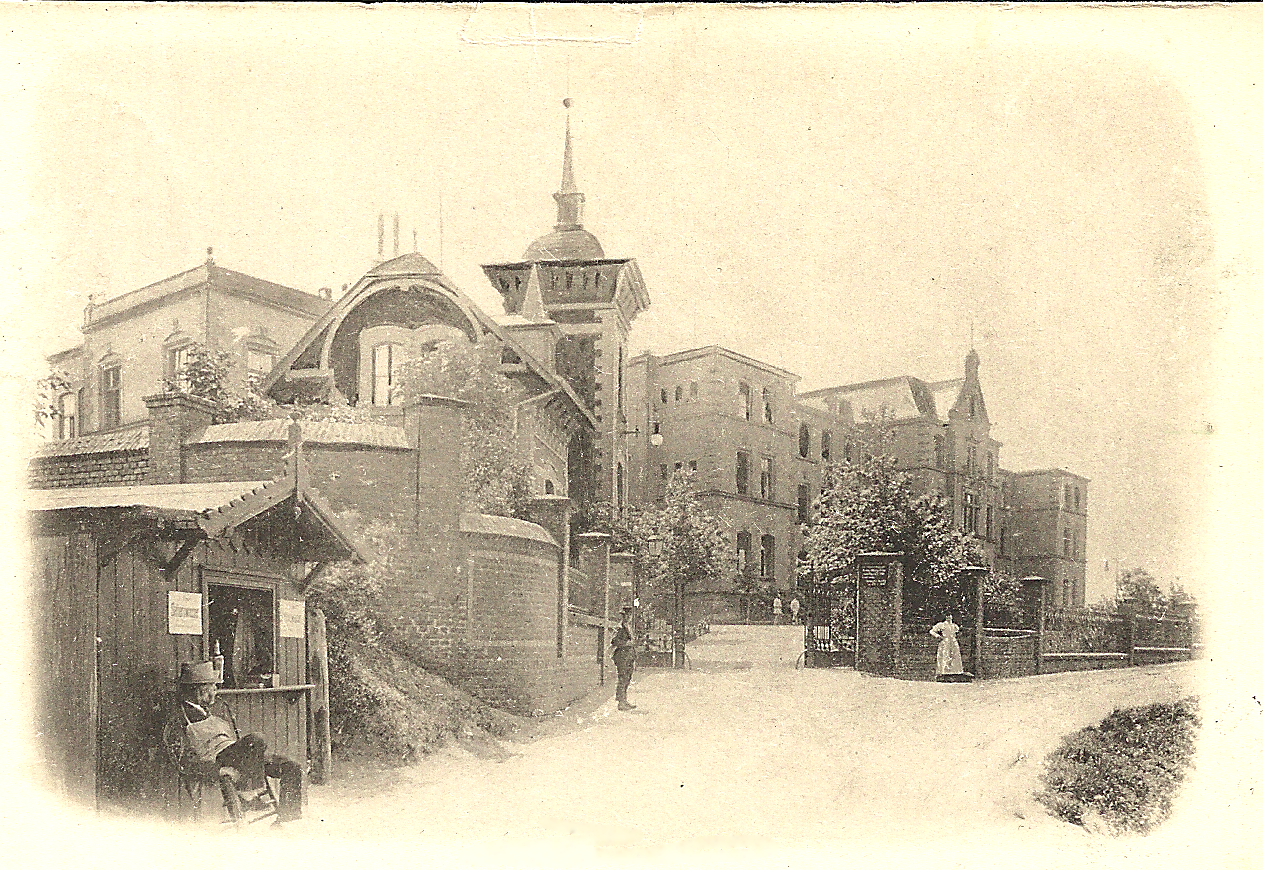
Bergmannsheil um 1898

1890 wurde das Bergmannsheil als erstes Unfallkrankenhaus der Welt eröffnet. Bereits 1884 wurden das Marien-Hospital und 1886 das Martin-Luther-Krankenhaus in Wattenscheid eröffnet. Am 11. Januar 1892 wurde das neue Gebäude des Gymnasiums am Ostring eingeweiht, an dessen Stelle heute das Justizzentrum steht. Das Amt- und Kreisgericht waren 1864 am Wilhelmsplatz (heute Husemannplatz) bezogen worden. In direkter Nähe nahm am 1. Oktober 1892 das Landgericht Bochum seine Arbeit auf. Ebenfalls wurde 1892 in der Nähe des Rathauses das erste Elektrizitätswerk gebaut, zur Stromversorgung desselben und einiger Häuser. Ab dem 23. November 1894 wurde mit der Verbindung vom Kortländer nach Herne die erste Straßenbahn in Bochum betrieben. Seit 1896 wurde die Strecke von der Bochum-Gelsenkirchener Straßenbahnen AG (BOGESTRA) betrieben. Eine Badeanstalt wurde 1894 an der Marienstraße eröffnet und am 16. März 1896 wurde der Schwimmverein Blau-Weiß Bochum gegründet.
Im selben Jahr wurden Bochum und Laer mit einer Straßenbahnlinie verbunden, nachdem schon etliche andere Linien gebaut worden waren. Die Industrie- und Handelskammer zu Bochum erhielt 1899 ein eigenes Gebäude. An der Ruhr wurde die Schwimmbrücke Dahlhausen gebaut. Das Hotel-Restaurant Burg Horkenstein oberhalb der Schwimmbrücke wurde 1900 errichtet.

## Beginn der Großstadt Bochum (1900–1918)

Die spätere Jahrhunderthalle des Bochumer Vereins auf der Industrie- und Gewerbeausstellung Düsseldorf in Düsseldorf (1902)

Der städtische Fuhrpark nahm 1900 seinen Betrieb auf, er war der Vorläufer der heutigen USB Umweltservice Bochum GmbH. Ein Jahr später wurde die städtische Berufsfeuerwehr gegründet, welche im Städtischen Fuhrpark an der Südstraße (heute Universitätsstraße 43) untergebracht war. Als Vorläufer existierten in Bochum und einigen Ämtern um die Stadt schon seit dem 19. Jahrhundert Freiwillige Feuerwehren.
Die Jahrhunderthalle wurde 1902 vom Bochumer Verein für die Industrie- und Gewerbeausstellung Düsseldorf gebaut. Sie wurde nach der Ausstellung abgebaut und auf dem Werksgelände neu und schlichter wieder errichtet.
Zum Ende des 19. Jahrhunderts hatte sich die Bebauung angrenzender Vororte bis an das Bochumer Stadtgebiet ausgedehnt, und es entwickelten sich Abhängigkeiten bei der Infrastruktur wie der Gas- und Wasserversorgung. Dies führte zur ersten Eingemeindungswelle. 1904 wurde Bochum nach der Eingemeindung einiger umliegender kleinerer Ortschaften (Grumme, Hamme, Wiemelhausen und Hofstede) Großstadt. Es zählte über 117.000 Einwohner, darunter über 20.000 Bergarbeiter, und hatte eine Fläche von ca. 27 km². Im Herbst des gleichen Jahres begann in der Zeche Bruchstraße der zweite große Streik im Ruhrbergbau. An ihm beteiligten sich im Januar 1905 bis zu 200.000 von 260.000 Bergleuten im Ruhrbergbau.
Die Bochumer Innenstadt hatte zu Beginn des 20. Jahrhunderts noch eine sehr heterogene Struktur, die noch stark von der Zeit als Kleinstadt geprägt war. Eine einheitliche Gestaltung der Innenstadt erfolgte seit den 1870ern in Richtung Süden. Dem folgte ein planmäßiger Ausbau des Stadtteils Ehrenfeld. Hier wurde 1908, im Zuge dieser Planung, das Varietétheater Apollo-Theater eröffnet. Es wurde später zum Stadttheater und ist heute das Schauspielhaus Bochum.
Das Knappschaftskrankenhaus in Langendreer (heute unter dem Namen Universitätsklinikum Knappschaftskrankenhaus Bochum bekannt) eröffnete 1909. Der Bismarckturm wurde 1910 eingeweiht. Am 15. November 1911 wurde das St. Josef-Hospital Bochum eröffnet.

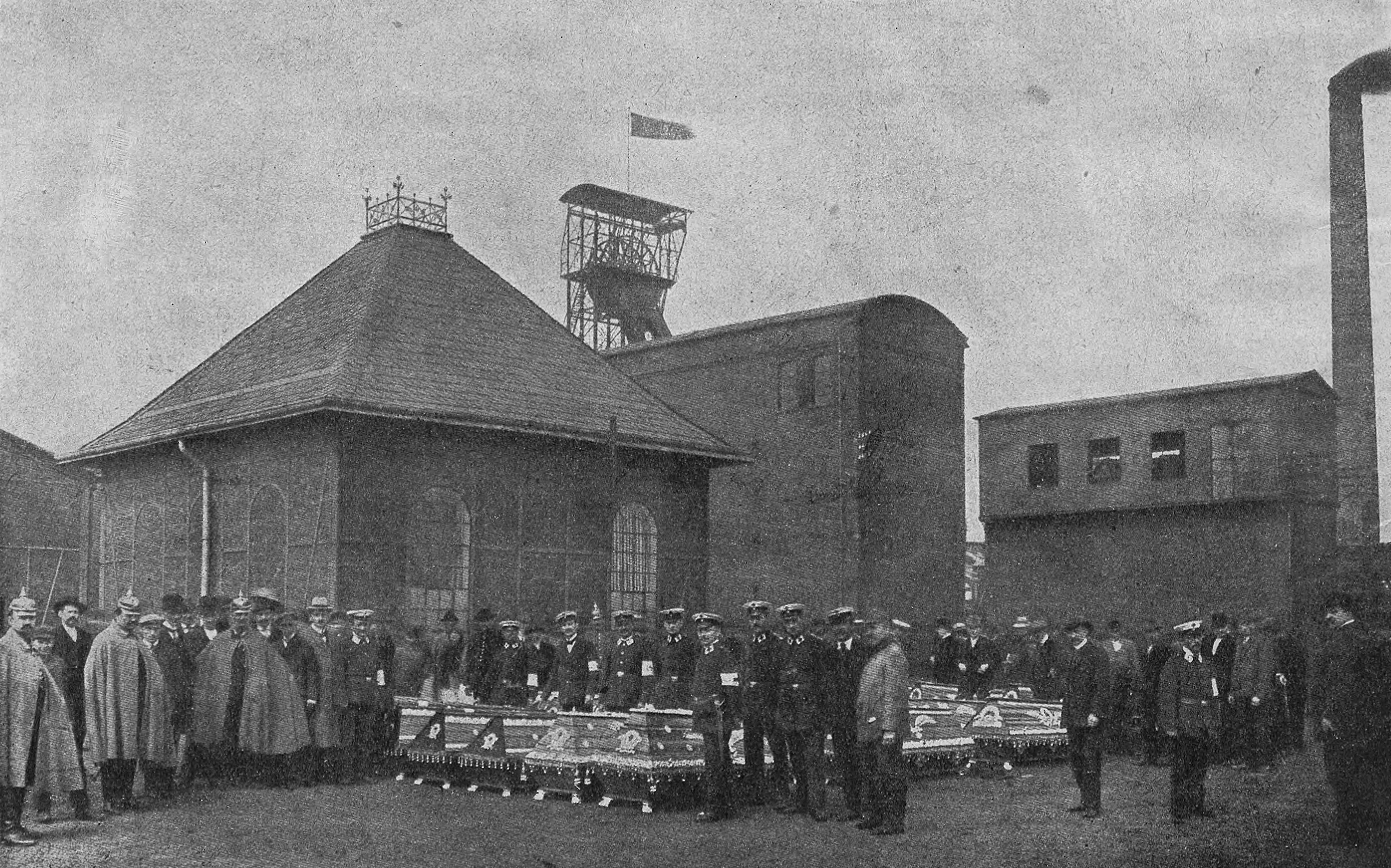
Preußische Delegation des Kaisers auf der Zeche Lothringen, 1912

Bei einer Schlagwetterexplosion auf der Zeche Lothringen am 8. August 1912 kamen in 350 Meter Tiefe 115 Bergleute ums Leben. Kaiser Wilhelm II. hielt sich wegen der 100-Jahr-Feier von Krupp gerade im Ruhrgebiet auf und besuchte kurz entschlossen die Zeche, um den Überlebenden zu kondolieren. Hierzu gibt es ein Historiengemälde.

### Der Erste Weltkrieg und Notlage der Bevölkerung
Mit dem Beginn des Ersten Weltkrieges zogen auch viele Bochumer ins Feld. Der Rohbau des Kaufhauses der Gebrüder Alsberg (später Kaufhaus Kortum) wurde 1915 fertiggestellt, musste aber nach Ausbruch des Krieges zunächst als Lebensmittellager dienen. Schon bald nach Kriegsausbruch wurden auch in Bochum viele Lazarette zur Behandlung von Verwundeten errichtet. So befand sich im Bochumer Schützenhof ein Werkstatt-Lazarett mit Verwundetenschule. Im Jahr 1916 wurde der Schaffung eines Ehrenfriedhofes auf dem Blumenfriedhof beschlossen, auf dem etwa 250 Soldaten ihre letzte Ruhe fanden. Hier wurden auch „etwa 100 ehemals feindliche Soldaten“ bestattet, die als Kriegsgefangene oder Zwangsarbeiter in Bochum gestorben waren. Die Länder Westeuropas haben vielfach ihre Landsleute umgebettet. Noch heute befinden sich aber viele russische Gräber aus dieser Zeit auf Bochumer Friedhöfen, am Blumenfriedhof wurde ein Mahnmal zur Erinnerung an die Gräber errichtet.
Es kam im Laufe des Krieges zu schweren Lebensmittelknappheiten (siehe Steckrübenwinter). In Selbsthilfe wurde alle Möglichkeiten ausgeschöpft. So wurden zum Beispiel im schwammigen Gebiet der Klärteiche in den Schmechtingswiesen Gemüse, Kartoffeln und Steckrüben angepflanzt. Die schwere Versorgungslage für die Bevölkerung durch kriegsbedingte Mangelernährung und die Pandemie der „Spanischen Grippe“ zeigt sich in der Zahl der Beerdigungen. Lagen die Zahlen vorher und nachher um die 2.000–2.100 pro Jahr, waren es 1918 2.824 Todesfälle, 1919 2.213 und 1920 2.210 Beerdigungen.

## Weimarer Republik, bewaffnete Konflikte und Wachstum (1919–1933)

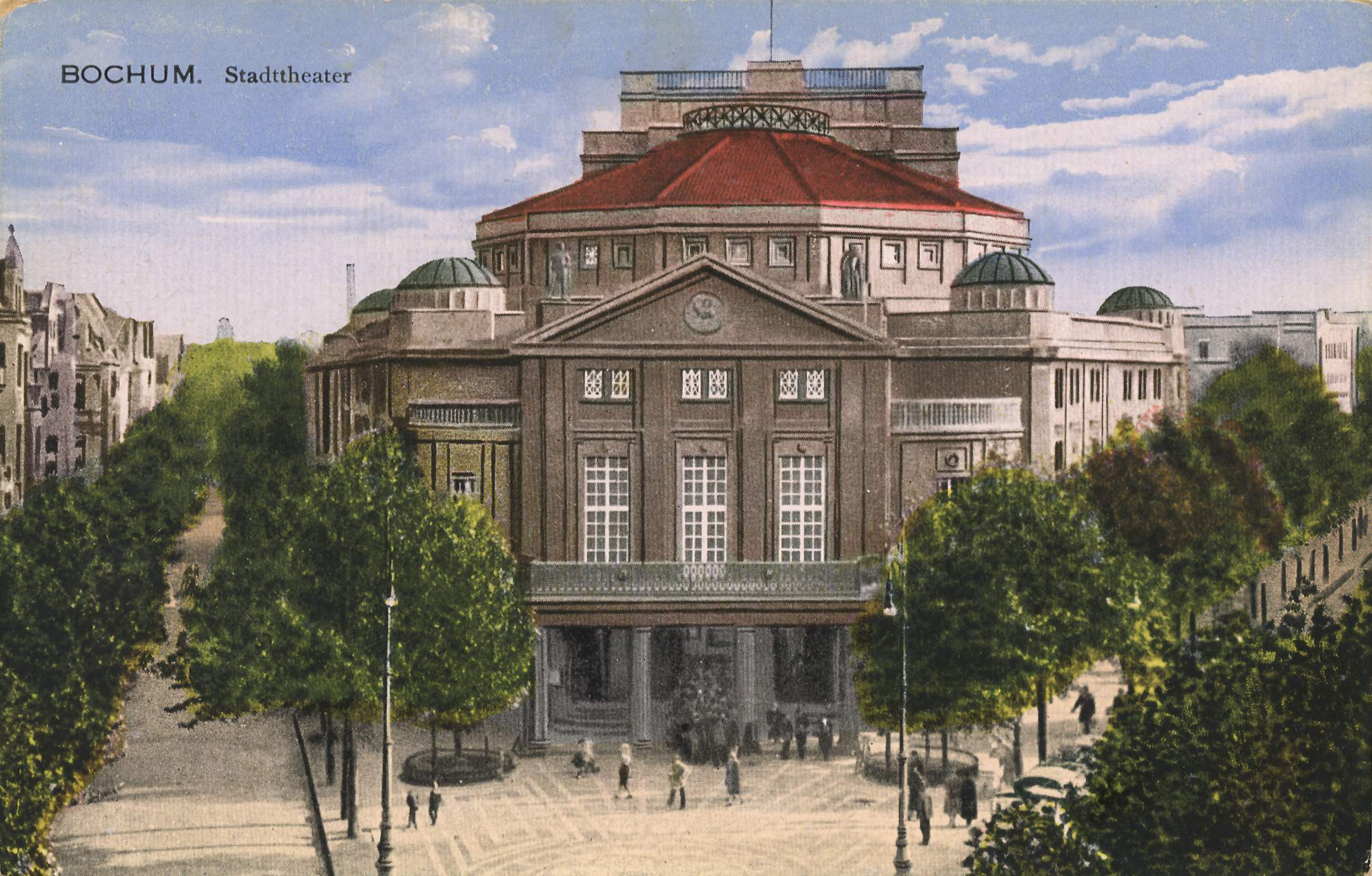
Das Stadttheater Bochum (ca. 1920) vor seiner Zerstörung im Zweiten Weltkrieg

Nach dem Ende des Ersten Weltkrieges kam es auch in Bochum zur Gründung eines Arbeiter- und Soldatenrats, unter dem Vorsitz von Fritz Husemann. Im Gegensatz zu anderen Teilen Deutschlands verlief der Übergang von der Monarchie zur Weimarer Republik relativ ruhig. Die ersten Kommunalwahlen nach Abschaffung des Dreiklassenwahlrechts fanden 1919 statt. Das Jahr 1919 war auch ein kulturell bedeutendes Jahr für Bochum. So wurde das Städtische Orchester gegründet. Das Stadttheater zeigte im April 1919 mit Grillparzers Des Meeres und der Liebe Wellen das erste Stück seines Gründungsintendanten Saladin Schmitt, Theater und Intendant erlangten später hohes Ansehen. In dem hinter dem Theater liegenden Haus Rechen eröffneten das Heimatmuseum und Stadtarchiv. Dessen Leiter, Bernhard Kleff, wurde erster Vorsitzender der 1921 gegründeten „Vereinigung für Heimatkunde“ (heute Kortum-Gesellschaft Bochum). Im selben Jahr entstand die Städtische Gemäldegalerie. Die Stadt Bochum erwarb 1921 das Haus Kemnade, den Henkenberg in Stiepel und ein Jahr später die Burg Blankenstein. Die Erwerbungen des Landbesitzes weit vor den Grenzen der damaligen Stadt wurden für ein Stadtgut zur Gewinnung von Säuglings- und Vorzugsmilch für den Milchhof der Stadt Bochum sowie für die Trinkwassergewinnung genutzt. Auch der Erholungswert für die Städter war ein Grund, aber auch um Ansprüche auf Gebiete der Gemeinde Blankenstein bei neuen Eingemeindungen zu erheben. 1922 wurde die erste, noch rein mechanische Stufe des Klärwerks Oelbachtal errichtet. Der TuS 1848 Bochum errichtete 1921 ein Stadion mit Platz für etwa 50.000 Zuschauer an der Castroper Straße. Zu diesem Zeitpunkt war das Bochumer Stadion eines der modernsten und größten Fußballstadien Deutschlands, sodass am 2. Juli 1922 die deutsche Fußballnationalmannschaft hier die Ungarn zu einem Freundschaftsspiel empfing.
Trotz dieser einzelnen Entwicklungen im Leben der Stadt hemmten die Folgen des Krieges – Arbeitslosigkeit, Streiks und die Geldentwertung – das weitere Wachstum. Hinzu kamen auch noch zwei Ereignisse mit bewaffneten Konflikten.

### Ruhraufstand 1920

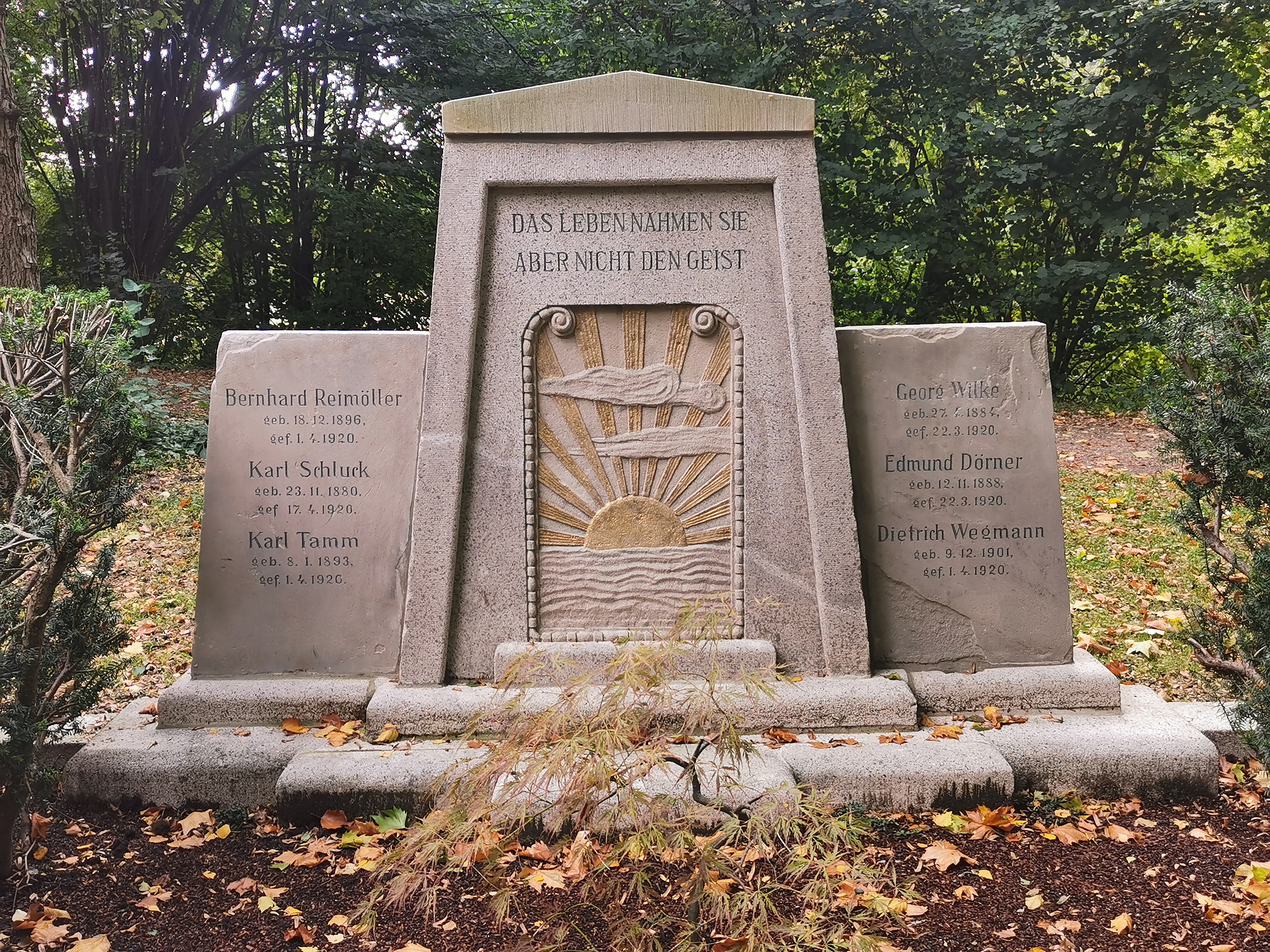
Grab- und Denkmal zum Ruhraufstand, Laer

Infolge des Kapp-Lüttwitz-Putsches im März 1920 kam es im ganzen Ruhrgebiet zu Widerstand, Generalstreiks und Kämpfen. Daraus entsteht später der Ruhraufstand. In Bochum Gebiet kam es, abgesehen von kleineren Gefechten in Wattenscheid, zu keinen Kämpfen. Dennoch kam es zu ca. 100 Todesfällen von Bochumern, primär durch Kampfhandlungen im Gebiet um Haltern und Hamm. Nach der blutigen Niederschlagung des Aufstandes Anfang April 1920 kam es noch zu „Säuberungsaktionen“ der Reichswehr. Mitte April wurden mehrere Mitglieder der örtlichen Arbeiterwehr verhaftet und teils schwer misshandelt. Drei Arbeiter wurden „auf der Flucht“ erschossen. An die Ereignisse erinnern zwei Grabstätten auf den ehemaligen kommunalen Friedhöfen in Laer und Werne. Auf konfessionellen Friedhöfen an verschiedenen Orten wurde diesen Todesopfern oft eine letzte Ruhestätte verweigert. Dies führte in Weitmar, wo man neun Todesopfern die Bestattung verweigerte, zur Gründung des Kommunalen Friedhofs auf Initiative des Gemeindevorstehers Heinrich König.

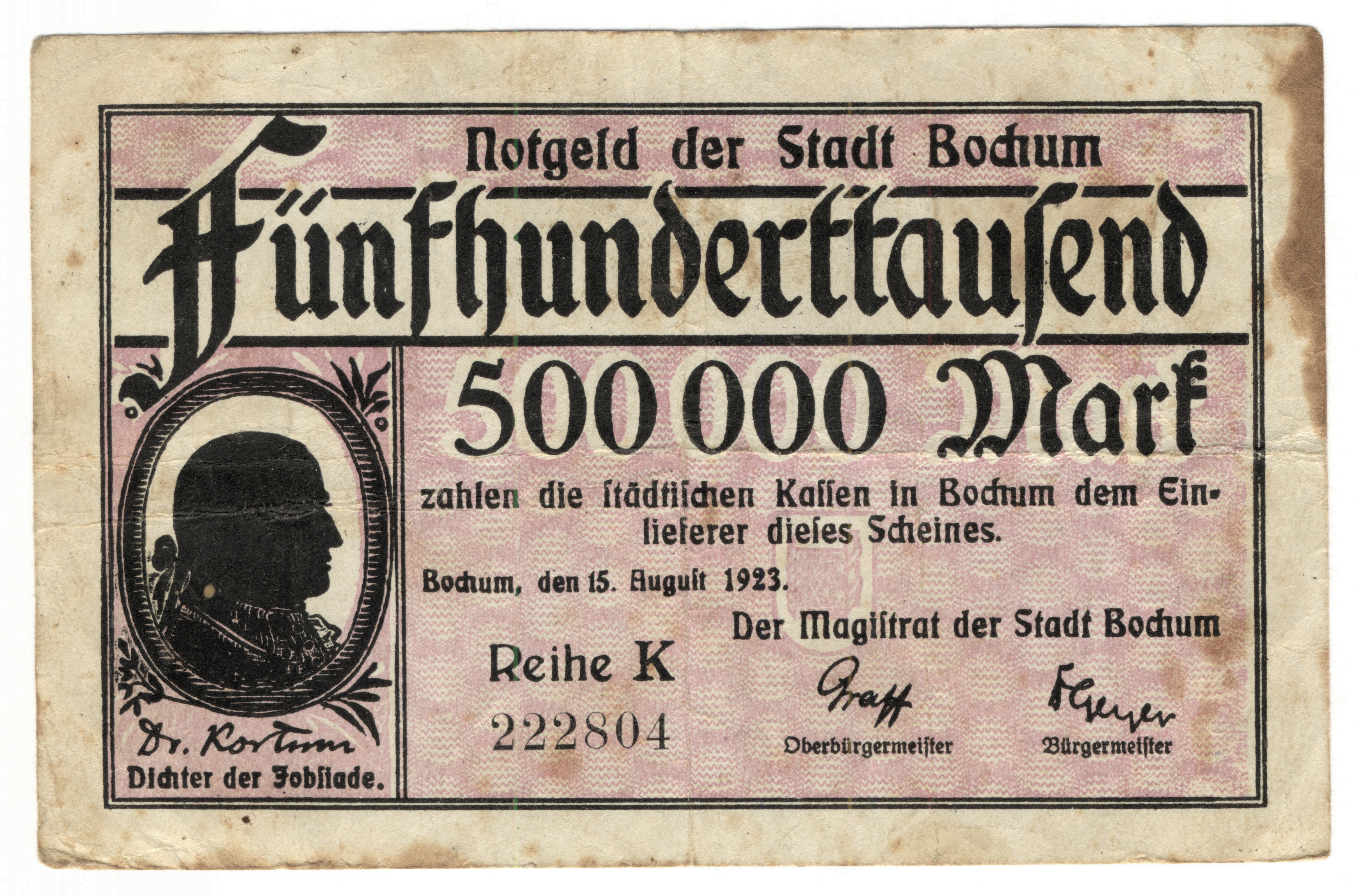
Notgeld der Stadt Bochum während der Hyperinflation 1923

### Französische Ruhrbesetzung 1923–1925
Ab dem 11. Januar 1923 besetzten französische Truppen das Ruhrgebiet, weil die Reparationsleistungen des Vertrags von Versailles nicht erfüllt wurden (Ruhrbesetzung). Bochum wurde am 15. Januar 1923 besetzt. An dem Abend war der erste Tote, der Schlosserlehrling Josef Birwe, im Rahmen der Ruhrbesetzung zu beklagen. Bei der Auflösung einer Versammlung vor dem Eisenbahnbetriebsamt an der Königsallee 47 wurde der unbeteiligte Jugendliche von einem Querschläger verletzt. Er wurde in Wiemelhausen begraben. Im Reichstag wurde seiner gedacht. Auf der Zeche Prinz-Regent wurde am 17. Februar 1923 der junge Arbeiter Erhard Sieghart durch einen Gewehrschuss getötet. Er hat ein Ehrengrab auf dem Friedhof Altenbochum. In der Innenstadt wurde am 22. Februar bei einem Zwischenfall der Arbeiter Robert Rose erschossen. Er wurde in der NS-Zeit als „gefallener Ruhrkämpfer“ von Wiemelhausen auf den Ehrenfriedhof auf dem Blumenfriedhof umgebettet. Im Verlaufe der Jahre der Besatzung wurden insgesamt neun Bochumer durch Soldaten oder Unfälle getötet und etliche verletzt. Auf dem Friedhof in Grumme wurde ein französisches Gräberfeld eingerichtet. Vier französische Soldaten wurden während der Besatzungszeit beigesetzt. Nach dem Ende der Besatzungszeit wurden sie nach Frankreich überführt.
Da die französischen Militärs die Schutzpolizei aus dem Besatzungsgebiet ausgewiesen hatten, übernahm die Berufsfeuerwehr zusammen mit anderen Personen als Ersatz den örtlichen Stadtschutz. Im Mai 1923 kam es zu Auseinandersetzungen zwischen kommunistischen Gruppen und dem Stadtschutz. Dabei kam es am 25. Mai zu einer Belagerung der Feuerwehrwache an der Südstraße und Kämpfen, die auch noch die nächsten Tage anhielten. Auf Wachposten stehend, wurde der Stadtobersekretär Fritz Blum angeschossen und starb am 30. Mai. Er wurde unter großer Anteilnahme der Bevölkerung auf dem Ehrenfriedhof des Blumenfriedhofes bestattet. Insgesamt gab es in den Maitagen sechs Tote und über 100 Verletzte.

Nach dem Abzug der Franzosen am 21. Juli 1925 wurde am 17. September 1925 die „Befreiungsfeier für Westfalen“ in Bochum abgehalten. Dazu kamen neben dem Reichspräsidenten Hindenburg viele prominente Vertreter der Reichsregierung und Westfalens. Über die Ereignisse veröffentlichte Paul Küppers ein umfangreiches Buch.

Luftbild der Bochumer Innenstadt 1931

### Aufschwung ab Mitte der 1920er Jahre
Die Radrennbahn an der Hattinger Straße wurde 1924 eröffnet. 1925 wurde ein Säuglingsheim gebaut, die spätere Kinder- und Jugendklinik. Der Omnibusbetrieb der BOGESTRA wurde 1926 in Bochum aufgenommen.
Vom 27. Mai bis zum 1. Juni 1926 fand in Bochum die Reichskolonialtagung statt. In diesem Rahmen fanden verschiedene Veranstaltungen mit hohen Gästen von außerhalb, wie Generalleutnant a. D. Ritter von Epp, statt. Als Hauptpunkt fand ein Festzug durch die Bochumer Straßen statt, bei dem für die Kolonialidee geworben und Eingeborene mittels Blackfacing dargestellt wurden.
Ein wirtschaftlicher Aufschwung folgte in den Jahren 1925 bis 1929. Das Friedrich-Lueg-Haus wurde 1925 als erstes Hochhaus Bochums eröffnet. Nach Plänen des bekannten Architekten Wilhelm Kreis wurden die Kommunalbank und die Verwaltung des Bochumer Vereins für das Werk Höntrop erbaut. Zahlreiche weitere Großbauten entstanden, wie das im Oktober 1929 eingeweihte Parkhotel Rechen, welches als bestes Hotel in Westdeutschland galt, die neue Polizeiwache an der Uhlandstraße im Stil des Backsteinexpressionismus oder, im Stil des Bauhauses, das Kino Lichtburg. Einen nicht unerheblichen Einfluss auf das Wachstum Bochums hatten der Oberbürgermeister Otto Ruer, der Bürgermeister Franz Geyer und der Kulturpolitiker Wilhelm Stumpf. Auch die Pläne für ein neues Rathaus wurden seinerzeit umgesetzt.

Bochum nach der Eingemeindungen 1929

In dieser Zeit wurden weitere Vororte dem Bochumer Stadtgebiet zugeschlagen. Durch Eingemeindungen (Altenbochum, Weitmar, Hordel, Riemke, Bergen (Bochum) sowie Teile von Eppendorf, Höntrop, Westenfeld (Bochum) und Teil von Eickel) kam Bochum 1926 auf 213.462 Einwohner und ca. 50 km² Fläche und 1929 nach weiteren Eingemeindungen (Gerthe (Bochum), Hiltrop, Harpen (Bochum), Werne (Bochum), Langendreer, Laer (Bochum), Querenburg, Stiepel (Bochum), Linden (Bochum), Dahlhausen (Bochum), Teil von Somborn) auf 322.514 Einwohner und auf eine Fläche von ca. 121 km². Nach den Eingemeindungen bezeichnet man sich damals als „… größte Kohlenstadt des Kontinents“. Das Stadtgebiet reichte nunmehr bis zum nördlichen Ruhrtal, und im Süden weiter als das ehemalige Amt Bochum. Allerdings wurde dem Bochumer Begehren nach Gebieten von Hattingen nicht entsprochen. Auch Versuche, die Gemeinden von Wanne, Eickel und Herne einzugemeinden, schlugen fehl. Somit gab es keinen Zugang zum wirtschaftlich wichtigen Rhein-Herne-Kanal, ebenso konnten andere Planungen, wie ein Stichkanal, nicht ausgeführt werden.

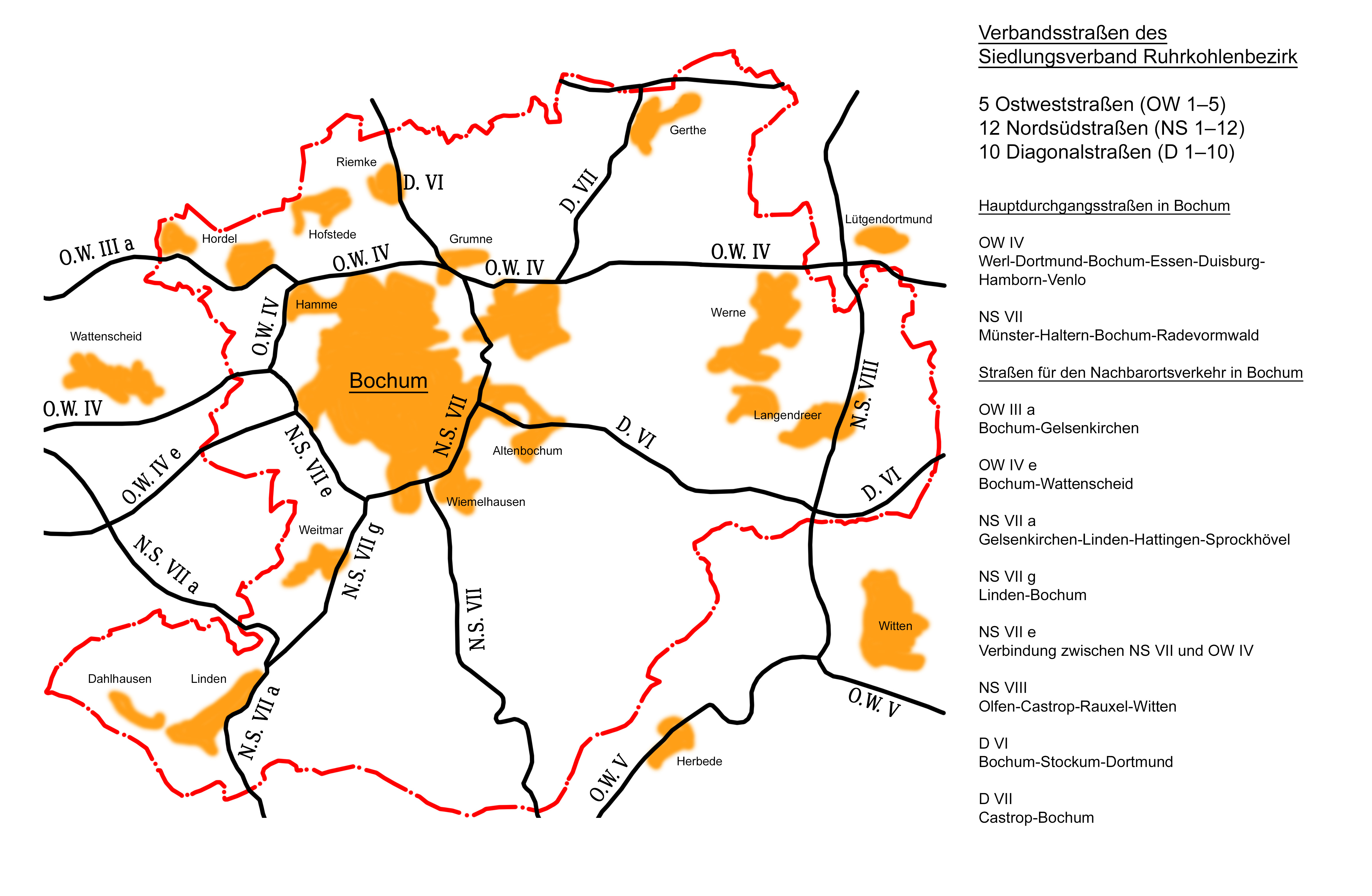
Planung und Bestand der Verbandsstraßen in Bochum und Wattenscheid in den 1930er

Der Siedlungsverband Ruhrkohlenbezirk (SVR), zu dem Bochum seit 1920 gehörte, plante seit Mitte der 1920er städteübergreifende Verbandsstraßen. Die Ost-West-Verbindung OW IV, der „Ruhrschnellweg“ (heute Autobahn A 40) von Werl nach Duisburg, wurde zu einer Hauptverkehrsader für Bochum. Um 1929 waren große Teile fertiggestellt. Zwischen der Stadtgrenze zu Wattenscheid bis zum Friedhof Grumme war die Straße nach einflussreichen Persönlichkeiten benannt:⁣ August-Brust-Ring (ab den 1930er Schlageter-Ring), Loebker-Ring, Otto-Hue-Ring (ab den 1930er ebenfalls Loebker-Ring), Gersteinring. Danach lief sie als Dortmunder Straße weiter. An der neuen Hauptstraße entstanden 1930 die Epiphaniaskirche, 1929 der damals als „Westdeutschlands modernster“ bezeichnete Schlachthof sowie im selben Jahr die zweite Feuerwache für Bochum an der Frida-Schanz-Straße. Dieses wurden nach dem Zweiten Weltkrieg die Hauptwache für Bochum.
Eine weitere Verbandsstraße, die damals nur geplant war, war die Nord-Süd-Verbandsstraße NS VII bzw. NS VII e. Später wurden aus der Planung der Bochumer Ring, heute die A 448, und der Sheffieldring. Die Verbindung über Linden nach Hattingen war als NS VII a, die spätere Königsallee als NS VII geplant. Diese wurde schon in den späten 1920er fertiggestellt, ab 1928 führte die Kemnader Brücke über die Ruhr. Die Koster Brücke nach Hattingen war schon 1925 eröffnet.
Das Deutsche Bergbaumuseum wurde 1930 von der Westfälischen Berggewerkschaftskasse und der Stadt Bochum gegründet. 1931 wurde das neue Bochumer Rathaus eröffnet, 1932 die neue Hauptpost.
Die Weltwirtschaftskrise von 1929 schlug sich auch in Bochum nieder. 1932 waren 37.000 Männer und 5.000 Frauen arbeitssuchend, Mitte des Jahres musste die Stadtverwaltung die Summe von 24 Mio. Reichsmark für Wohlfahrtspflege und Erwerbslosenfürsorge aufbringen.

## Nationalsozialismus, Gau-Hauptstadt und Zweiter Weltkrieg (1933–1945)

Erneutes Hissen der Hakenkreuzflagge, 13. März 1933

### NS-Zeit nach der Machtübergabe
In der Zeit des Nationalsozialismus war Bochum Verwaltungssitz vom Gau Westfalen-Süd der NSDAP. Seit 1928 hatte Bochum diese Funktion in der Organisation der Partei inne. Nach der Machtübergabe an die NSDAP vom 30. Januar 1933 kam es zu feierlichen Kundgebungen für Adolf Hitler. Sie erreichten aber nicht die Größe wie in anderen Städten. Die eigentliche Siegesfeier wurde sonntags darauf, am 5. Februar 1933, am Fuße des Bismarckturms im Stadtpark zelebriert. Am 12. Februar 1933 kam es zu einer Demonstration der Eisernen Front mit um 10.000 Teilnehmern. Bei der Kundgebung gab es Reden von Franz Vogt, Fritz Husemann und Heinrich König. Diese dürften vor ihrer Verhaftung und Verfolgung die letzten öffentlichen Auftritte der Politiker gewesen sein.
Am 14. März 1933, einen Tag nach der schon nur noch bedingt freien Stadtverordnetenwahl, wurde unter großen Pomp, unter anderem mit einem Aufmarsch der SA-Standarte 17, die Hakenkreuzfahne auf dem Bochumer Rathaus gehisst. Am 12. April 1933 wurde Adolf Hitler zum Ehrenbürger der Stadt Bochum ernannt. Im Dezember 1933 wurde die gemeindliche Selbstverwaltung ausgelöst, die Oberbürgermeister wurden nun von der NSDAP eingesetzt.
Schon direkt nach der Machtübertragung, aber spätestens offen ab März 1933 wurden in Bochum politische Gegner verhaftet und verfolgt (Otto Ruer, Fritz Husemann, August Bahrenberg, Heinrich König und viele andere). Etliche Gegner des NS-Staates wurden in wilden KZs misshandelt, wie in der ehemaligen Zeche Gibraltar. Ein weiterer Folterort waren in der Innenstadt die Plutogaragen, hinter dem Sitz der Gauleitung, an der Kanalstraße 40 (heute Nordring 61). Gleichzeitig wurden Zeitungen wie das sozialdemokratische Volksblatt verboten und die Gewerkschaftshäuser besetzt. In Bochum erfolgte die Bücherverbrennung am 9. Juni 1933 auf dem Kaiser-Friedrich-Platz.

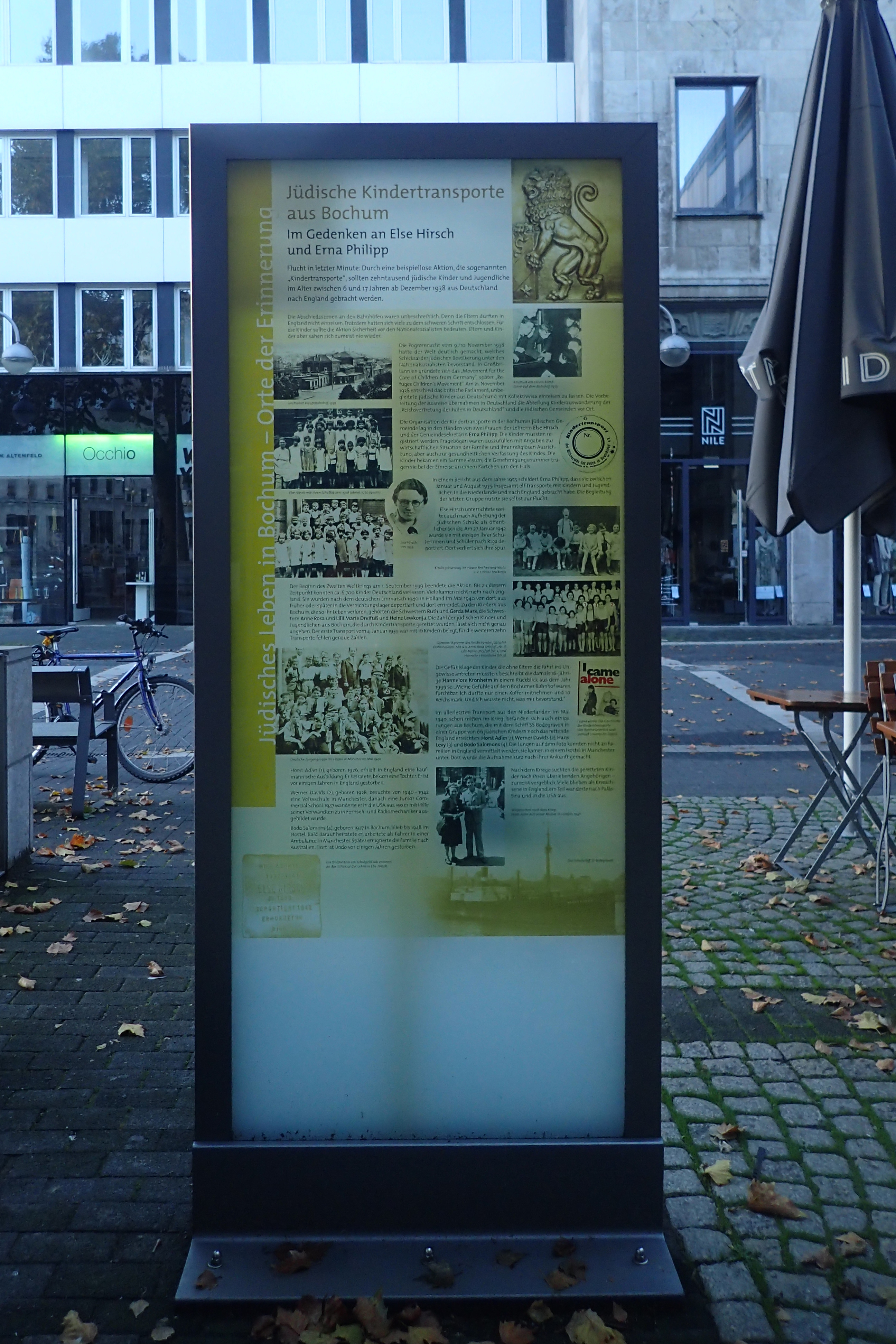
Ein Stelenweg erinnert an die jüdische Geschichte von Bochum. Hier die Stele zu Else Hirsch und den Kindertransporten.

Zur jüdischen Religionsgemeinschaft zählten in den 1930ern in Bochum und Wattenscheid um die 1.200 Personen. Wie überall im 3. Reich wurden schon ab dem 1. April 1933 jüdische Geschäfte boykottiert. Im Kaufhaus Kortum wurde ab August 1935 die „Bescheinigung über den erfolgreichen Vollzug der Arisierung“ in einer Vitrine im Eingangsbereich präsentiert. Am 9. November 1938 fand die Pogromnacht statt. In dieser wurde die Bochumer Synagoge in Brand gesetzt. Die ersten jüdischen Bürger wurden in die Konzentrationslager verschleppt, jüdische Einrichtungen und Wohnungen wurden zerstört. Im Dezember 1938 begann die jüdische Volksschullehrerin Else Hirsch mit der Organisation von insgesamt zehn Kindertransporten nach Holland und Großbritannien, um jüdische Kinder und Jugendliche zu retten. In Bochum sind 517 und aus Wattenscheid 83 jüdische Bürger namentlich bekannt, die in den folgenden Jahren bei der Shoa umkamen, davon waren 19 jünger als 16 Jahre alt.

Die Bochumer NS-Musterbetriebe, 1938

Bochum wurde in der Vorkriegszeit oft von hohen Vertretern des NS-Staates besucht, neben Adolf Hitler auch Reichswehrminister Werner von Blomberg, Heinrich Himmler, Alfred Rosenberg, Rudolf Heß und andere. Besonders der Bochumer Verein, insbesondere die Verwaltung an der Essener Straße mit dem Blick auf das Röhrenwalzwerk im Werk Höntrop, war ein beliebtes Ziel; einer der Gäste war der Edward, Duke of Windsor am 16. Oktober 1937. Auch Reichsminister Göring war dort am 9. Mai 1935 Gast, bevor er das vom Bochumer Verein gegossene Schwertdenkmal einweihte. Dieses vom Bildhauer Willy Meller und dem Architekten Emil Rudolf Mewes entworfene Ehrenmal mit der Inschrift „Der Gott, der Eisen wachsen ließ, der wollte keine Knechte“ war gefallenen Werksangehörigen des Bochumer Vereins gewidmet. Mehrere Bochumer Firmen wurden als „Nationalsozialistische Musterbetriebe“ ausgezeichnet, darunter im Jahr 1937 der schon erwähnte Bochumer Verein, die Bochum-Gelsenkirchener Straßenbahnen AG und die Schlegel-Scharpenseel-Brauerei. 1939 erhielten auch der Bochumer Anzeiger und die Westfalenbank diese Auszeichnung. Die Glocke der Olympischen Sommerspiele 1936 in Berlin mit der Inschrift „Ich rufe die Jugend der Welt“ wurde vom Bochumer Verein gegossen und im Dezember 1935 für einige Zeit auf dem Rathausvorplatz ausgestellt. Durch den Bau einer Kaserne am Castroper Hellweg von 1937 bis 1939 wurde Bochum zur „Garnisonstadt einer Flugabwehr-Einheit“.

Trauerhalle des neuen Hauptfriedhofs, 1938

In der Stadtentwicklung der Vorkriegszeit waren zwei Ereignisse bedeutend, die Gründung des Bochumer Tierparks im Jahr 1933 sowie im April 1935 die Eröffnung des neuen Hauptfriedhofes am Freigrafendamm. Weiterhin wurde beim Bergbau-Museum ab 1936 ein Besucherbergwerk eingerichtet. Das Bochumer Schauspielhaus hatte bereits in den 1920er Jahren viel Aufmerksamkeit mit thematischen Wochen (so der Shakespeare-Woche 1928) auf sich gezogen. Dies wurde in den 1930ern fortgesetzt, so mit der Aufführung aller dramatischen Werke von Schiller 1934 und der Zweiten Shakespeare-Woche mit allen Römerdramen 1937. Diese Aufführungen begründeten den deutschlandweiten Ruf des Theaters. In diese Zeit fällt auch die Gründung der Westfälischen Schauspielschule im Jahr 1939.
Über Deutschland Grenzen hinaus bekannt wurde auch der Bochumer Radsport, hauptsächlich durch die Erfolge von Walter Lohmann, der bei Radrennen der Steher im Jahr 1937 Weltmeister wurde und in Amsterdam 1938 auf den zweiten Platz kam. Der VfL Bochum 1848 e. V. entstand am 14. April 1938. Damals wurden im Zuge der Gleichschaltung auf Anordnung des nationalsozialistischen Fachamtes Fußball in etlichen Städten des Großdeutschen Reichs die konkurrierenden Vereine in einem zentralen Großverein konzentriert. So wurden auch in Bochum der Turnverein 1848, der TuS Bochum 08 und Germania Bochum zum VfL Bochum 1848 zusammengeschlossen. Die Jahreszahl 1848 hat der VfL vom TV 1848 übernommen.

### Der Zweite Weltkrieg
Während des Zweiten Weltkrieges wurden viele Denkmäler als „Metallspende an den Führer“ eingeschmolzen, darunter auch der Kuhhirte und die Statue des Grafen Engelbert.

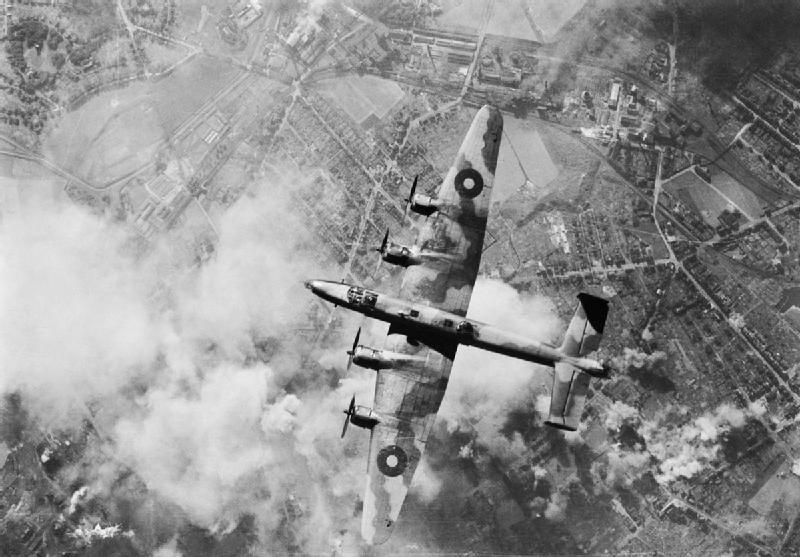
Ein Tagesangriff am 12. Oktober 1944. Über dem Flügel des Flugzeugs ist die Zeche Hannover und links oben die Siedlung Dahlhauser Heide, die Kläranlage und das Zwangsarbeiterlager der Zeche Hannover zu erkennen.

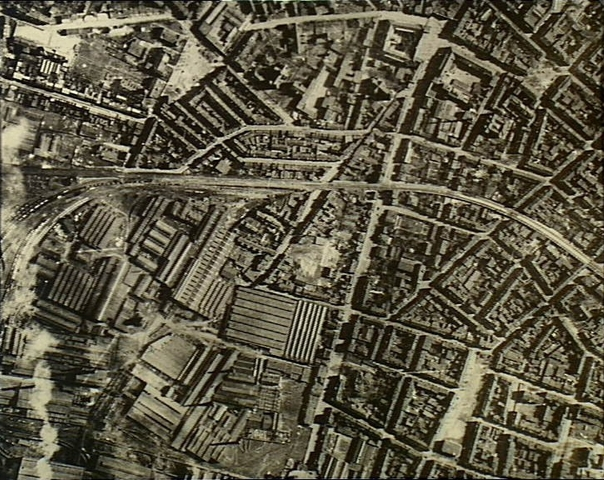
Bochum und die Gussstahlfabrik Bochumer Verein, 1944

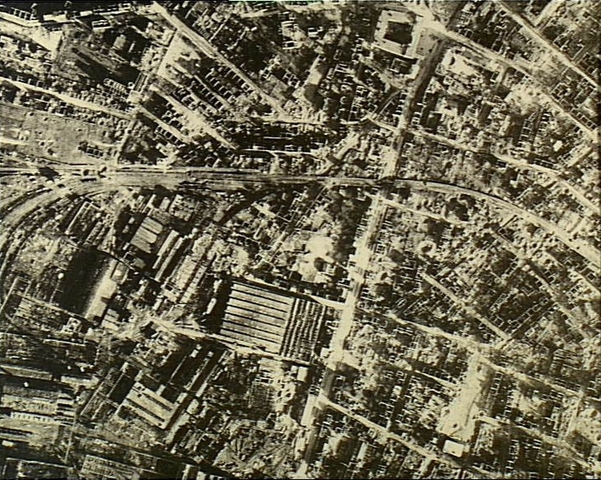
Bochum und der Bochumer Verein nach den Angriffen der RAF, November 1944

Seit Beginn des Krieges wurden Kriegsgefangene und Fremdarbeiter unter Zwang für die ausfallende Arbeitskraft der Soldaten im Bergbau, in der Industrie oder auch beim Bunkerbau eingesetzt. Mit dem 16. Mai 1940 begannen die ersten Luftangriffe auf Bochum. Der Bau von Luftschutzbunkern in Bochum und Wattenscheid wurde Ende 1940 begonnen. Es wurden zuerst hauptsächlich untertägige Luftschutzbauten gebaut. Allerdings blieben die Angriffe die ersten beiden Jahre relativ gering. Ein erster größerer Angriff ereignete sich am 2. Juni 1942 auf den Stadtteil Dahlhausen. In Bezug auf die folgenden Jahre war es aber nur ein mittelschwerer Angriff. In der Nacht vom 13. auf den 14. Mai erfolgte beim ersten Großangriff erstmals ein massiver Abwurf von Spreng- und Brandbomben. Weitere Großangriffe folgten am 13. Juni, 26. Juni und 10. Juli 1943 im Rahmen des Battle of the Ruhr. Dabei wurden unter anderem das Haus Weitmar, die Christus-, Paulus- und Johanniskirche sowie Teile des Rathauses zerstört. Es folgten weitere 150 größere Bombenangriffe auf Bochum, davon weitere 8 Großangriffe. Insgesamt sollten 550.000 Bomben auf der Stadt niedergehen. Am 17. Mai 1943 erfolgte im Rahmen der Operation Chastise die Sprengung der Möhnetalsperre, wodurch es Überschwemmungen im Bochumer Süden gab. Durch die steigende Zahl der Luftangriffe suchten etliche Bewohner Schutz auf dem Land. Es wurden mehr als 16.000 Schulkinder (rund 41 v. H.) im Rahmen der Kinderlandverschickung (KLV) oder durch verwandtschaftliche Hilfe aus dem Ruhrgebiet evakuiert. Vom 26. Juni bis zum 15. Juli 1943 erfolgte dann die Verlegung von weiteren rund 16.000 Schulkindern in die für Bochum als Auffanggebiet bestimmte Provinz Pommern, sowie auch nach Bayern. Nur ein kleiner Rest an Kindern hielten sich in den letzten Kriegsjahren in Bochum auf. Ein wichtiges Ziel unter anderem war der Bochumer Verein als drittgrößter Betrieb der Vereinigten Stahlwerke AG.
Kriegsbedingt kam es kaum zu neuen vollendeten Bauten außerhalb des Luftschutzes. Nur das Krematorium des Hauptfriedhofes wurde 1942 eingeweiht. Nur einige wenige im „Geist der Großmannsucht geborene“ Pläne wurden begonnen, wie der Baubeginn zu einer Waldschule in Rechener Park als Ersatz nach der Verlegung der Gauleitung Süd in die Schillerschule, oder ein unnötiger Ausbau des Schützenhofes.
Der Mangel an Arbeitskräften machte sich im Laufe des Krieges immer stärker bemerkbar. So wurde in Bochum u. a. ein Außenlager des KZ Buchenwald an der Brüllstraße errichtet, um Häftlinge beim Bochumer Verein zu beschäftigen. Im Spätherbst 1944 waren insgesamt etwa 32.500 Zwangsarbeiter und -arbeiterinnen und Kriegsgefangene in Bochum registriert und es gab mehr als 100 Lager (siehe Zwangsarbeit in Bochum und Wattenscheid). Vor dem Einmarsch der Alliierten gab es bei Kriegsendphaseverbrechen in Bochum und Wattenscheid über 48 Tote. So wurden 20 Gefangene im Sitz der Gestapo an der Bergstraße erschossen und im Stadtpark verscharrt. Am 24. März 1945 wurden in „Ausführung“ des „Fliegerbefehls“ unter anderen am 24. März 1945 vier britische Flieger gelyncht. Ein anderes Opfer war ein Bochumer Feuerwehrmann, der einen abgeschossenen US-amerikanischen Flieger schützen wollte; er wurde in derselben Nacht von der Gestapo erschossen. Auf über 12 Friedhöfen im Stadtgebiet wurden über 2.250 Fremd- und Zwangsarbeiter, teils in „Kriegsgrabstätten für im II. Weltkrieg Gefallene verschiedener Nationen“, zur letzten Ruhe gebettet.
Am 4. November 1944 erfolgte der schwerste Angriff auf Bochum. Die Royal Air Force setzte 749 Bomber ein. Ab 19.00 Uhr trafen binnen einer Stunde 10.000 Sprengbomben und über 130.000 Brandbomben die Stadt. Dadurch starben 1.300 Menschen, 2.000 wurden verwundet und 70.000 wurden obdachlos. Das Schauspielhaus, das Bergmannsheil, die Radrennbahn, das Amtsgericht neben dem Gerichtsgefängnis, der Hauptbahnhof, die Gütergleise und die Schwimm- und Badeanstalt wurden nun restlos zerstört. Das Rathaus erlitt einen Treffer, bei dem der Glockenturm und der Sitzungssaal zerstört wurden, trotz des Brandes des Daches konnte eine komplette Zerstörung verhindert werden. Zur Unterstützung der Feuerwehr wurden 50 auswärtige Bereitschaften mit 300 Feuerspritzen eingesetzt. Durch die vorangegangenen Zerstörungen und die Trümmer gestaltete sich der Einsatz äußerst schwierig, in einigen Stadtteilen mussten ganze Straßenzüge ihrem Schicksal überlassen werden. Fatal für den Rest des Krieges wirkte sich auch die Zerstörung der Hauptfeuerwache an der damaligen Südstraße (heute ungefähr Claudius-Höfe) aus. Die bei dem Angriff umgekommenen Bochumer wurden zu einem großen Teil bei einer Trauerfeier am 10. November auf dem Hauptfriedhof bestattet. Die Bevölkerung wurde nun so weit wie möglich evakuiert.
Der letzte Großangriff erfolgte am 18. März 1945, ein Angriff auf die Chemischen Betriebe Amalia und Langendreer am 22. März 1945 war der letzte strategische Bombenangriff, es folgten beim Einmarsch noch Angriffe von Jagdbombern. Infolge der Angriffe im Luftkrieg wurde über 20 Prozent der Bauten in Bochum komplett zerstört, im Innenstadtbereich waren die Gebäude zu 60 Prozent vollkommen zerstört und weitere 30 Prozent teils schwer beschädigt. Neben der Innenstadt waren die angrenzenden Ortsteile Griesenbruch und Ehrenfeld schwer zerstört. Bis heute werden regelmäßig Fliegerbomben als Bombenblindgänger gefunden und müssen durch den Kampfmittelräumdienst entschärft werden. Weiterhin gab es 1945 den Befehl, „als die Fortführung des Krieges schon längst als ein Verbrechen am Volke erkannt war“, an die Feuerwehr, Waffenkompanien aufzustellen; am 9. April 1945 wurde sie mit allem noch vorhandenen Gerät aus Bochum abkommandiert, die Stadt war des Feuerschutzes entblößt.
Anfang April 1945 schlossen die alliierten Streitkräfte das Ruhrgebiet im Ruhrkessel ein. Am 10. April 1945 marschierten das 313th Infantry Regiment, Teil der 79th Infantry Division der US-Amerikaner in die Bochumer Innenstadt ein. Der Bürgermeister Franz Geyer Geyer übergab ihnen die Stadt. Die hohen NS-Funktionäre, darunter der Oberbürgermeister Hesseldieck, waren kurz vorher in das noch sichere Sauerland „abkommandiert“. Im Bochumer Raum gab es nur wenige Kampfhandlungen, darunter in Langendreer. Die letzten Gefechte fanden im Bochumer Süden in Weitmar, Linden und Dahlhausen um den 15. April statt. Kurz danach ging die Besatzungsverwaltung von Bochum an die britischen Truppen über und die Stadt gehörte nun zur Britischen Besatzungszone. Von der britischen Militärverwaltung wurden in Bochum zwei DP-Lager eingerichtet zur Unterbringung sogenannter Displaced Persons. Die Mehrzahl von ihnen waren ehemalige Zwangsarbeiter aus Polen.
Für den Raum Bochum endete damit die kriegerischen Handlungen knapp einen Monat vor der Bedingungslosen Kapitulation der Wehrmacht am 8. Mai 1945. Es wurden 3617 Menschen bei den Bombardierungen getötet, 478 Bochumer wurden vermisst und 4749 verwundet. Außerdem wurden 336 Ausländer getötet und 285 verletzt. Weiterhin waren über 7.000 tote Soldaten aus Bochum zu beklagen und 1948 waren noch über 8.000 Bochumer vermisst oder in Gefangenschaft. Nach zwölf Jahren Diktatur lag die Stadt in Trümmern und hatte einen ihrer größten Einschnitte in der Stadtgeschichte erlebt.

## Wiederaufbau, Wirtschaftswunder und Kohlekrise (1945–1973)

### Die Stadt in Trümmern, Wiederherstellung der Demokratie
Lebten Anfang Juni 1939 noch 312 891 Personen in Bochum, war im März 1945 die niedrigste Zahl mit 161 590 Personen erreicht. Bei der Volkszählung im Oktober 1946 wurden bereits wieder 246 217 Personen gezählt, mit einer deutlichen Überhand der weiblichen Bevölkerung von 131 268 zur männlichen Bevölkerung mit 114 949 Personen. Eine Rückkehr nicht-lebenswichtige(r) Arbeiter war nach einer öffentlichen Bekanntmachung der britischen Militärregierung im Herbst 1945 aufgrund der Lage im Ruhrgebiet äußerst unerwünscht. Das Leben in den Trümmern war durch Hunger, Mangel und gesundheitliche Probleme gekennzeichnet. So brach im Mai 1945 in Gerthe und Harpen eine Typhusepidemie aus. Auch die Heimkehrer brachten oft Krankheiten mit. Der strenge Winter 1946 / 1947 und die Dürre im folgenden Sommer belasteten die Menschen zusätzlich. Am 15. August 1947 eröffnete die Stadt Bochum eine Erholungsstätte für heimkehrende Kriegsgefangene. Die meist aus der UdSSR zurückkehrenden Männer wurden hier vier Wochen, in besonderen Fällen acht Wochen zur Erholung untergebracht. 881 Heimkehrer fanden Aufnahme bis zur Schließung am 31. Oktober 1950. Ab Oktober 1947 begann man den Umbau von Luftschutz-Deckungsgräben zu Behelfswohnungen, um dringend benötigten Wohnraum für Flüchtlinge zu schaffen. Durch das Einsetzen von Zwischenwänden ließen sich je nach Größe 1 bis 2 Drei-Zimmer-Wohnungen herrichten. Es wurde überall improvisiert, um in diesen Umständen zu überleben. So verbesserte sich die hygienische Situation, als Anfang 1948 in den Trümmern des ehemaligen Luxushotels Parkhotel Haus Rechen eine Badeanstalt mit 42 Wannen- und 45 Brausebädern errichtet wurde.

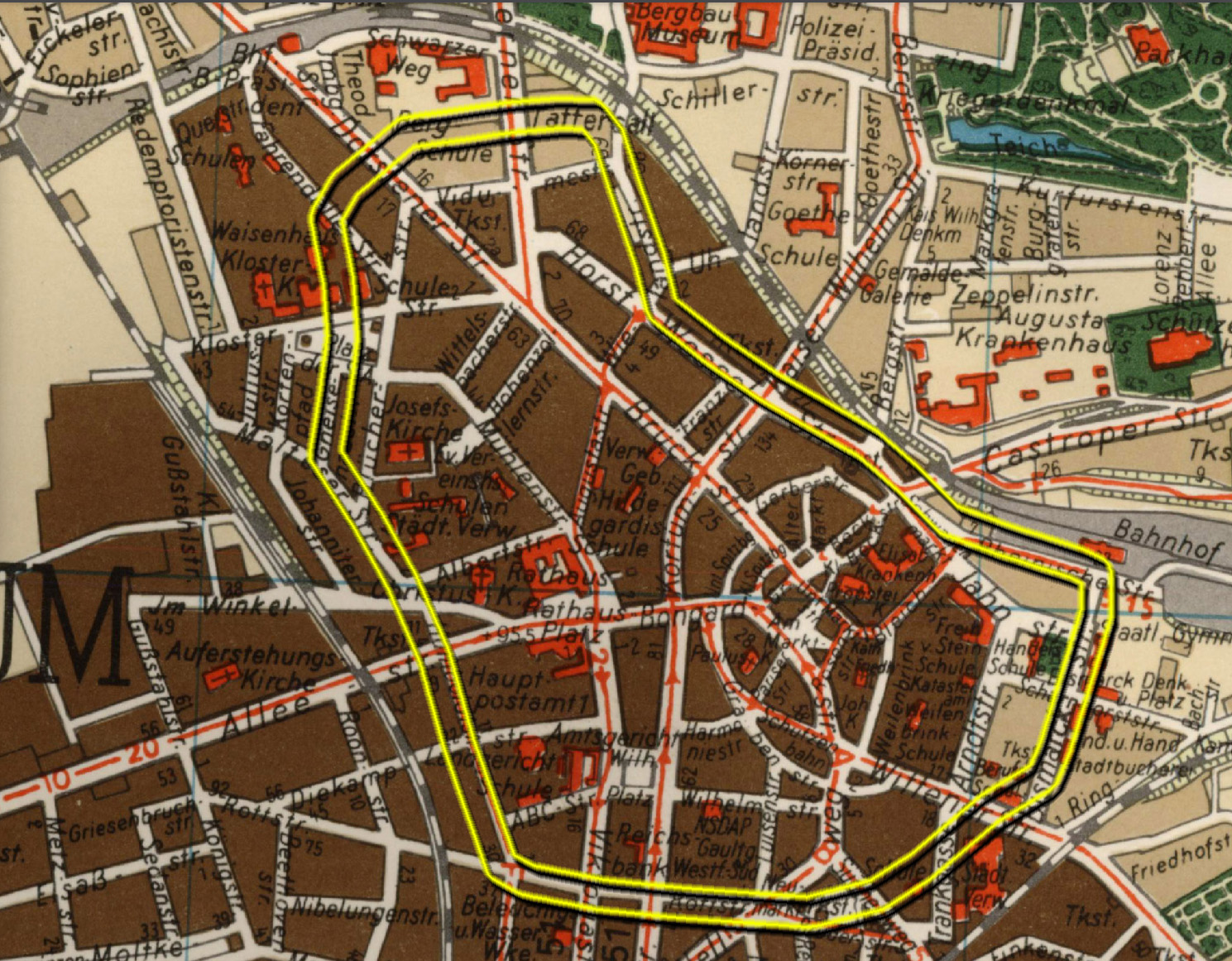
Der neue Innenstadtring von Bochum

Nach dem Krieg gab es in Bochum um die 4 Millionen m³ Trümmer zu räumen. Mit der Verordnung zur Trümmerbeseitigung vom 31. Mai 1946 begann die planmäßige Enttrümmerung. Am 1. Oktober 1948 wurde dann der Neuordnungsplan für die Stadt verabschiedet. Dieser Plan, federführend vom Stadtbaurat Clemens Massenberg entwickelt, sah eine vollkommen neue Verkehrsführung vor. Straßen wurden verbreitert und der Hauptbahnhof verlegt. Im Gegensatz zu anderen Städten in Deutschland besaß Bochum keine mittelalterliche Stadtbefestigung, auf der dann meist im 19. Jahrhundert eine Ringstraße angelegt wurde. In verschiedenen Planungen von 1910, 1919, 1929/33 und 1936 waren das Anlegen einer Ringstraße geplant. Aber erst im Wiederaufbau konnte der bisher nicht vorhandene Innenstadtring gezogen werden. Teils wurden bestehende Straßen verbreitert, in Teilen des Nord- und Westrings sowie am Kurt-Schumacher-Platz wurde eine neue Straßensituation geschaffen. Die Verwirklichung der Neuordnung dauerte bis in die 1960er. Bochum war damit die erste Großstadt in Nordrhein-Westfalen, die einen Neuordnungsplan entwickelte. Auch in den Vororten fand Wieder- und Neubau statt. So wurde im Juni 1947 in Querenburg mit dem Bau einer Siedlung für die Zeche Klosterbusch begonnen, der ersten Bergarbeitersiedlung in Deutschland nach dem Krieg. Als am 29. April 1949 die größte Trümmerverwertungsanlage am Springerplatz den Betrieb aufnahm, waren bereits über 1 Million m³ Trümmer geräumt. Trotzdem gab es noch Jahre nach dem Krieg Behelfswohnraum. Der Hochbunker an der Baarestraße und der Tiefbunker am Imbuschplatz dienten als Unterkünfte für Ausgebombte und Flüchtlinge und waren bis wenigstens 1952 als solche genutzt. Im Bunker Baarestraße wurden 1952 55 Familien mit 87 Personen und im Bunker Imbuschplatz 18 Familien mit 31 Personen im Verwaltungsbericht erwähnt.

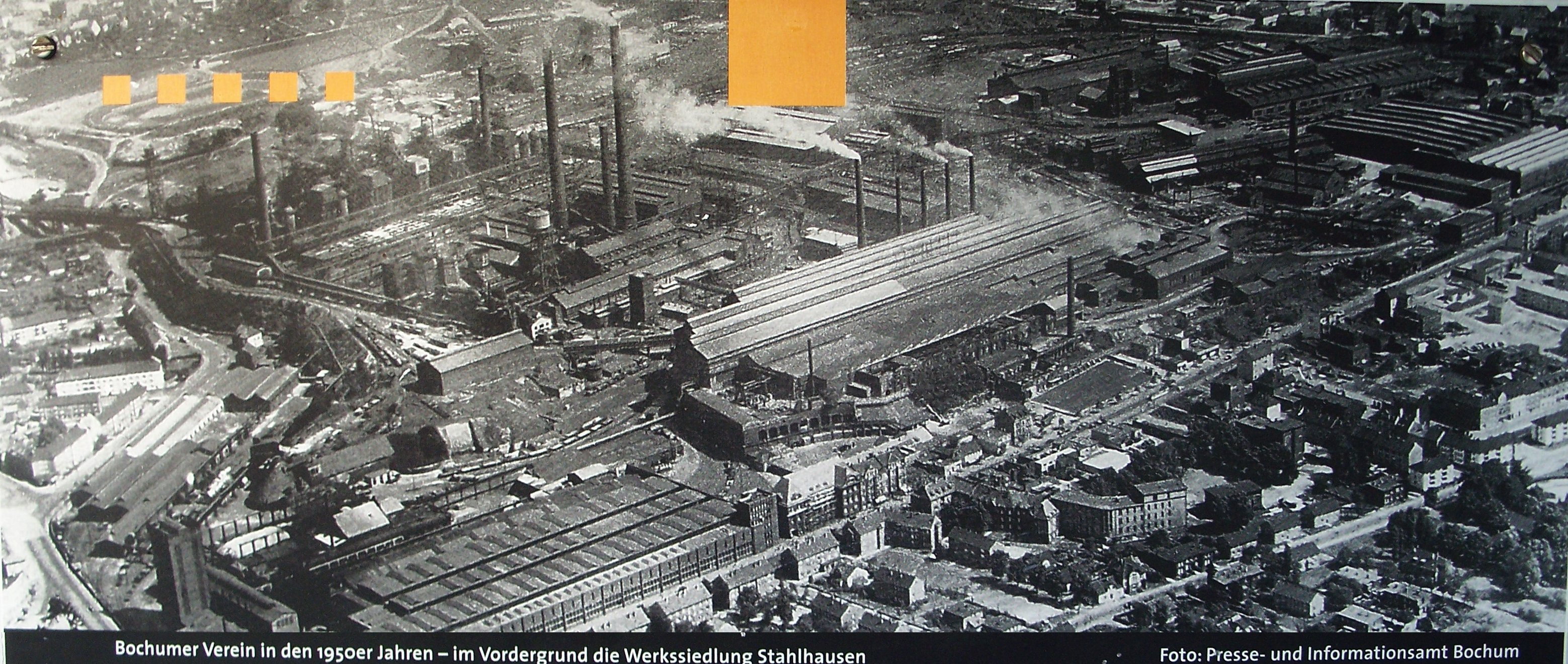
Luftbild des Stammgeländes des Bochumer Vereins, 1950er. Heute ist hier der Westpark.

Im kleinen Umfang starte bald nach dem Kriegsende auch wieder das kulturelle Leben. Ab dem 12. Juli 1945 konnte das Bochumer Orchester einen bescheidenen Konzertbetrieb aufnehmen. Schon am 17. Dezember 1945 wurde im Stadtpark-Restaurant, dem sogenannten „Parkhaus“, im Stadtpark Bochum, das erste Theaterstück gespielt. An dem Ort fand bis zum Wiederaufbau des Theaters 1953 der Spielbetrieb statt. Die Volkshochschule wurde am 16. Oktober 1946 gegründet. Neben Vorträgen und Kursen in Schulen wurden durch zwei Dozenten auch 15 Bergarbeiter- und Bauarbeiterlager betreut. Die erste Bochumer Zeitung nach dem Krieg erschien am 18. August 1945 als Lokalausgabe der in Essen erscheinenden Ruhr-Zeitung. Fünf weitere folgten im Jahr 1946. Am 3. April 1948 wurde in Bochum die Westdeutsche Allgemeine Zeitung gegründet. Im Jahr 1946 wurde von der Besatzungsmacht der Befehl zur Demontage wichtiger Produktionsanlagen des Bochumer Vereins gegeben. Beim Beginn Anfang 1949 wurden diese Vorhaben durch passiven Widerstand teilweise blockiert.
Die alliierten Besatzungsstreitkräfte ernannten zuerst einen Stadtausschuss, welcher die Stadt lenkte. Die neue Kommunalverfassung wurde von der Militärregierung der Britischen Besatzungszone nach britischem Vorbild eingeführt. Am 13. Oktober 1946 erfolgte die erste freie Kommunalwahl seit 17 Jahren. Der im selben Jahre am 8. März 1946 von der britische Militärregierung zum Oberbürgermeister bestimmte Willi Geldmacher wurde am 30. Oktober von der Stadtverordnetenversammlung im Amt bestätigt und damit der erste gewählte Oberbürgermeister nach dem Zweiten Weltkrieg. Dieser Funktion war eine ehrenamtliche Repräsentation der Stadt. Des Weiteren gab es in einer Doppelspitze einen hauptamtlichen Oberstadtdirektor als Leiter der Stadtverwaltung. Der bereit 1946 als Stadtdirektor benannte Gerhard Petschelt übernahm dieses Amt 1952 und blieb es für 24 Jahre, in den Zeiten der Kohlenkrise und des Strukturwandels. Mit der Gründung der Bundesrepublik Deutschland wehte auch auf dem Rathaus wieder die Schwarz-Rot-Goldene Flagge.

### „Wirtschaftswunderzeiten“

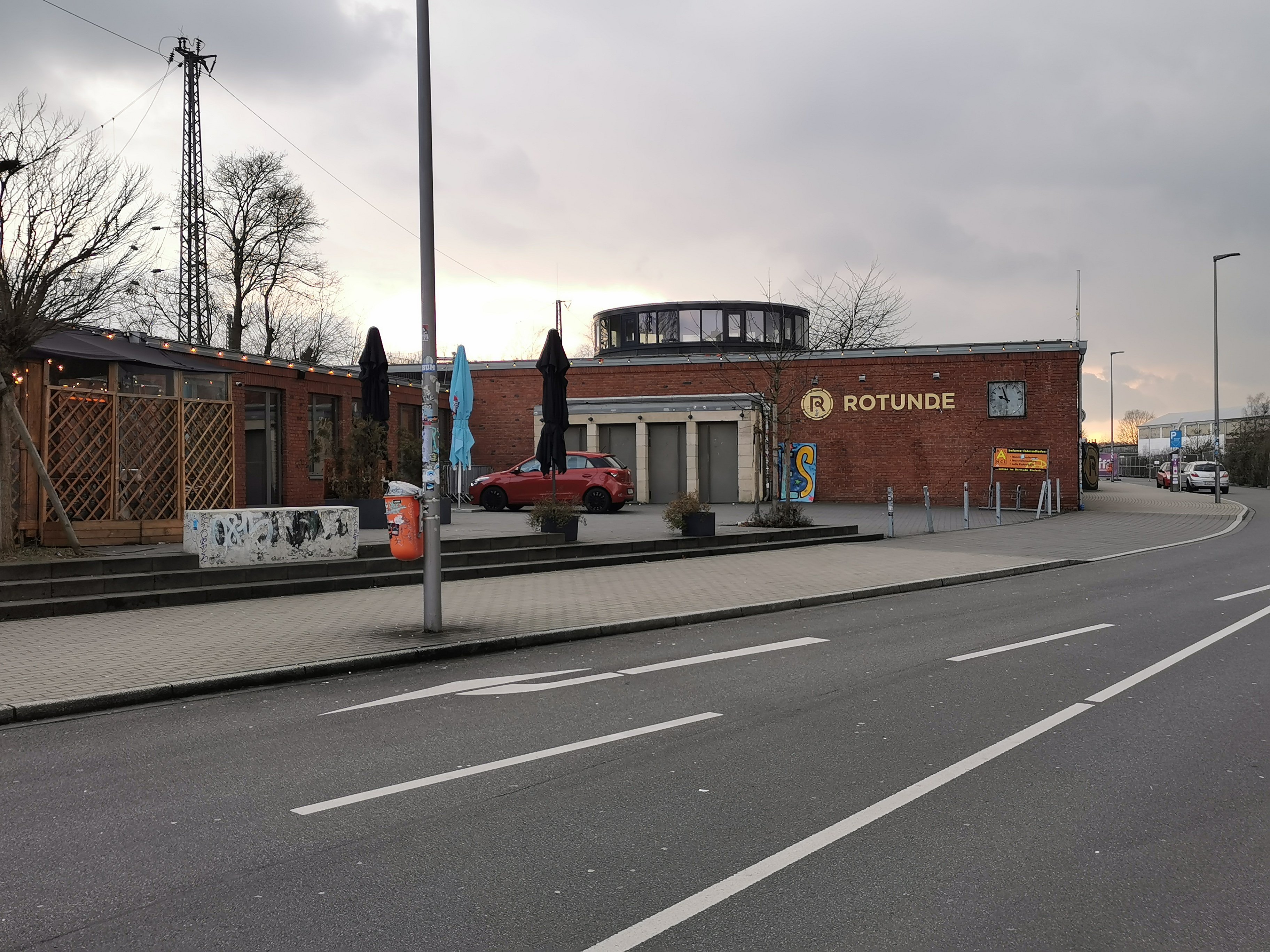
Der „Katholikentagsbahhof“, heute die Rotunde

Der 73. Deutsche Katholikentag fand vom 1. bis 4. September 1949 unter dem Motto „Gerechtigkeit schafft Frieden“ als erstes Großereignis nach dem Krieg statt. Für die Anreise der Teilnehmer wurde eigens anstelle des im Krieg zerstörten Bochumer Hauptbahnhofs ein provisorischer Neubau errichtet, der Katholikentagsbahnhof. Der Bochumer Verein engagierte sich nicht ganz uneigennützig für die Veranstaltung, um die ehemalige Kanonenhalle (Mechanische Werkstatt II), auch B. V. Halle genannt, vor der Demontage zu retten. 60.000 Menschen kamen zur Eröffnungsveranstaltung in der Halle zusammen. Knapp 600.000 Menschen besuchten den Abschlussgottesdienst auf einem eigens angelegten Festplatz. Der Hochaltar ergab mit den Hochöfen des Bochumer Vereins eine eindrucksvolle Kulisse.
Die Halle, die sich als passend für Großveranstaltungen gezeigt hatte, war bis Ende der 1950er die größte „Veranstaltungshalle“ im mittleren Ruhrgebiet. Dort fanden neben Sportveranstaltungen, z. B. den Deutschen Kunstturn-Meisterschaften 1951, auch die Übergabe von Glocken des Bochumer Vereins an die Weltfriedenskirche in Hiroshima statt.
Die Halle wurde in den 1950ern für viele Bundes- und Landestreffen von Vertriebenen aus den ehemaligen deutschen Gebieten genutzt, oft mit Zehntausenden Besuchern. Von allein 14 Treffen wird in der Bochumer Jahresschau berichtet, teils mit hochrangigem Besuch. Dies hat Bochum über Deutschland hinaus den nicht immer glücklichen Ruf eingetragen, die Stadt der Vertriebenentreffen zu sein. Es war mit ein Grund dafür, die Nutzung der B. V. Halle aufzugeben und in den frühen 1960ern die Ruhrlandhalle als neuen Veranstaltungsort zu errichten.
Anlässlich des „Bundestreffens der Ostpreußen“ in Bochum übernahm die Stadt am 8. Mai 1953 die Patenschaft für die Kreisgemeinschaft Neidenburg, eine Vereinigung der vertriebenen deutschen Bevölkerung aus Stadt und Kreis Neidenburg. Neidenburg war der ehemalig südlichste Kreis in Ostpreußen. Im Jahr 1961 wurde in der Neidenburger Siedlung in Riemke ein Gedenkstein mit der Inschrift Kreis Neidenburg / Stadt Bochum / Schicksalhaft verbunden / 8. Mai 1953 enthüllt. Im selben Jahr wurde auch die erste ständigen Ausstellung des Patenkreises Neidenburg in Haus Kemnade eröffnet. Heute ist die Ausstellung Neidenburger Heimatstube im Amtshaus Werne zu finden.

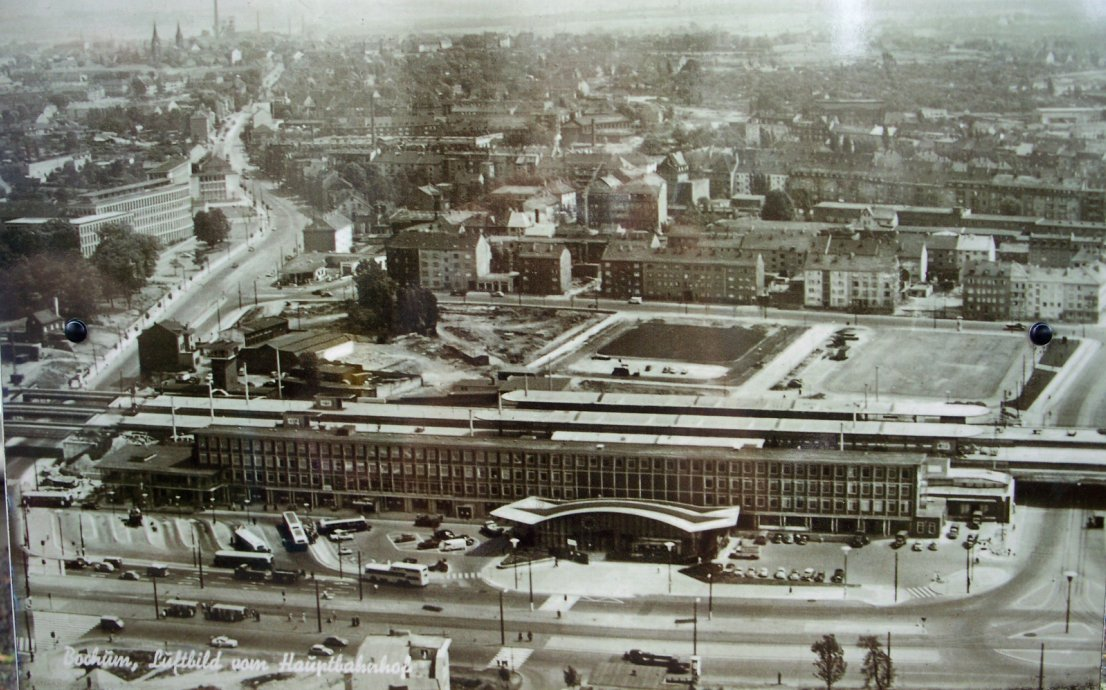
Der neue Bochumer Hauptbahnhof und die östliche Innenstadt um 1958

Die Instandsetzung von Gebäuden und Wohnungen, die beschädigt worden waren, war Ende 1949 weitestgehend abgeschlossen. Es begann die Phase von Wiederaufbau und Neubauten, wodurch gerade die Innenstadt ein vollkommen neues Gesicht bekam. Der Neubau des Stadtbades, welches am 17. Dezember 1952 eingeweiht wurde, erregte mit seinen technischen Neuerungen bundesweite Aufmerksamkeit. So fanden hier 1953 auch Deutsche Meisterschaften statt. Nachdem das Parkhaus im Stadtpark seit Dezember 1945 als Ausweichbühne gedient hatte, konnte mit der Eröffnung des Schauspielhauses Bochum am 23. September 1953 der reguläre Betrieb wieder aufgenommen werden. Einer der größten Punkte der Neugliederung der Stadt war die Verlegung des Hauptbahnhofes und die Konzentration von zwei zentralen Bahnhöfen auf den neuen Bahnhof. Die damit verbundenen Veränderungen an Bahnanlagen, die Neuanlage von Straßen, Veränderungen der Straßenbahnlinien und neue Ausrichtung der Innenstadt waren ein heute kaum vorstellbares Unternehmen, das erst mit dem neuen Hauptbahnhof in Berlin wiederholt wurde. Erstmals besaß Bochum auch einen zentralen Busbahnhof. Am 30. Mai 1957 wurde der neu gebaute Hauptbahnhof in Betrieb genommen, die Eröffnung erfolgte am 6. Juni 1957.
Auch in den Vororten wurde stark gebaut. Aus Mitteln des Marshallplans wurde an der Gerther Heide von 1953 bis 1956 für Bergarbeiter eine Siedlung mit 383 Wohnhäusern erbaut. Eine der Siedlungen für sogenannte „Sowjetzonenflüchtlinge“ wurde mit 408 Wohnungen an der Buselohstraße Mitte der 1950er errichtet. Zu diesem Zeitpunkt befanden sich 44.305 anerkannte „Heimatvertriebene und Sowjetzonenflüchtlinge“ in Bochum, damit hatten 13 % der Bevölkerung ein Fluchthintergrund. Als erster Schulneubau nach dem Zweiten Weltkrieg wurde 1952 die großflächig gebaute Eifelschule (heute Hilda-Heinemann-Schule) in Hiltrop eingeweiht. Bis 1957 waren 25 neue Schulen gebaut. Der Neubau der Hildegardis-Schule wurde am 13. November 1957 eingeweiht.

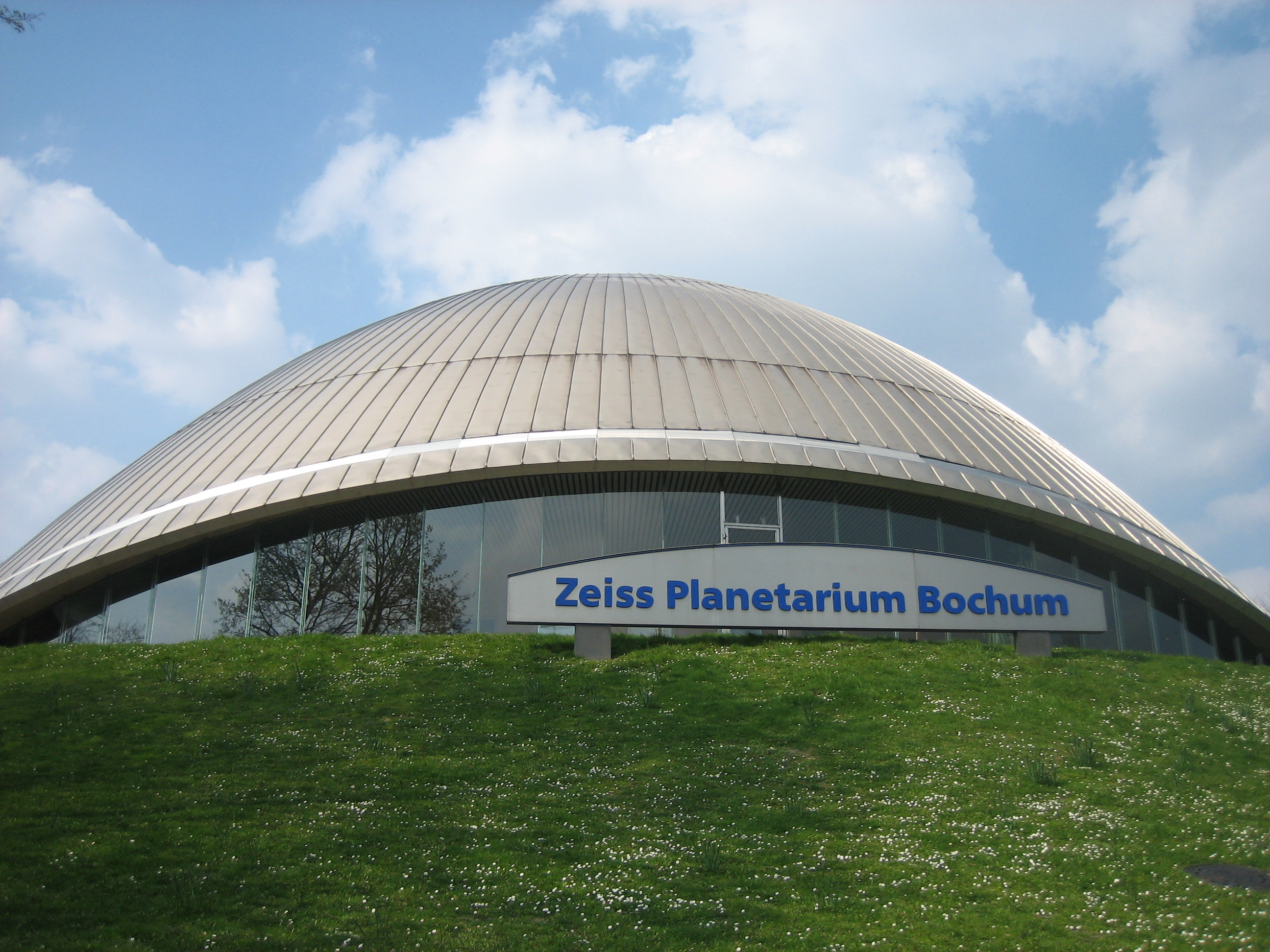
Das Planetarium im Jahr 2007

1956 eröffnete Fritz Graetz das Radio- und Fernsehwerk Graetz KG. Hier war es der städtischen Wirtschaftsförderung gelungen, einen namhaften Betrieb nach Bochum zu holen, der vorrangig Arbeitsplätze für Frauen anbieten konnte. Aufgrund der Ausrichtung auf Schwerindustrie waren diese Art der Beschäftigung gering. Am 7. Oktober 1957 gelang es Heinz Kaminski in der im Bochumer Ortsteil Sundern 1946 gegründeten Sternwarte Bochum, ⁣⁣die Signale des Satelliten Sputnik zu empfangen. In einem Neubau des nun „Institut für Satelliten- und Weltraumforschung“ benannten Institutes wurde 1967 eine Parabolantenne von 20 m Durchmesser errichtet. Das Museum Bochum – Kunstsammlung wurde 1960 in der Villa Marckhoff eröffnet. Als zweites Einkaufszentrum nach US-amerikanischem Muster in Deutschland wurde 1964 der Ruhr-Park eröffnete. Die Fläche wuchs über die Jahrzehnte von 24.000 m² auf 125.000 m² (Stand 2017). Auch 1964 wurde das Planetarium Bochum errichtet, eines der größten in Deutschland und damals wie heute eines der weltweit modernsten Einrichtungen dieser Art. Es gehört zu den repräsentativen Bauten, die das Stadtbild am Ende des Baubooms des Wiederaufbaus prägten. Weitere sind das die Stadtmitte überragende Europa-Haus aus dem Jahr 1962 sowie die Hauptverwaltung des Bochumer Vereins aus dem Jahr 1964 an der Alleestraße. In den folgenden Jahrzehnten ebbte der Bauboom ab (abgesehen von dem Bereich der Ruhr-Universität), zum einen waren viele Funktionsgebäude fertiggestellt, zum anderen kamen die wirtschaftlichen Probleme der nächsten Jahrzehnte hinzu.

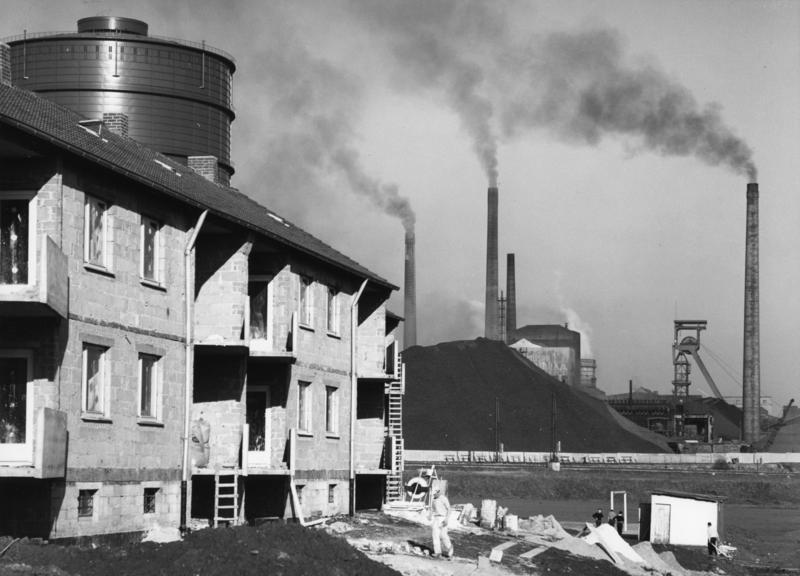
Zeche Robert Müser, Kohle liegt auf Halde, 1961

### Kohlekrise und Strukturwandel
Bereits um 1958 begann auch in Bochum die Kohlekrise mit Feierschichten auf den Bergwerken und dem Anlegen von Kohlehalden sichtbar zu werden. Mit der Zeche Prinz-Regent wurde im Februar 1960 das erste Großbergwerk in Bochum und eines der ersten im Ruhrgebiet geschlossen. Die ungünstige Lagerung der Flöze im Bochumer Raum stand einer stärkeren Mechanisierung im Wege. Allein in dem Zeitraum von 1960 bis 1964 schlossen acht Großzechen, und 20.000 Bergleute verloren ihren Job. Es ergaben sich durch den frühen Ausstieg aus dem Ruhrbergbau auch einige Kuriositäten. So sollte das Kraftwerk Springorum mit Kohlen der direkt benachbarte Zeche Prinz Regent beliefern werden. Da dies wegfiel, wurde per Bahn bis 1985 Kohle aus Essener Zechen angeliefert.
Die Stadtverwaltung hatte zu diesem Zeitpunkt schon Verhandlungen mit der Adam Opel AG aufgenommen, und im Sommer 1960 konnte ein Vertrag über die Ansiedlung eines Werkes in Bochum unterschrieben werden. Dafür wurde die Fläche der ebenfalls stillgelegten Zeche Dannenbaum genutzt. Das Werk Bochum I nahm am 10. Oktober 1960 die Produktion auf. Die Werke Bochum II/III wurden 1962 errichtet, teilweise auch auf dem ehemaligen Zechengelände der Zeche Bruchstraße. Bereits zum Ende des gleichen Jahres beschäftigte Opel über 10.000 Arbeiter, das Werk war eine wichtige Kompensation für die im Bergbau wegfallenden Arbeitsplätze.

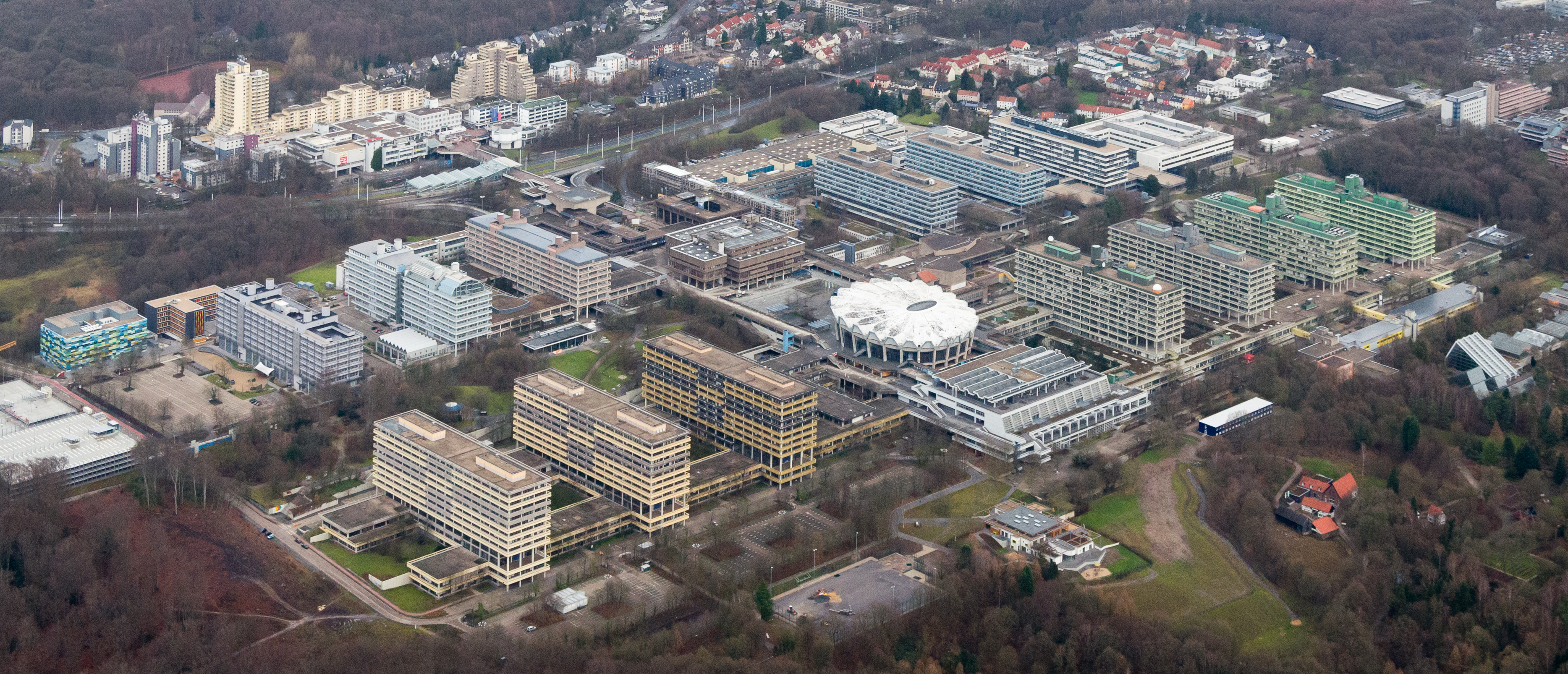
Luftbild der Ruhr-Universität im Jahr 2014

Schon 1961 wurde mit der Suche nach einem Standort für eine neue Universität in Westfalen begonnen. Mit der Abstimmung am 19. Juli 1961 im Landtag Nordrhein-Westfalens bekam Bochum den Zuschlag. Dies war die erste Universitätsneugründung in der Bundesrepublik Deutschland nach dem Zweiten Weltkrieg. Nach jahrelangen Vorarbeiten wurde die Ruhr-Universität Bochum am 30. Juli mit einem Festakt im Schauspielhaus eröffnet. Der erste Student schrieb sich am 20. Oktober 1965 ein. Die angepeilte Zahl von 10.000 Studenten wurde schon einige Jahre später überschritten (heute über 44.000 Studenten). Die Universität und weitere wissenschaftliche Betriebe wurden in den Zeiten der Kohlekrise neben Opel eine der wichtigsten Arbeitgeber in Bochum.

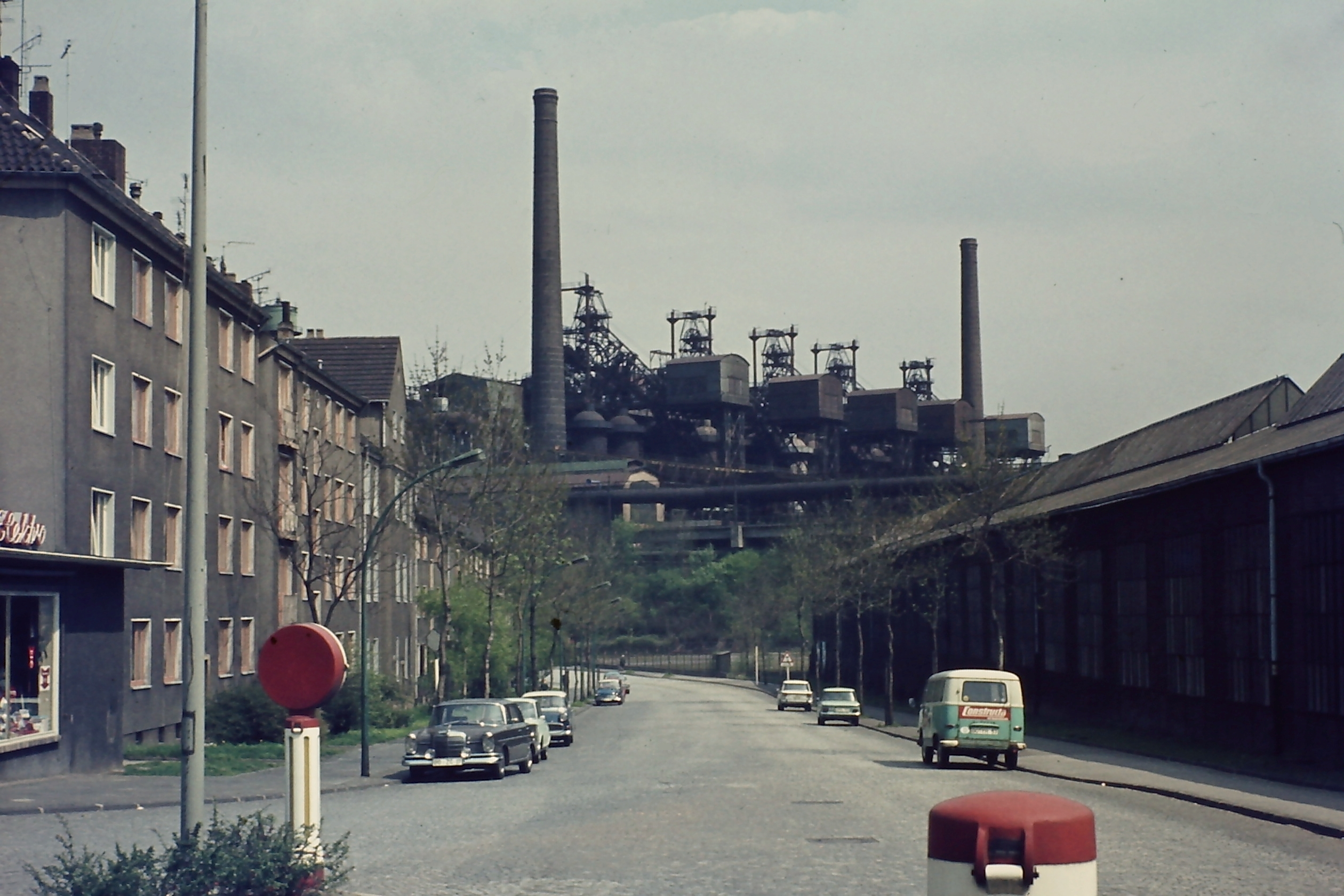
Blick von der Gahlenschen Straße auf die Hochöfen des Bochumer Vereins um 1962

Im Zuge der beginnenden Stahlkrise wurde
der Bochumer Verein, einst größter Arbeitgeber von Bochum und im Deutschen Kaiserreich zeitweise der zweitgrößte Stahlkonzern, schrittweise von dem Krupp-Konzern übernommen. Im Herbst 1965 war die Übernahme abgeschlossen. 1968 wurden die fünf Hochöfen ausgeblasen. An der Stelle betrieb der Bochumer Verein seit 1876 Hochöfen. Damit endete eine über 90-jährige Epoche, und es begann die zunehmende Bedeutungslosigkeit von Bochum als Stahlstandort.
Bochum errichtete 1962 die erste geordnete Mülldeponie. Dabei wurde das Prinzip des land-filling erstmals in Europa angewendet. Die Musikschule Bochum wurde 1967 gegründet. Sie ist heute eine der größten Musikschulen Deutschlands. Im Juni 1971 gelang dem VfL Bochum der Aufstieg in die Erste Bundesliga. Die Erich Kästner-Schule wurde als erste Gesamtschule Bochums eröffnet. 1973 erfolgte die Stilllegung der letzten Bochumer Zeche (Zeche Hannover). Bochum war damit die erste Großstadt des Ruhrgebietes, die keinen Bergbau mehr besaß. Auf der Zeche Holland in Wattenscheid, welches kurz danach mit Bochum zusammen gelegt wurde, endete die Förderung am 15. Januar 1974. Jahrhunderte des Bergbaus in Bochumer Raum gingen zu Ende.

## Bochum nach dem Ende des Bergbaus (1973–1999)
Am 1. Januar 1975 wurden die Städte Bochum und Wattenscheid vom Landtag Nordrhein-Westfalens im Rahmen einer umfangreichen Gebietsreform (Ruhrgebiet-Gesetz) zu einer neuen Stadt mit dem Namen „Bochum“ zusammengeschlossen, da im Ruhrgebiet keine kreisfreien Städte mit weniger als 200.000 Einwohnern mehr existieren sollten. Das von der Aktion Bürgerwille initiierte Bürgerbegehren, bei dem sich 71,43 Prozent der Wattenscheider für die Beibehaltung der Selbstständigkeit aussprachen, scheiterte. Das Stadtgebiet hatte nun etwa 435.000 Einwohner und ca. 145 km² Fläche. Weiterhin wurden die sechs Stadtbezirke eingerichtet. Als Reaktion auf die erweiterten Verwaltungsaufgaben wurde neue Verwaltungsgebäude geschaffen. Das Bildungs- und Verwaltungszentrum (BVZ) wurde 1980 übergeben, das Rathaus-Center (heute Technisches Rathaus) als gemischtes Einkaufs- und Verwaltungszentrum 1982. Auch das Amts- und Landgericht erhielten durch markante Hochhäuser eine bedeutende Erweiterung.

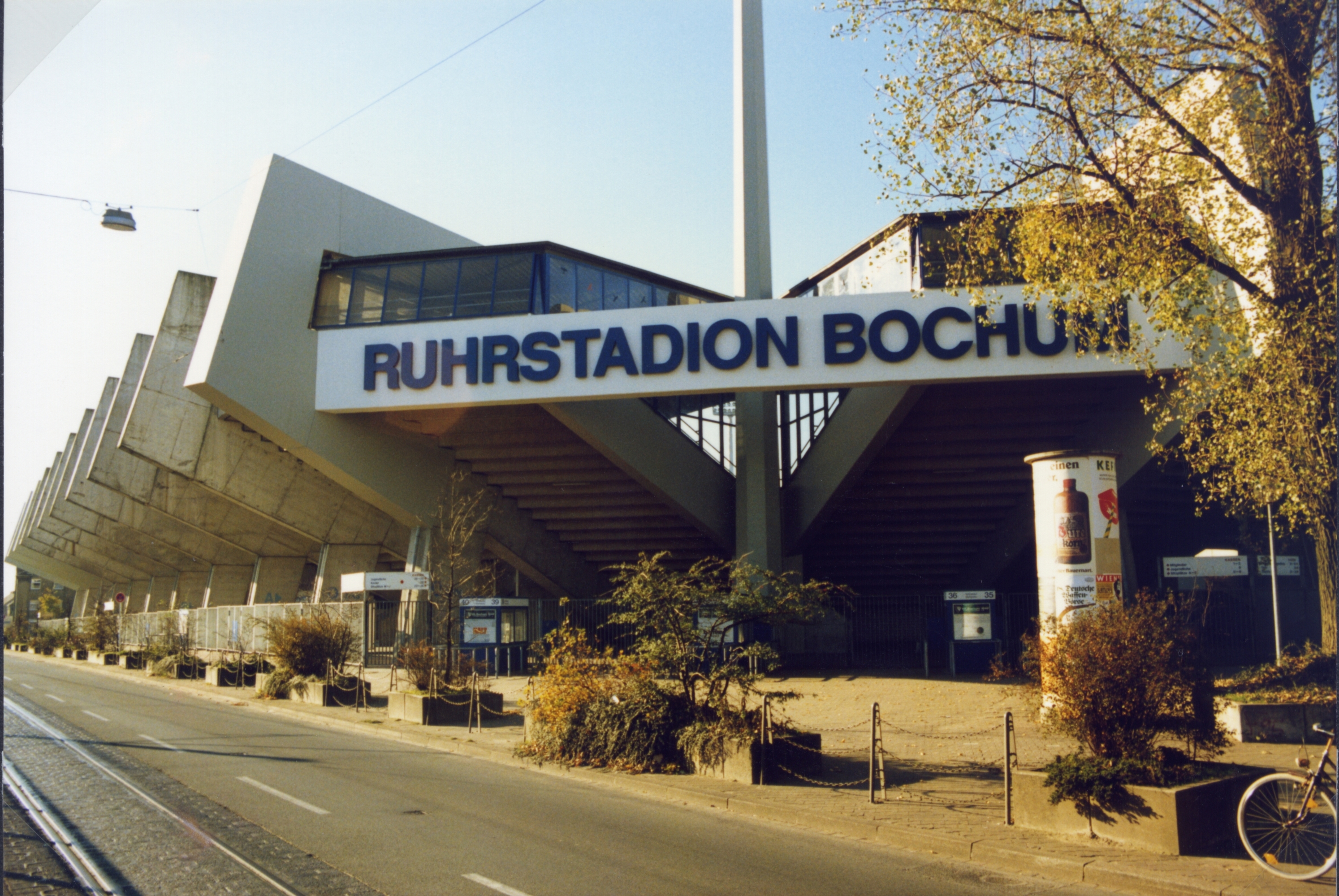
Das Ruhrstadion im Jahr 1988.

Ab 26. Mai 1974 erreichte die S-Bahn das Stadtgebiet (S 1 Bochum Hauptbahnhof – Duisburg-Großenbaum, S. 3 Hattingen – Bochum-Dahlhausen – Oberhausen). Eine neue, große Feuerwehrwache entstand 1975 an der Hanielstraße in Laer, in räumlicher Nähe zur Firma Opel, der Ruhr-Universität sowie der wachsenden Hustadt. 1976 wurde das Klärwerk Oelbachtal ausgebaut. Das Eisenbahnmuseum Bochum-Dahlhausen wurde 1977 von der Deutschen Gesellschaft für Eisenbahngeschichte e. V. gegründet. Außerdem sicherte das Bochumer Modell die Medizinausbildung an der Ruhr-Universität Bochum. Die erste Stadtbahn-Strecke, die Linie 308/318 wurde 1979 fertiggestellt. Im selben Jahr wurde die Glocke der Weltausstellung von 1867 vor dem Bochumer Rathaus aufgestellt. Auch wurde der Kemnader See freigegeben und ein Jahr später das dortige Freizeitzentrum übergeben.
Einer der ersten Vorläufer der Tempo-30 Zonen in Deutschland wurde am 13. Februar 1976 von der Stadtverwaltung in dem gesamten Siedlungsgebiet des dichtbebauten Neubaugebiets Rosenberg eingerichtet. Gefordert wurde dies unter anderem von der Bürgerinitiative „Rosenberg-Verein e. V.“. Vorangegangen waren im Jahr davor fünf schwere Verkehrsunfälle, denen Kinder im Alter von sechs bis acht Jahren aufgrund zu schnell fahrender Autos zum Opfer gefallen waren.
Mit einem Spiel des VfL Bochum gegen SG Wattenscheid 09 wurde am 21. Juli 1979 das umgebaute Stadion, nun mit dem Namen Ruhrstadion eröffnet. Damals hatte das Stadion rund 50.000 Sitzplätze (heute um die 26.000 Plätze). Die Plätze waren nun überdacht. Im September 1981 fand das zweite Spiel der Nationalmannschaft in Bochum statt (Deutschland – Finnland 7:1). In Rahmen der Konzertreihe Künstler für den Frieden fand am 11. September 1982 im Ruhrstadion das größte von vier deutschlandweiten Konzerten statt. Vor etwa 200.000 Zuschauern traten über 200 Künstler auf, darunter Esther Bejarano, Joseph Beuys und Udo Lindenberg.
Die zweite Bochumer Städtepartnerschaft wurde am 21. Oktober 1980 mit der nordspanischen Bergbaustadt Oviedo, der Hauptstadt von Asturien, eingegangen. Auf Vermittlung von Sheffield, Partnerstadt seit 1950, wurde am 3. April 1987 eine weitere Städtepartnerschaft mit Donezk, einer Industriestadt im Kohlerevier des Donbass in der UdSSR eingegangen. Es war eine der ersten Städtepartnerschaften zwischen der Bundesrepublik und der UdSSR bzw. später mit der Ukraine. Nach dem Fall der Berliner Mauer kam als vierte Partnerstadt die thüringische Stadt Nordhausen am 17. Juni 1990 dazu.
Ende der 1970er und Anfang der 1980er erfasste die zweite Entindustrialisierungswelle auch Bochum. Bezog die Bochumer Mineralölgesellschaft, die größte private Mineralölgesellschaft Deutschlands, 1975 mit dem markanten „Bomin-Haus“ ihren neuen Hauptsitz, ging sie 1983 schon pleite. Weitere Beispiele sind die Konkurse alteingesessener Mittelständler wie der Maschinenfabrik und Eisengießerei Wolff in Linden 1978, des Ehrenfelder Maschinenbauunternehmens Mönninghoff 1984 sowie des Straßen- und Tiefbauunternehmens Gebr. Vogel in Langendreer, des größten seiner Art in Bochum, 1985. Auch das Brauhandwerk verschwand fast vollständig aus Bochum. Die Schultheiss-Brauerei hatte die Müser-Brauerei in Langendreer 1960 und die Schlegel-Brauerei in der Innenstadt 1971 übernommen und schloss beide traditionellen Braustätten in den Jahren 1978 (Müser) und 1981 (Schlegel). Nur die lokale Privatbrauerei Moritz Fiege überlebte diese Konzentration des deutschen Brauereiwesens. Diese erneuten Verluste von mehreren Tausenden Arbeitsplätzen nach der Bergbaukrise waren nun nicht mehr kompensierbar, und die Arbeitslosenquote erreichte 1986 mit 15 % einen absoluten Maximalwert (2021: 8,7 Prozent). In der Folge erfasste die Entwicklung auch den Handel und die Konsumgüterindustrie. So schloss 1986 das Kaufhaus Wertheim, während das Traditionshaus Kortum (1991 Drehort der Fernsehserie Der große Bellheim) sich schrittweise verkleinerte und Mitte der 1990er-Jahre schloss.
In den Jahren 1981 und 1982 wurden nacheinander mehrere leere Fabrikgebäude von Hausbesetzern besetzt, um ein autonomes Kulturzentrum zu fordern. Die Auseinandersetzungen wurden weit über Bochums Stadtgrenzen hinaus bekannt. Nach der Räumung der letzten BO-Fabrik in der Stühmeyerstraße verlagerte sich die Hausbesetzer-Szene in das Heusner-Viertel, das für eine Stadtautobahn abgerissen werden sollte. Dieses Viertel wurde im November 1986 geräumt.

Album-Cover „Bochum“ von Herbert Grönemeyer

Mit der Veröffentlichung der LP „4630 Bochum“ von Herbert Grönemeyer wurde die Bekanntheit der eher unansehnlichen Stadt bundesweit gesteigert. Das erste Bochum Total fand am 5. und 6. September 1986 statt. Zuerst ein kleines Festival auf zwei Bühnen, hat es sich heute zu einem der größten Rock- und Pop-Festivals in Deutschland entwickelt. Die Mathias-Claudius-Schule, eine Schule für behinderte und nicht behinderte Menschen, wurde in Bochum-Harpen gegründet und ist heute in Bochum-Weitmar ansässig. Für das Musical Starlight-Express wurde extra eine Halle, zugeschnitten auf die Story des Stückes, gebaut. Die Eröffnung war am 12. Juni 1988, und es wurde eines der erfolgreichsten und langlebigsten Musicals überhaupt. 1989 wurde die Stadtbahnlinie U35 von Bochum Hauptbahnhof nach Herne Schloss Strünkede eröffnet. 1990 war Bochum gemeinsam mit Dortmund Veranstaltungsort des ersten gesamtdeutschen Turnfestes mit 120.000 Teilnehmern. Mit dem Aufstieg des SG Wattenscheid 09 in die 1. Bundesliga hatte Bochum für einige Jahre zwei Mannschaften in der höchsten Fußballbundesliga. Nach dem Turnfest fand 1991 mit dem 24. Evangelischen Kirchentag eine weitere Großveranstaltung im Ruhrgebiet statt.

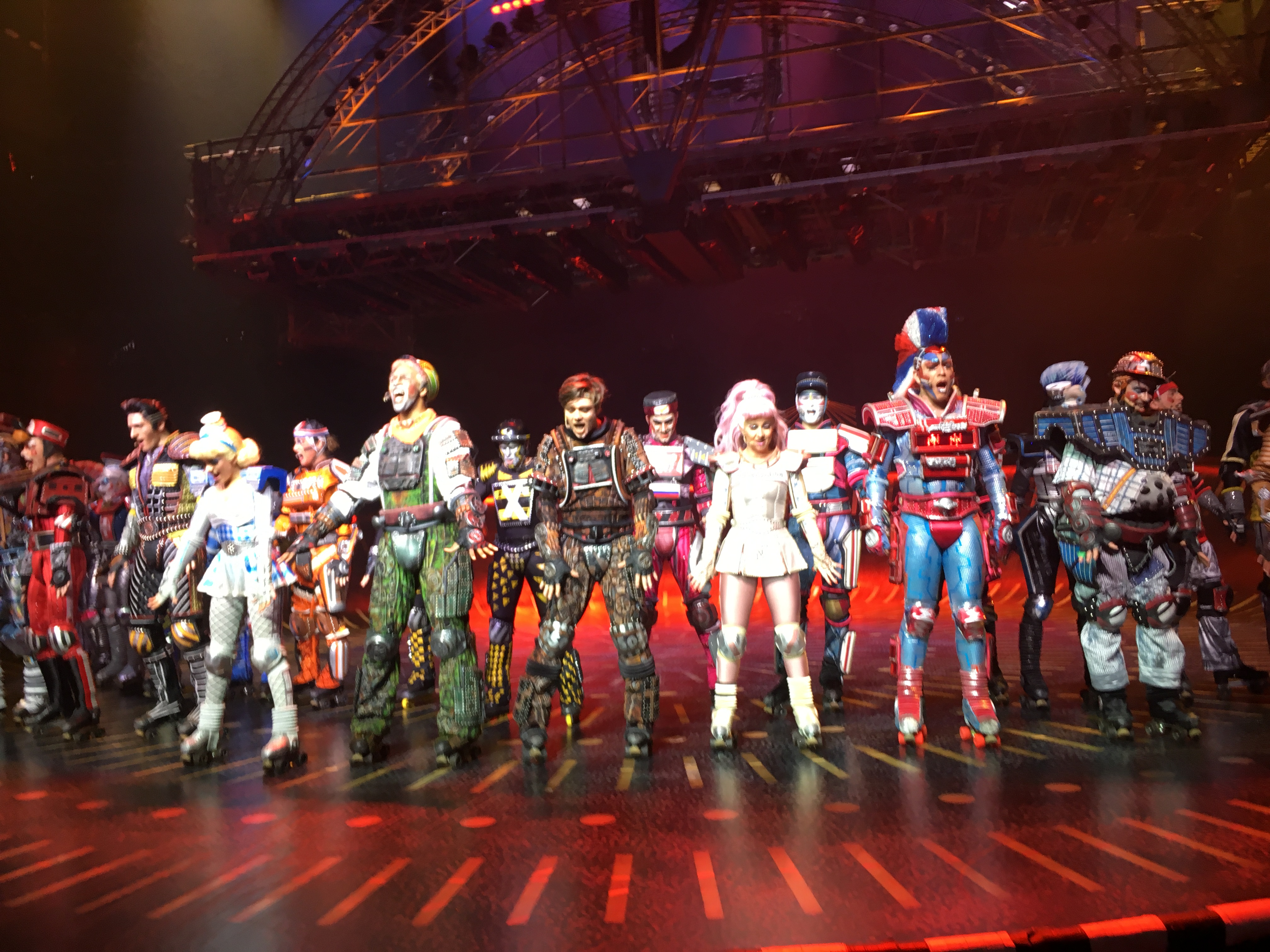
Starlight Express im Starlight Express Theater in Bochum (April 2018).

Die Situation Kunst (für Max Imdahl) wurde 1990 fertiggestellt. Ebenso der Chinesische Garten im Botanischen Garten und die neue Medizinhistorische Sammlung in einem alten Malakowturm der ehemaligen Zeche Julius-Philipp. Alle drei Objekte waren ein „Geschenk“ an die Ruhr-Universität zum 25-jährigen Jubiläum.
Die Städte Bochum, Hattingen, Herne und Witten schlossen sich 1993 zur Region Mittleres Ruhrgebiet zusammen. Nachdem die Kohlekrise schon Auslöser für einen totalen Rückgang des Bergbaus war, gab es ab den 1970ern auch Probleme in der Stahlbranche, die früher das andere wirtschaftliche Standbein in der Montanstadt Bochum war. Deutlich zeigte sich dies mit dem „Band der Solidarität“, einer Menschenkette, die sich am 14. Februar 1997 durch das ganze Ruhrgebiet zog.
1994 wurde in der Stadtverwaltung die Doppelspitze von ehrenamtlichem Oberbürgermeister und hauptamtlichem Oberstadtdirektor, als Chef der Verwaltung, aufgegeben. Seither gibt es nur noch den hauptamtlichen Oberbürgermeister. Ernst-Otto Stüber war in Nordrhein-Westfalen der erste Oberbürgermeister in dieser Funktion, alle anderen Kommunen wendeten das geänderte Landesgesetz von 1994 erst bei der Wahl 1999 an.
Zwei neue Feuerwehrwachen entstanden in den späten 1990ern. Die neue Hauptwache in Werne wurde 1996 übergeben und löste die Wache an der Frida-Schanz-Straße ab. Die neue Innenstadtwache wurde 1999 an der Bessemerstraße in Stahlhausen eingeweiht. In direkter Nachbarschaft und im selben Jahr wurde auf dem ehemaligen Gelände des Bochumer Vereins der erste Abschnitt des Westparks der Öffentlichkeit übergeben. Gegen Ende des Jahres wurde die Skulptur Entfaltung der Stadt, welche die Geschichte Bochums darstellt, eingeweiht.

## 21. Jahrhundert (seit 2000)

### 2001 bis zur Kulturhauptstadt Ruhr2010

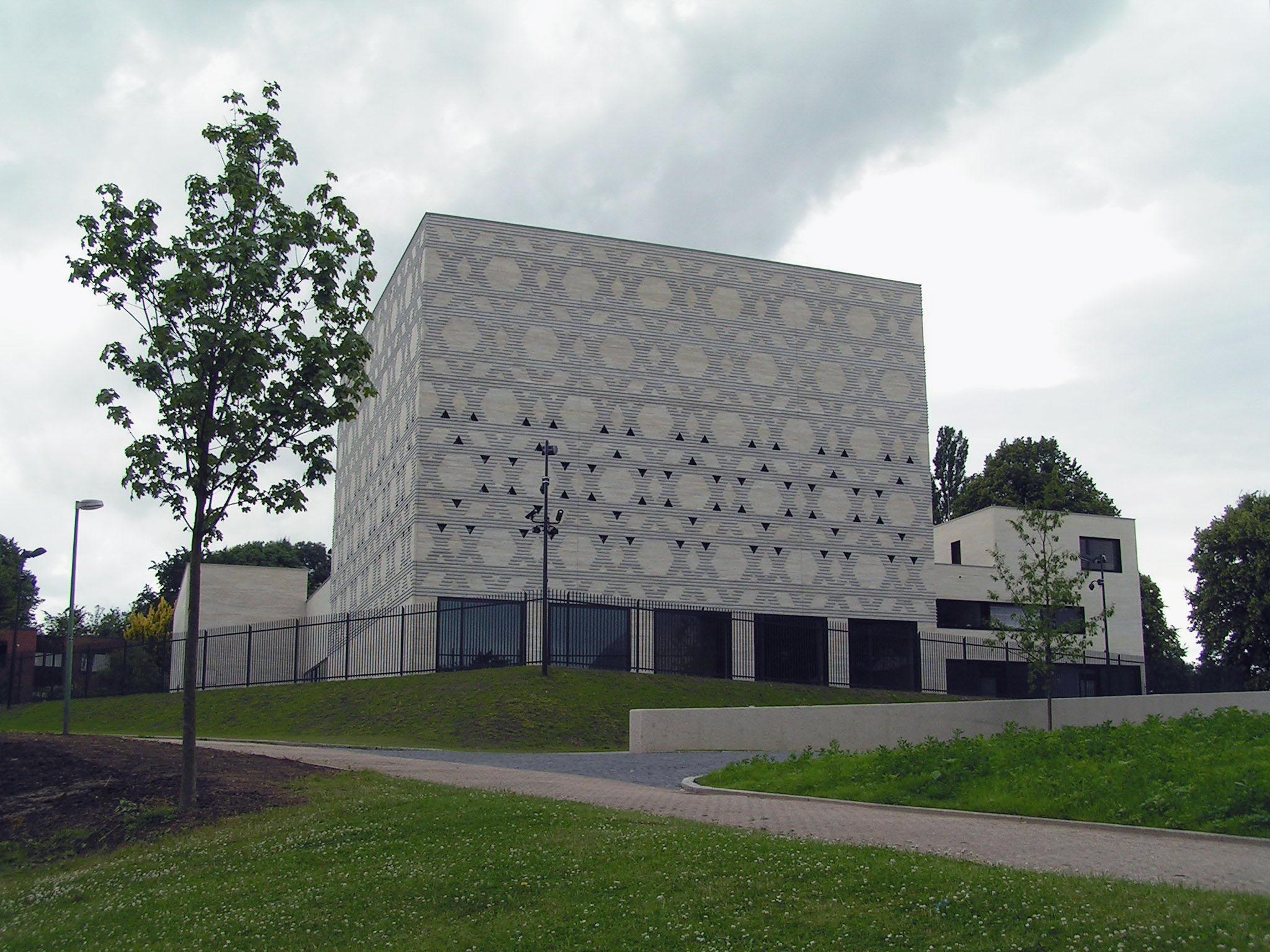
Neue Synagoge Bochum

Der Ortsteil Höntrop erlangte im Januar 2000 mit dem Krater von Wattenscheid nationale Bekanntheit, durch den am 2. Januar der Zugang zu mehreren Wohnhäusern plötzlich abgeschnitten war und sie direkt am Abgrund standen. Der RuhrCongress wurde 2003 eingeweiht. Der Ost-Westtunnel der Bogestra wurde 2006 eröffnet. Die Linien 302, 306 und 310 wurden unter die Erde gelegt, die Bochumer Innenstadt war nun komplett schienenfrei. Damit konnte der Boulevard gestaltete werden, welcher 2006 eröffnet wurde. Seit dem gleichen Jahr ziert die Replik einer Heuer-Ampel, die Drehscheibe, wieder die Fußgängerzone. Seit 2007 ist der Bochumer Hausberg, der Tippelsberg, wieder für die Bevölkerung zugänglich.
Für die Bochumer Wirtschaft gab es in den 2000er etliche Rückschläge. Die Adam Opel AG plante 2004, auch in Bochum mehrere tausend Arbeitsplätze abzubauen. Ein Streik der Belegschaft gegen den Willen der IG Metall und gegen ihren eigenen Betriebsrat legte die europäische Produktion für kurze Zeit still. Am 19. Oktober versammelten sich auf dem Platz am Schauspielhaus 25.000 Menschen zu einer spontanen Solidaritätskundgebung. Im Januar 2008 wurde die Schließung des Nokia-Werks Bochum bekannt gegeben und im Mai 2008 wurde es geschlossen. Positive Entwicklungen gab es im Hochschulbereich. Im September 2008 wurde das Universitätsklinikum der Ruhr-Universität Bochum gegründet, das Biomedizinzentrum wurde eröffnet und am 1. November 2009 die Hochschule für Gesundheit gegründet. Sie ist die erste staatliche Hochschule für Gesundheitsberufe in Deutschland überhaupt.
Seit November 2004 wurden im Rahmen des Gedenkens an die Opfer der Nationalsozialisten, und daher auch an den Holocaust, Stolpersteine in Bochum verlegt. Der erste Stein wurde vor dem Schauspielhaus für die Schauspielerin Terka Csillag verlegt. Nachdem es große Demonstrationen für und gegen den Bau einer neuen Synagoge gegeben hatte, konnte die Neue Synagoge im Jahr 2007 eingeweiht werden.

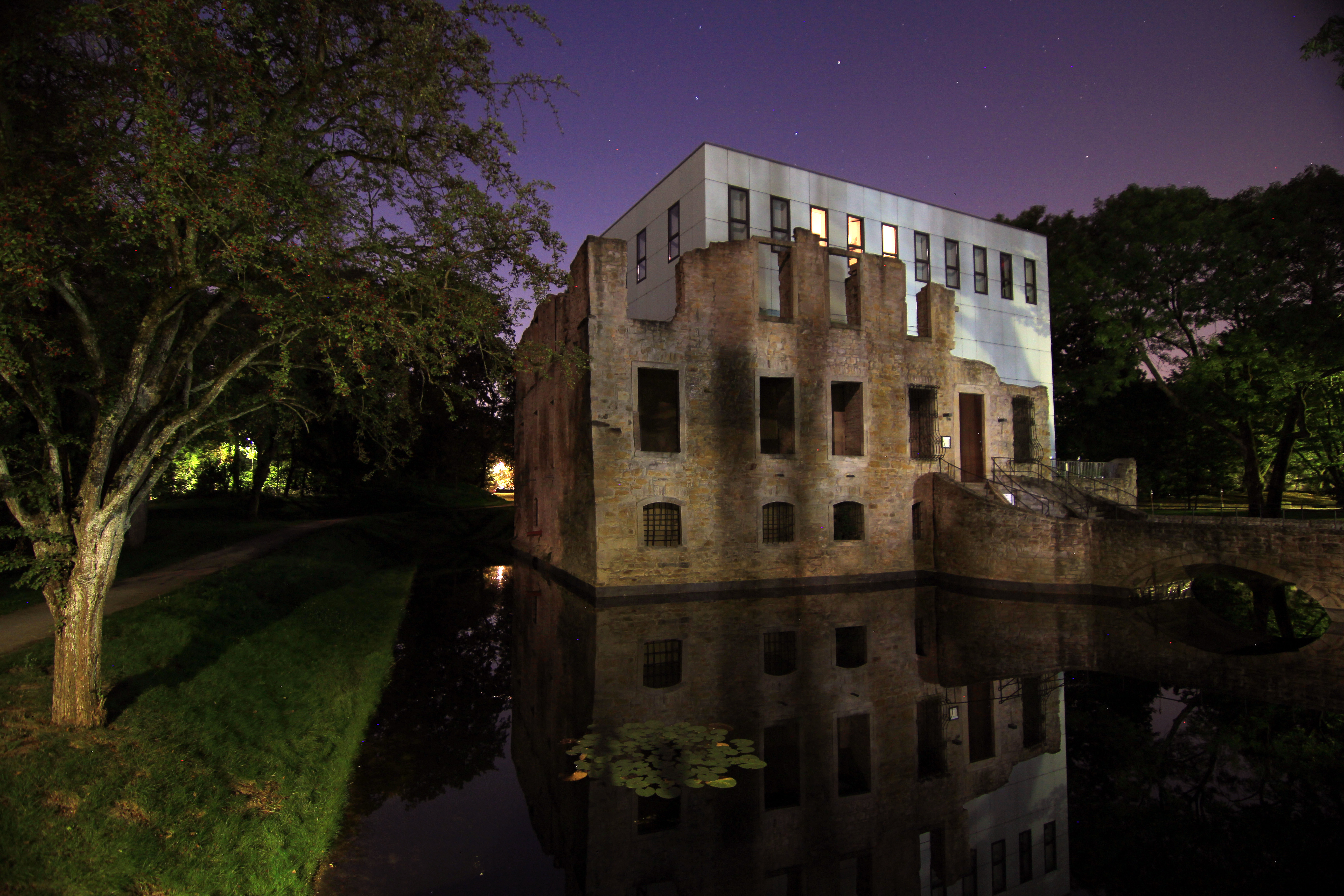
Haus Weitmar mit Neubau Kubus, 2016

Nachdem das Ruhrgebiet den Zuschlag als eine der Europäische Kulturhauptstädte 2010 bekommen hatte, wurden in der Folge viele geplante kulturelle Projekte umgesetzt. So wurde der Erweiterungsbau des Deutschen Bergbau-Museums, der Schwarze Diamant, 2009 eingeweiht. Die Situation Kunst im Schlosspark Weitmar wurde 2010 um den Kubus in der Ruine des ehemaligen Adelssitzes erweitert. Als kulturelle Termine im Kulturhauptstadtjahr fanden auch in Bochum die Aktion Schachtzeichen, an dem die ehemaligen Standorte der Zechen mit Luftballons gezeigt wurden, sowie das Autobahnpicknick Still-Leben viel Beachtung. Auch das 2009 in Bochum in Hinblick auf die Kulturhauptstadt entstandene Street-Art-Projekt Urbanatix hat sich zu einem festen Angebot in der Kulturszene entwickelt.

### 2011 bis heute
Nach 143 Jahren verließen die Redemptoristen die Stadt, im Januar 2011 wurde das Kloster geschlossen. Im selben Jahr zerstörten die Auswirkungen eines Brandes die überregional bekannte alternative Diskothek Zwischenfall. Am 8. Mai 2012 wurde der Gedenkort „Laute Stille“ eröffnet, welcher an die Zwangsarbeit während des Zweiten Weltkrieges in Bochum erinnern soll. Im Mai 2012 fand das erste Festival „Ruhr International“ im Westpark statt, welches der Nachfolger des bekannten „Kemnade International“ ist.
Mit der Einweihung des Exzenterhauses am 11. Oktober 2013 bekam Bochum eine weithin sichtbare Landmarke, welches mit 89 m zu den höchsten Bauten des Ruhrgebiets gehört. Während des Pfingststurmes Ela kam es auch im Stadtgebiet zu großen Schäden am Baumbestand, Parks und Friedhöfe waren teils wochenlang geschlossen. Das Autobahndreieck Bochum-West (A 40 und A 448) wurde im Juni 2015 für den Verkehr freigegeben. Am 24. November 2015 wurde die Trinkwasserproduktion in Bochum eingestellt. Die Versorgung erfolgt seither allein mit Wasser aus den Wasserwerken in Essen-Horst und Witten-Heven. Der neue Zentrale Busbahnhof sowie die neue Vonovia-Zentrale in Wiemelhausen wurden im Jahr 2018 eröffnet. Bereits im Januar des gleichen Jahres wurde das neue Justizzentrum am Ostring eingeweiht. Die frei gewordene Fläche am Husemannplatz und das funktionslos gewordene Postgebäude ist zurzeit eine innerstädtische Fläche im Wandel.

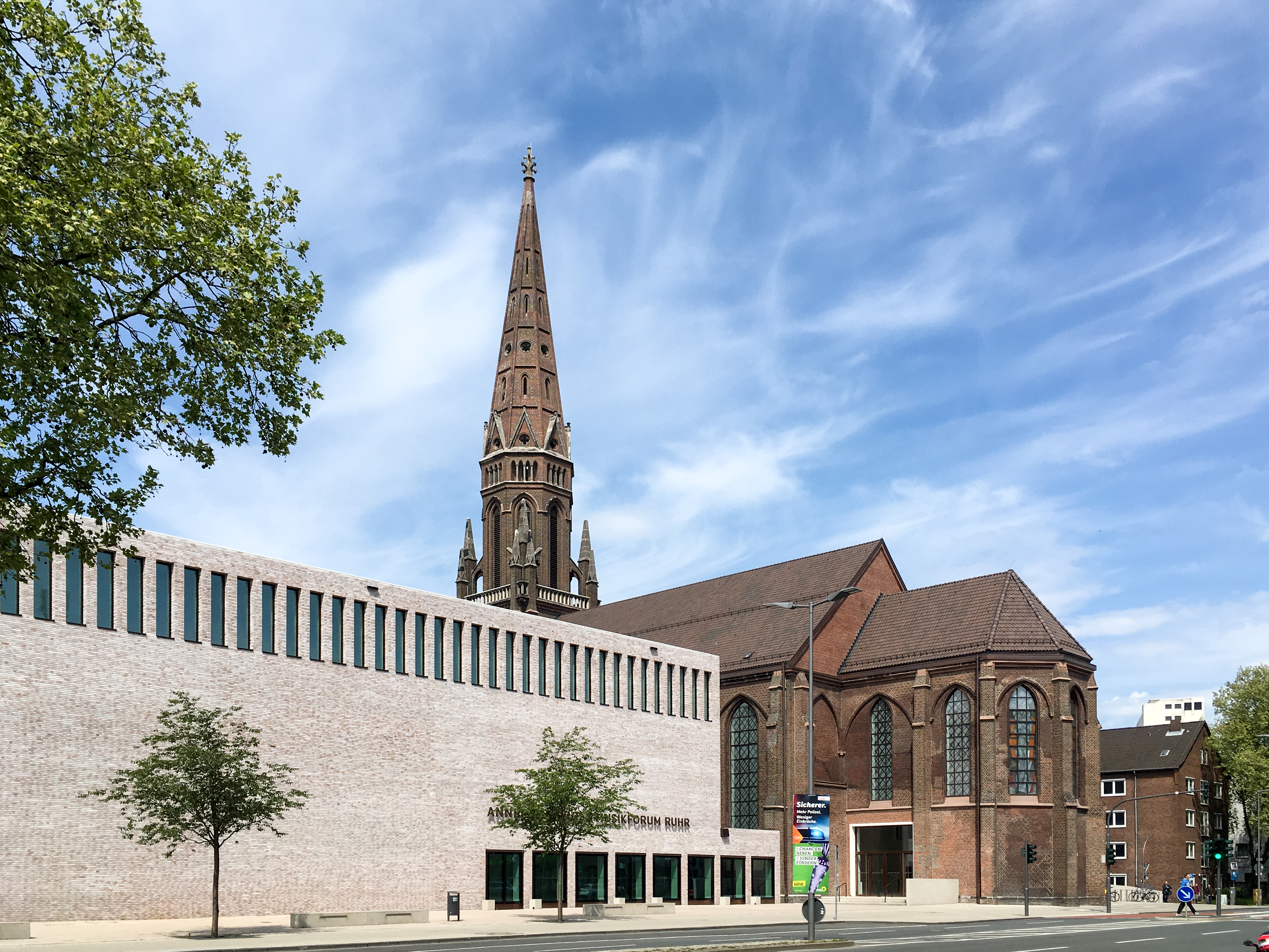
Musikforum Bochum mit der ehemaligen Marienkirche

Als Ergänzung der Situation Kunst wurde das Museum unter Tage am 14. November 2015 eröffnet. Die seit 1919 existierenden Bochumer Symphonikern bekamen 2016 ihre erste eigene Spielstätte. In den Jahrzehnten vorher war eine Erweiterung der Stadtparkgastronomie um einen Konzertsaal, ein Neubau auf dem Dr.-Ruer-Platz sowie die Jahrhunderthalle als Wirkungsstätte für das städtische Orchester im Gespräch, wurden aber nicht umgesetzt. Auch der Neubau wurde kontrovers diskutiert. Das erste öffentliche Konzert im neu errichteten Anneliese Brost Musikforum Ruhr fand am 27. Oktober 2016 statt. Die profanierte Marienkirche wurde in den Neubau einbezogen und dient als Foyer zwischen den beiden Sälen (Konzertsaal und kleiner Saal).
Das Automobilunternehmen Adam Opel AG schloss 2015 Bochum als Produktionsstandort. In den Opel-Werken waren 2011 noch rund 5.170 Menschen beschäftigt, deren Zahl bis 2014 aber weiter stetig sank. Ungefähr 3.000 Stellen fielen mit der Schließung des Werks I in Laer weg. Von Opel wird in Langendreer aber noch ihr größtes Logistikzentrum in Europa mit 700 Arbeitsplätzen betrieben. Das Gelände in Laer wurde von der „Perspektive Bochum 2022“ zur Neuansiedlung von Unternehmen übernommen. Sei Februar 2016 trägt es den Namen Mark 51°7. Im Jahr 2019 eröffnete die Deutsche Post DHL ein Logistikzentrum mit 600 Arbeitsplätzen. Ende 2021 waren auf dem Gelände 2.000 Arbeitsplätze vorhanden. Mit dem Stand vom Oktober 2023 waren über 90 % der Fläche vermarktet, es waren Verträge mit über 25 Unternehmen abgeschlossen. Neben Spitzenfirmen, teils aus der IT-Branche, nutzt auch die Ruhr-Universität die Fläche zur Weiterentwicklung. Es sollen hier fünf Forschungsinstitute entstehen, unter anderem das Max-Planck-Institut für Sicherheit und Privatsphäre.
Auch auf anderen Flächen entwickeln sich die Hochschullandschaft und damit mehrere Technologiezentren weiter, welche von der Nähe zu Bildungsinstitutionen profitieren. Allein die Hochschulen haben sich, zusammengenommen, zu Bochums größtem Arbeitgeber mit mehr als 6.000 Beschäftigten entwickelt. So nahmen zum Wintersemester 2015 die Studierenden der Hochschule für Gesundheit (HSG) das Gebäude auf dem Gesundheitscampus in Betrieb, wobei die anliegende Gewerbefläche inzwischen auch komplett vermarktet ist. Der Wandel von einer Montanstadt zu einer Stadt, die nach Eigendarstellung auf „Wissen schafft Wirtschaft“ setzt, zeigt sich auch in der Wahl der neuen Partnerstadt. Mit der Universitätsstadt Tsukuba in Japan, einer am Ende der 1960er gegründeten Planstadt für öffentliche und private wissenschaftliche und technische Forschungsinstitute, bekam Bochum am 25. November 2019 seine fünfte Partnerstadt.